# 京都御所
京都御所（きょうとごしょ、旧字体：京都󠄀御所󠄁）は、京都府京都市上京区にある皇室関連施設。法律上の位置づけは東京都の皇居などと同じく皇室用財産。
1337年（建武4年）から1869年（明治2年）までの間の内裏・禁中・禁裏・宮中（歴代天皇並びに後宮や世子などが居住し朝廷として儀式・公務を執り行った場所のことで、現在の皇居とほぼ同義）。現存する建物は概ね1855年（安政2年）に造営した安政度内裏である。現在の京都御所は、宮内庁京都事務所が管理している。

## 概要
平安遷都（延暦13年・794年）時の内裏は、現在の京都御所よりも1.7キロ西の千本通り沿いにあった。現在の京都御所は、もと里内裏（内裏が火災で焼失した場合などに設けられた臨時の内裏）の一つであった土御門東洞院殿の地である。南北朝時代（14世紀半ば）から北朝側の内裏の所在地として定着し、明治2年（1869年）、明治天皇の東京行幸時まで存続した。明治以降は京都皇宮（きょうとこうぐう）とも称される。

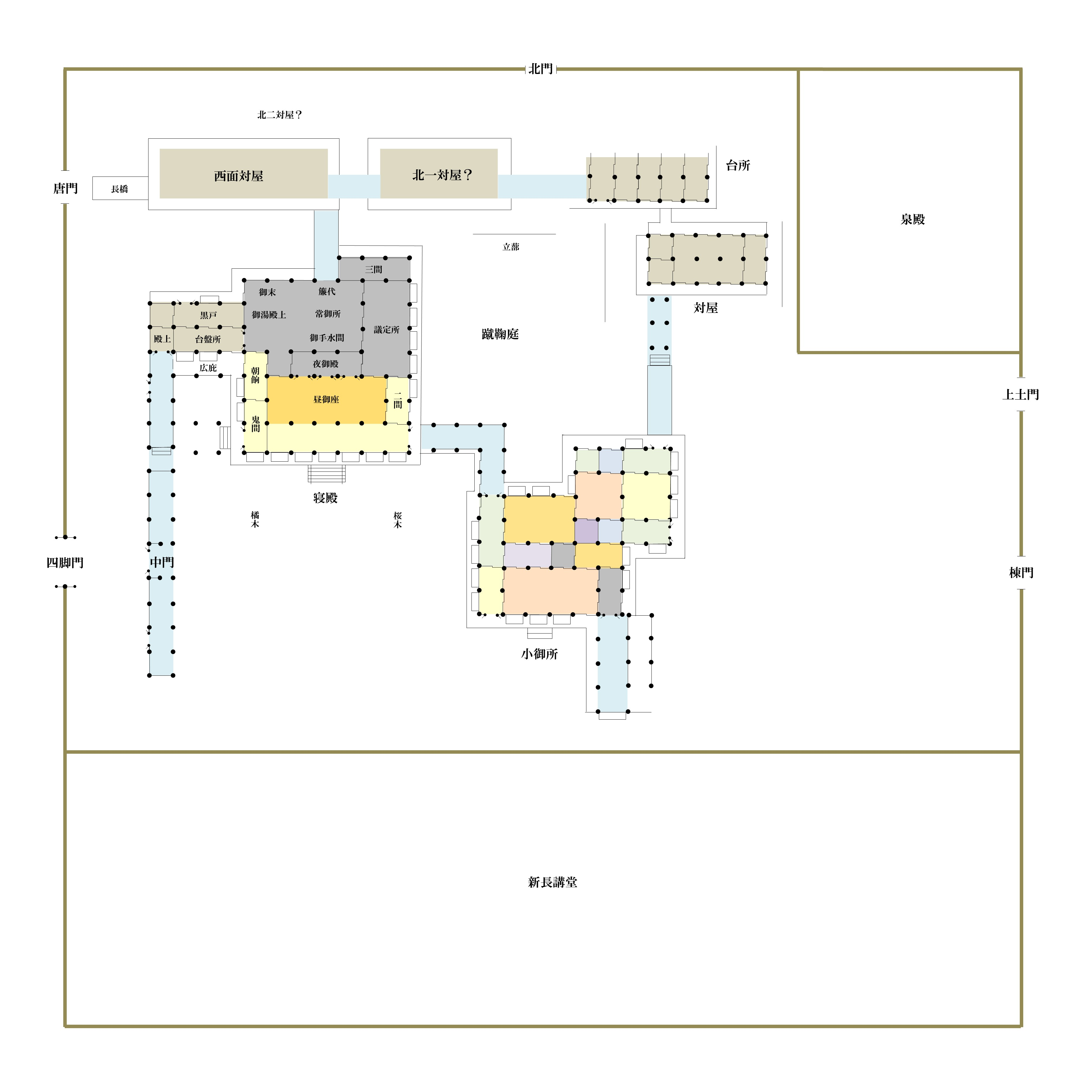
最初期の京都御所（南北朝時代の土御門東洞院殿）

土御門東洞院殿は、1337年9月26日（建武4年9月2日）に北朝2代光明天皇が居住して以降、明治天皇の東京奠都に至るまで約530年間にわたって使用され続けた内裏である。当初は東西一町南北半町の敷地だったが、足利義満によって敷地が拡大され、その後織田信長や豊臣秀吉による整備を経て現在の様相がほぼ固まった。内裏は江戸時代だけでも慶長度（1613年）、寛永度（1642年）、承応度（1655年）、寛文度（1662年）、延宝度（1675年）、宝永度（1709年）、寛政度（1790年）、安政度（1855年）と8回も再建されており、このうち慶長度と寛永度は旧殿を取り壊しての建て替え、それ以外は火災焼失による再建となっている。

### 現在の京都御所
徳川11代将軍・家斉は、当時蟄居中であった老中松平定信に命じ、有職故実の大家裏松固禅（光世）の書『大内裏考證（だいだいりこうしょう）』を参考とし、寛政の造営は有職故実を重んじ、平安京の古制に則って再建された。これが寛政2年（1790年）の寛政度の造営である。
その後、嘉永7年（1854年）4月6日から4月7日、この御所の東南にある大宮御所芝御殿孝順院（掌侍）住居から出火し、内裏も焼失した。
現在の造営は、徳川13代将軍・家定が、孝明天皇の勅命を受け、老中阿部正弘に命じて再建される。安政2年（1855年）11月23日に再建がなり、これが安政度の造営といわれる。
慶応元年（1865年）～慶応2年（1866年）2月以降、現在の形となった。
現在は京都御所の元であった土御門東洞院（4,363坪）の約8倍である。
（現在の京都御所の敷地）
総面積　3万3400坪（110,413.2㎡）
南北東側446ｍ、西側450ｍ、東西北側244.5ｍ、南側248.5ｍ
京の都は、延暦13年（794年）10月22日、第50代・桓武天皇により、奈良県の平城京から京都府の長岡京、そして平安京へと都を移されたのが始まりである。
1869年（明治2年）の東京奠都と同時に明治天皇も東幸した。1877年（明治10年）、東京の皇居に移っていた明治天皇が京都還幸の際、東幸後10年も経たずにして施設及び周辺の環境の荒廃が進んでいた京都御所の様子を嘆き、『京都御所を保存し旧観を維持すべし』と宮内省（当時）に命じた。その翌年にも明治天皇は京都御所を巡覧し、保存の方策として『将来わが朝の大礼は京都にて挙行せん』との叡慮を示して、1883年（明治16年）には京都を即位式・大嘗会の地と定める勅令を発している。旧皇室典範第11条の規定はこれを承けて制定に至った。
京都御所の殿舎や建築物は、その後に明治から大正にかけ、内侍所（賢所：1855年造営の橿原神宮へ移築され国重要文化財指定）及び神嘉殿（橿原神宮移築後焼失）や対屋（女官宿舎）などの建物が撤去された。1945年（昭和20年）には、総建築面積の半数近くが建物疎開（空襲による類焼防止）の名のもとに解体された。併せて殿舎と殿舎を繋ぐ廊下にあった杉戸絵等は現在は宮内庁京都事務所が保管管理している。戦後には、1954年（昭和29年）には、近隣で打ち上げられた花火が飛来して小御所（一部襖絵現存）が焼失している。その後1970年代前半にかけて、焼失した小御所や戦時中に解体された渡廊下などの一部が復元され、現在に至っている。

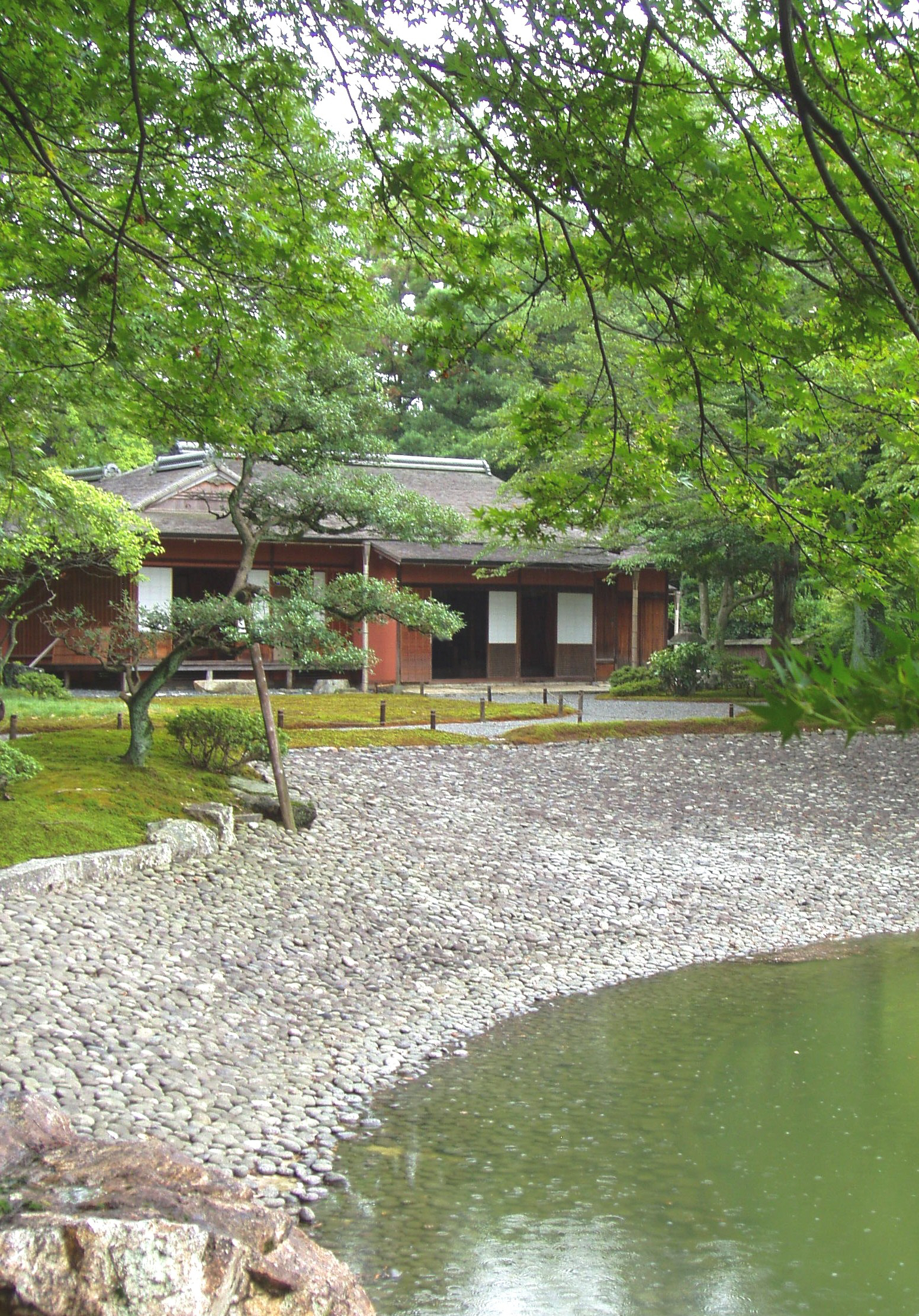
仙洞御所庭園と醒花亭（京都市）

京都御所に隣接して京都大宮御所、京都仙洞御所がある。京都大宮御所は、後水尾天皇の中宮の東福門院のために造進されたのに始まり、現在の建物は英照皇太后（孝明天皇女御）のために造営され、慶応3年（1867年）に完成したものである。現在は天皇、皇后の京都府への行幸啓（旅行）の際の宿泊や国賓の宿泊に使用されている。京都仙洞御所は後水尾上皇の退位後の住まいとして造られたものだが、現在は庭園と茶室を残すのみである。
現在は京都御所、京都大宮御所と京都仙洞御所は国有財産で、宮内庁が管轄する「皇室用財産」に分類されており、これらの周囲の国民公園である京都御苑を環境省が管理している。京都市民は京都御苑も含めて、単に「御所」（ごしょ）と呼ぶことが多い。

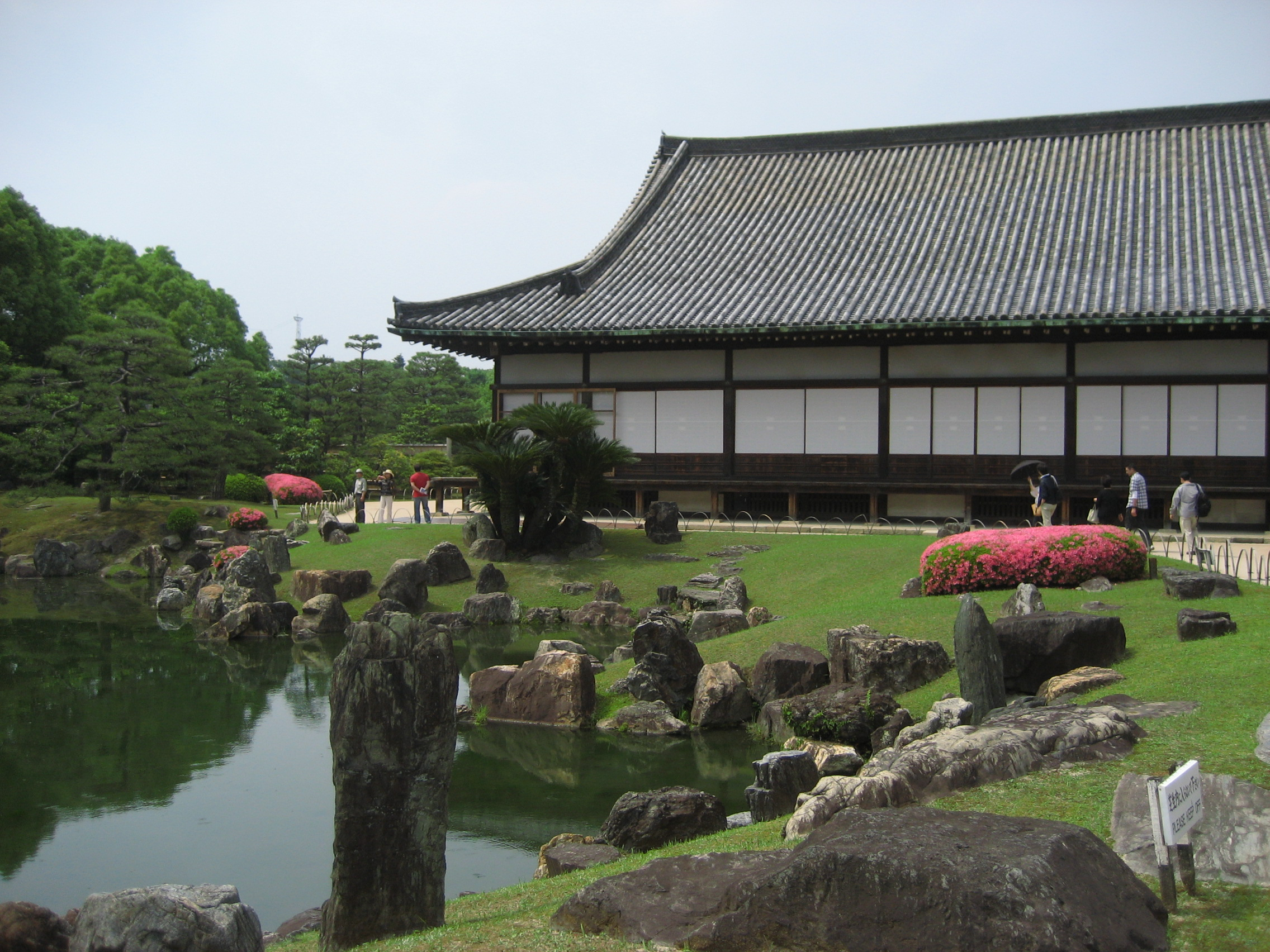
小堀遠州の代表作と知られる特別名勝・二の丸庭園から国宝・二の丸御殿を望む。世界遺産の元離宮二条城。

併せて、京都御所の南西の裏鬼門に当たる敷地には近世は徳川将軍家（現在は徳川宗家）の上洛時の居城で近代は皇室の離宮であった正式名称「元離宮二条城」が存在する。

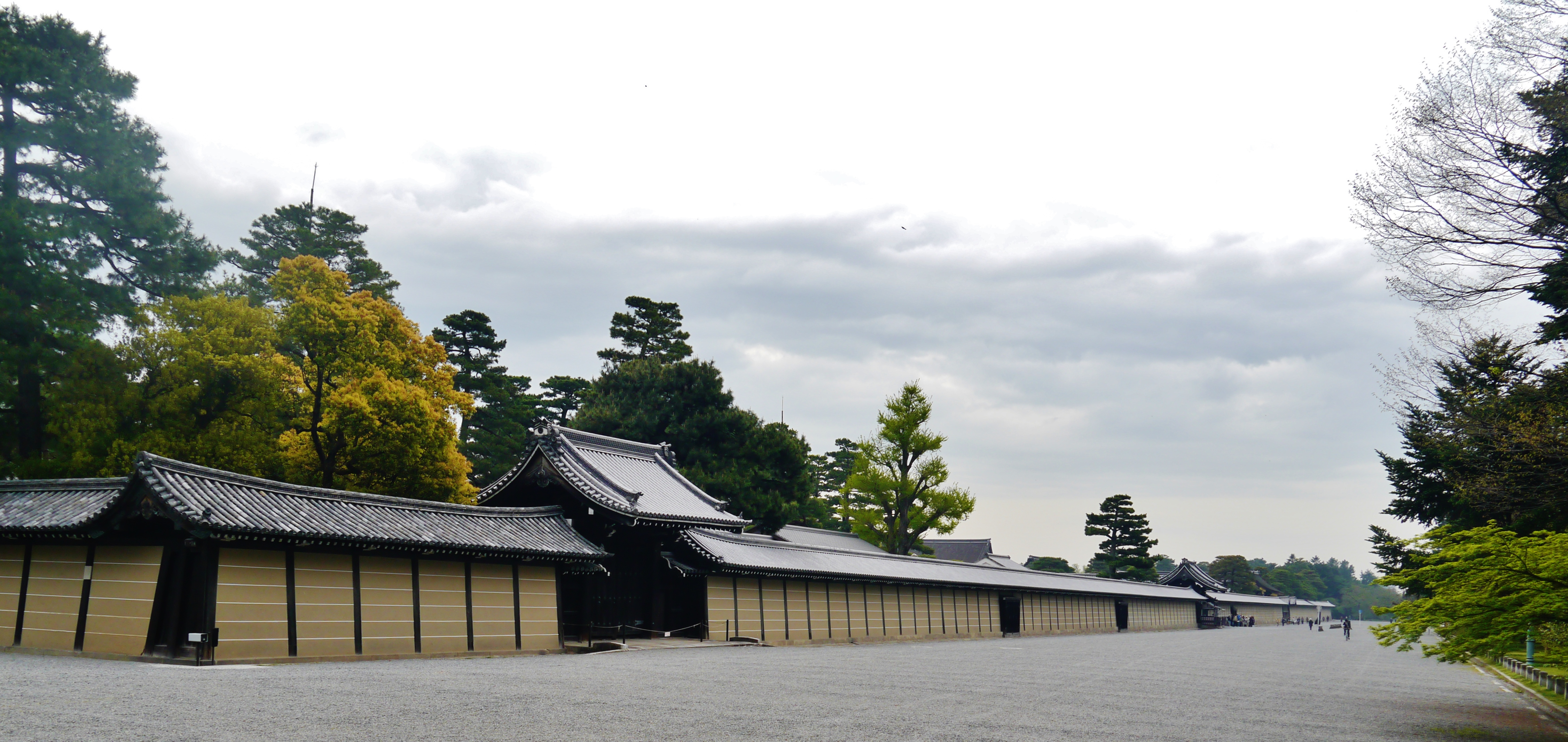
京都御所の北西から築地塀や門等を見た風景。

京都御所に現存する主な建物としては、筋塀という名称である格式高い築地塀や「穴門」：あなもんが全12か所、京都御所の正門である建礼門などの「皇居六門」をはじめとして宜秋門（ぎしゅうもん）にある番所（ばんしょ）、紫宸殿（ししんでん、ししいでん）、回廊（かいろう）、回廊の南正面に承明門（しょうめいもん）、東面に日華門（にっかもん）、西面に月華門（げっかもん）、宜陽殿（ぎしゅうでん）、清涼殿（せいりょうでん）、御車寄（おくるまよせ）、諸大夫の間（しょだいぶのま）、御学問所（おがくもんじょ）、八景の間（はっけいのま）、御常御殿（おつねごてん）、御三間（おみま）、申口（もうしぐち）、迎春（こうしゅん）、御湯殿（おゆでん）、御涼所（おすずみしょ）、聴雪（ちょうせつ）、錦台（にしきだい）、物見台（ものみだい）、泉殿（いずみでん）、御花御殿（おはなごてん）、御新建（ごしんたて）、参内殿（さんないでん）、長橋局（ながはしつぼね）、奏者所（そうしゃどころ）、皇后宮御常御殿（こうごうぐうおつねごてん）、地震殿（じしんでん）、黒戸（くろど）、若宮・姫宮両御殿（わかみや・ひめみやりょうごてん）、玄輝門（げんきもん）・飛香舎（ひぎょうしゃ）、御馬見所（おうまみどころ）、東山文庫（ひがしやまぶんこ）などがある。その他として近世や幕末にかけて作庭された御池庭や御内庭などの日本庭園や灯籠・樹木と築地塀を囲む清流の溝や京都御所の生活用井戸などが点在し今に遺る。
また、1915年の大正天皇の即位礼にあわせて造営新調された紫宸殿にある天皇・皇后が即位礼に使用した高御座と御帳台をはじめ、新御車寄（しんおくるまよせ）・春興殿（しゅんこうでん）が加えて新築された。
安政度造営の小御所は1954年（昭和29年）8月16日に全焼している。1958年（昭和33年）に再建している。

## 現存施設

### 概要
- 京都御所（模型）
- 京都御所（京都御苑全体）の空中写真。（2020年撮影）

京都御苑（面積92ha）の北西寄り、京都御所の皇居六門をはじめ筋塀（5本筋の築地塀）や川端道喜に由来のある筋塀にある「穴門」：あなもん（道喜門：どうきもん、掖門：えきもん）という屋根のない入口が12か所と清流の溝で囲まれた11haの区域が京都御所である。御所の敷地は東西約250メートル、南北約450メートルの南北に長い長方形で、そこにはかつての内裏に属していた多くの建築物や土蔵や門並びに庭園や井戸等がある。現在の御所の建物は1855年に再建されたものである。建物群は大きく3つの区画に分けられる。南寄りには内裏の正殿であった紫宸殿、天皇が政務を執った清涼殿をはじめ、儀式や政務のために用いられた表向きの建物が残る。その北側、敷地のほぼ中央の区画は、天皇の日常生活や内向きの行事、対面などに使用された内向きの建物群で、小御所、御学問所、御常御殿などがここにある。御所敷地のもっとも北寄りの区画はかつての後宮だった場所で、多くの建物が取り払われているが、皇后の住まいだった皇后御常御殿、地震殿、飛香舎（ひぎょうしゃ）、玄輝門をはじめ、皇子皇女などの住まいだった若宮・姫宮御殿や皇太子の住まいだった御花御殿や女官の住まいなど様々の御殿や建物が残っている。建築様式は、表向きの建物である紫宸殿や清涼殿が平安時代の住宅建築様式である寝殿造を基調としているのに対し、これらの北にある内向きの建築群は書院造や数寄屋造の要素が強くなっている。ただし、表向きの建築物にしても外向きの建築物にしても寝殿造への復古は平面関係や障壁画や建具などについてであり、外観や立面関係、細部の建築方法は平安時代とは異なった江戸期の技術を用いた仕様となっている。江戸期の庭園は、紫宸殿の南庭（「だんてい」と読み慣わしている）や清涼殿の東庭が一面に白砂を敷き詰めた儀式の場としての庭であるのに対し、小御所、御学問所、御常御殿、皇后御常御殿などに接した庭は池と遣水（やりみず、流水の意）を中心にした日本式の庭である。各建物の内部は、それぞれの部屋の格や用途に応じた、さまざまの障壁画で飾られている。これらの障壁画には、狩野派、土佐派、円山四条派をはじめ、江戸時代末期の日本画壇の主要な絵師たちが絵筆を振るっている。京都御所は、平安時代の内裏とは位置が異なり、建物も江戸時代末期の再建であるが、建築、庭園、障壁画が一体となって日本の伝統文化の粋を今に伝えている。

### 諸門

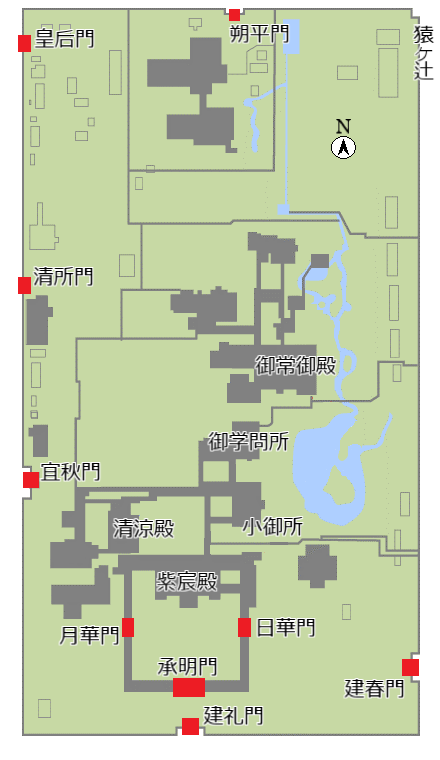
京都御所・諸門の配置図

京都御所の敷地を囲む軒の高い築地塀は5本の筋の入った筋塀という名称になる最も格式の高い家格に使用される土塀で、計6か所の門（皇居六門）が設置されている。南面の建礼門（けんれいもん、正門）、北面の朔平門（さくへいもん、北門）、東面の南寄りに建春門（けんしゅんもん、東門）、西面の南寄りにある宜秋門（ぎしゅうもん、西門）が四方の正門で、西面には宜秋門の北に清所門（せいしょもん、清所御門）、その北に皇后門（こうごうもん、皇后宮御門）がある。これらの六門のほかに「穴門」：あなもん（道喜門：どうきもん、掖門：えきもん）という屋根のない入口が12か所（南面に1、東面に5、西面に4、北面に2）ある。
鬼門にあたる敷地の北東角では、築地塀がそこだけ凹んでおり、「猿ヶ辻」と称されている。名称の由来は、ここに魔除けのために日吉山王社の神使とされる猿を祀ることによる。

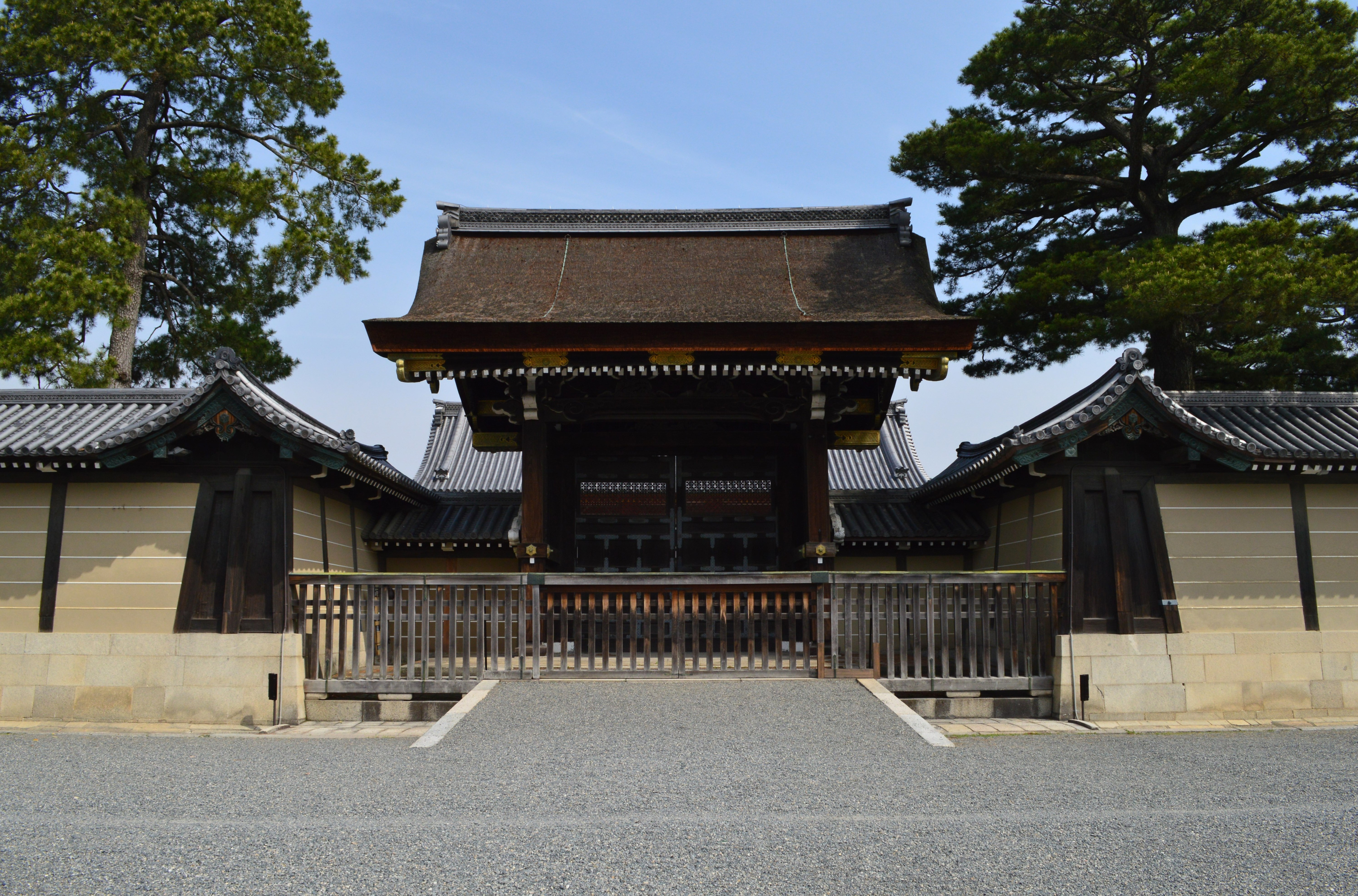
建礼門（南面）
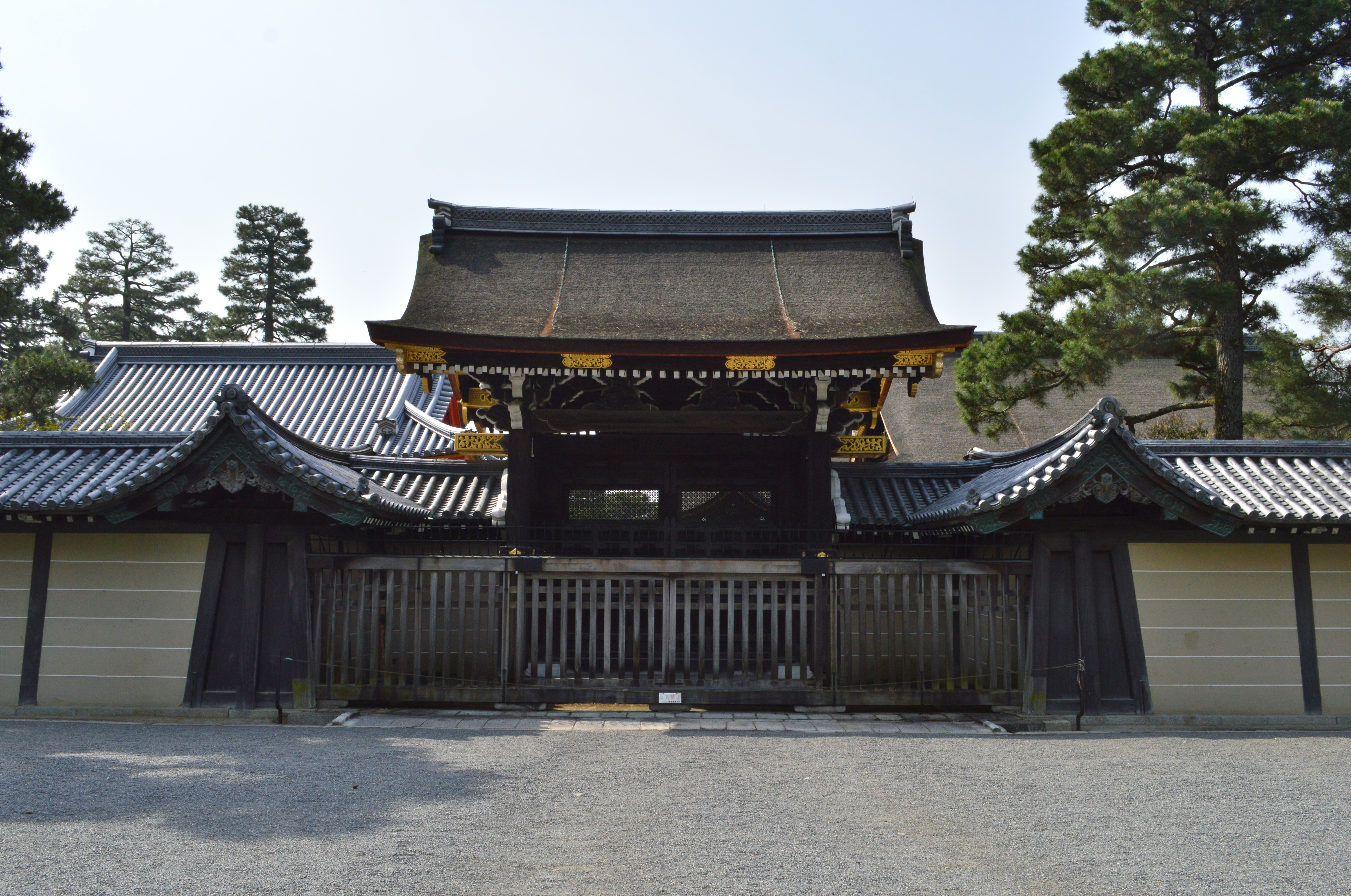
朔平門（北面）
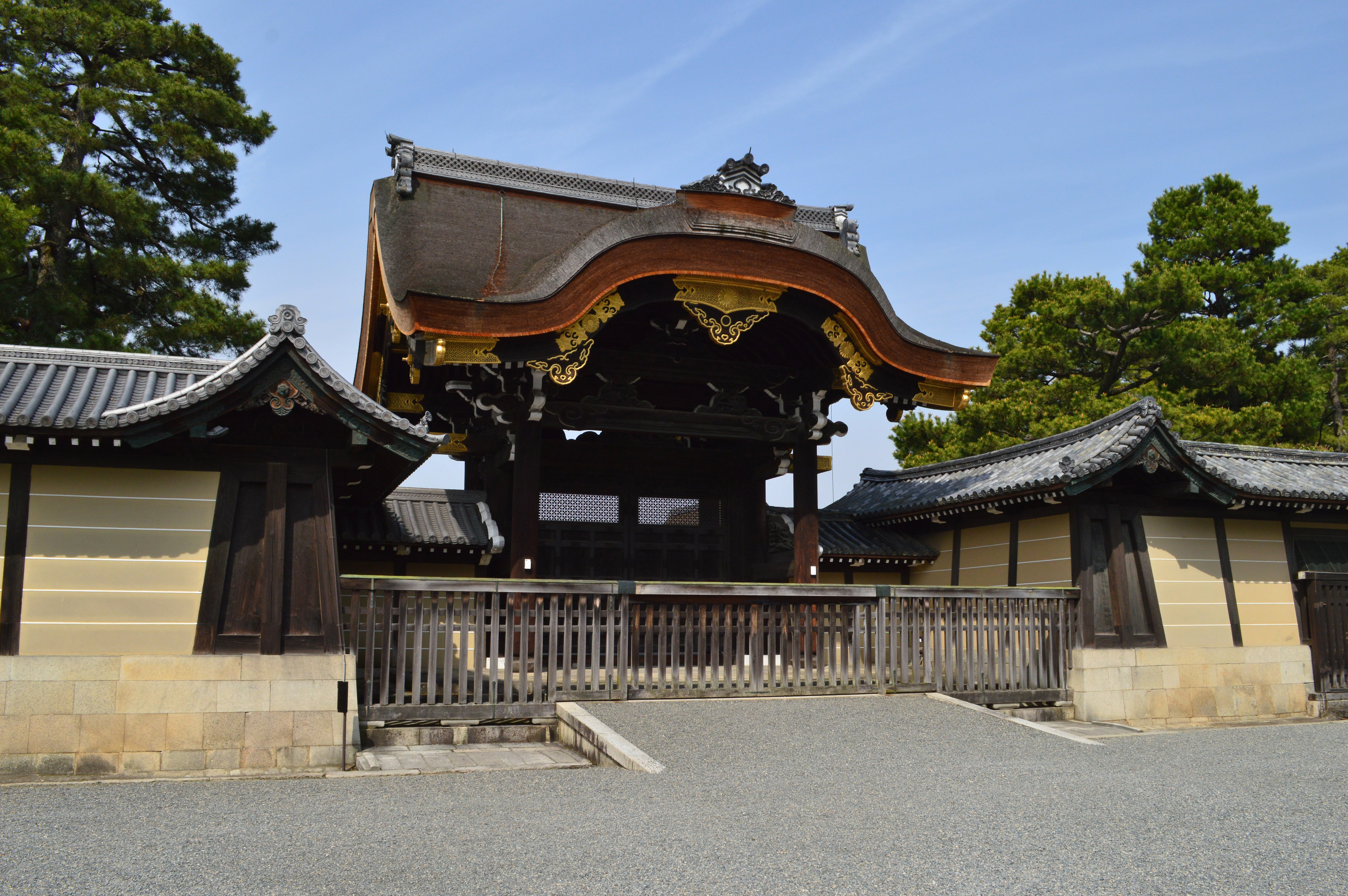
建春門（東面）
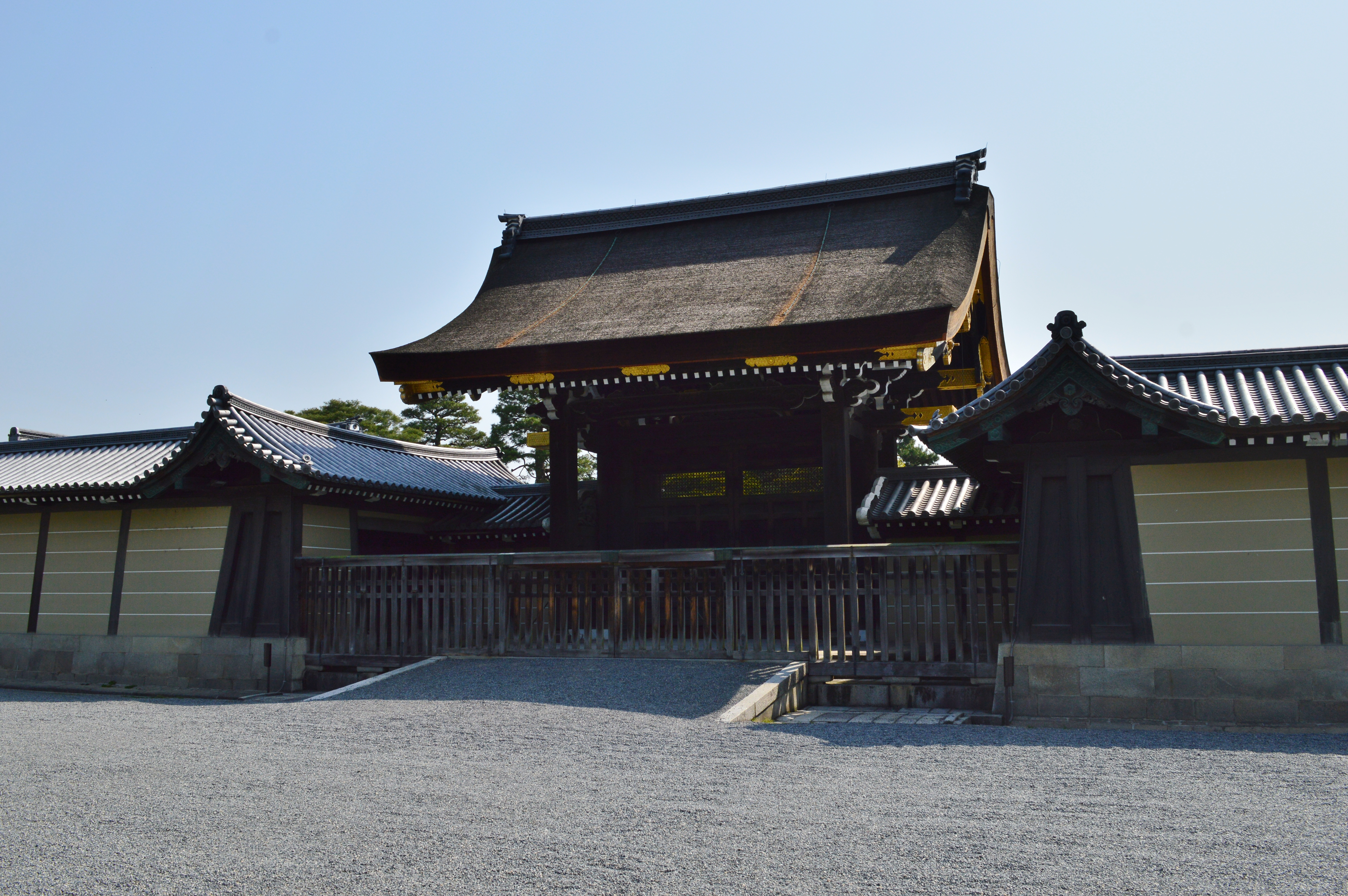
宜秋門（西面南）
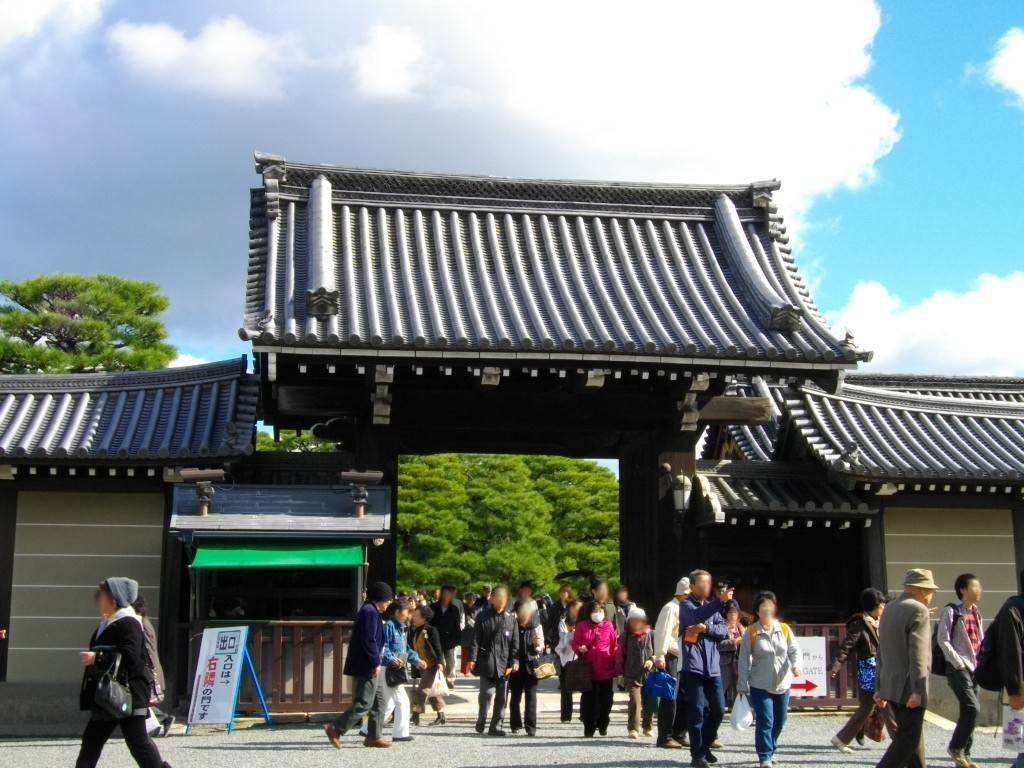
清所門（西面中）
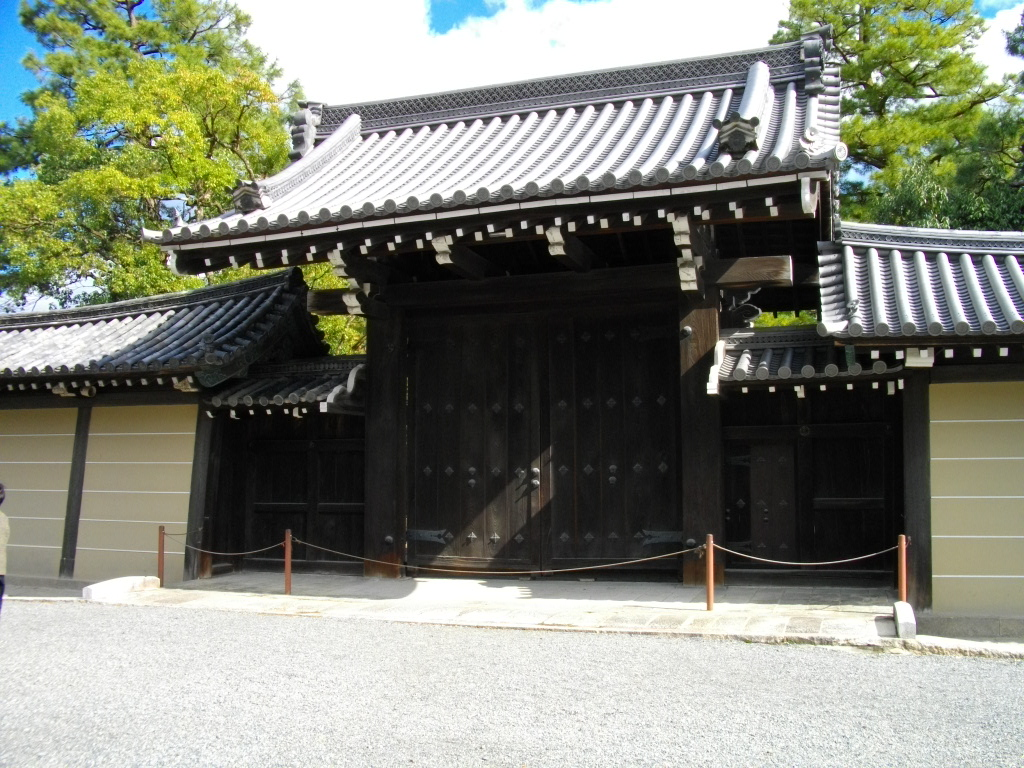
皇后門（西面北）
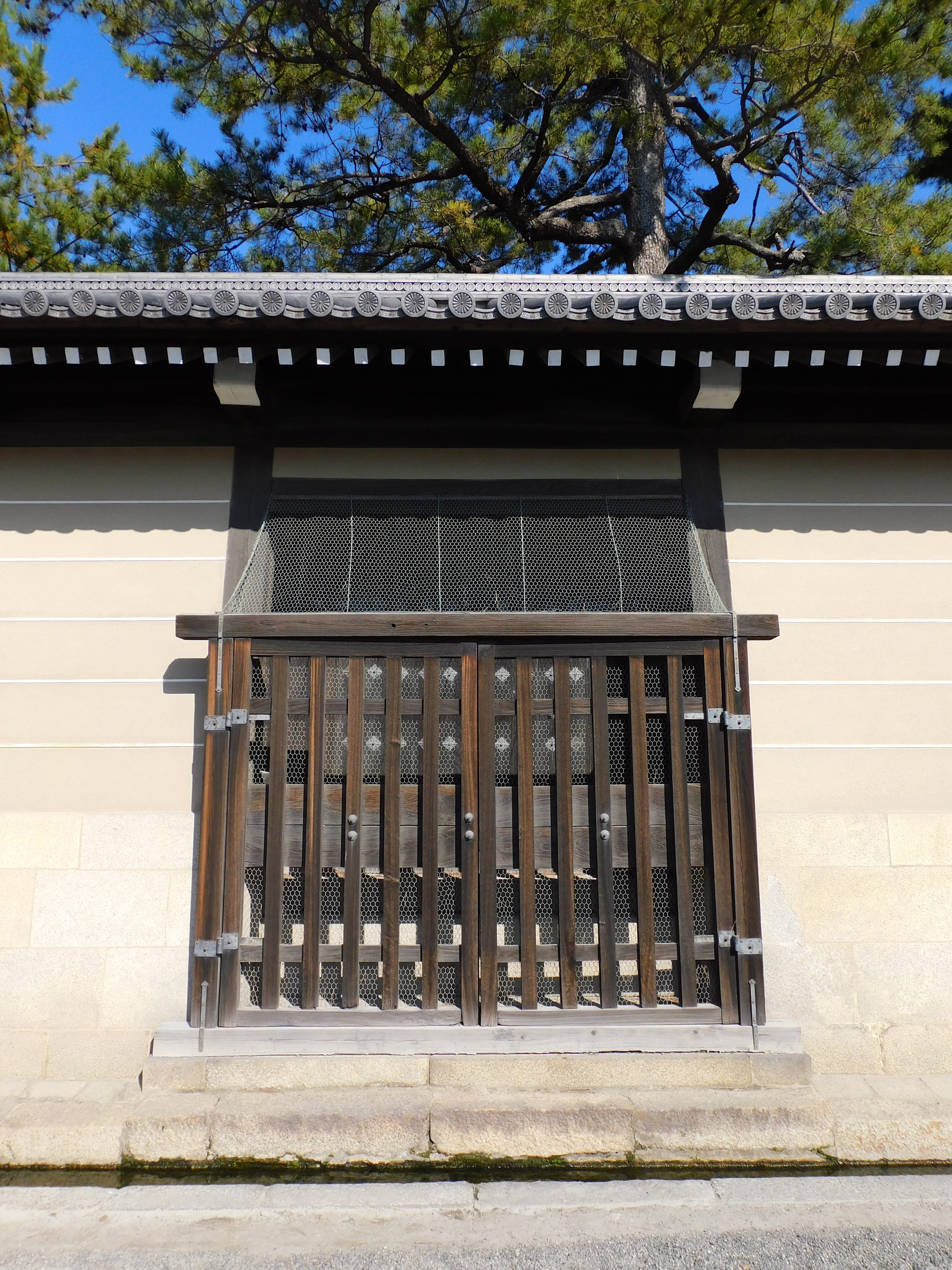
京都御所の道喜門
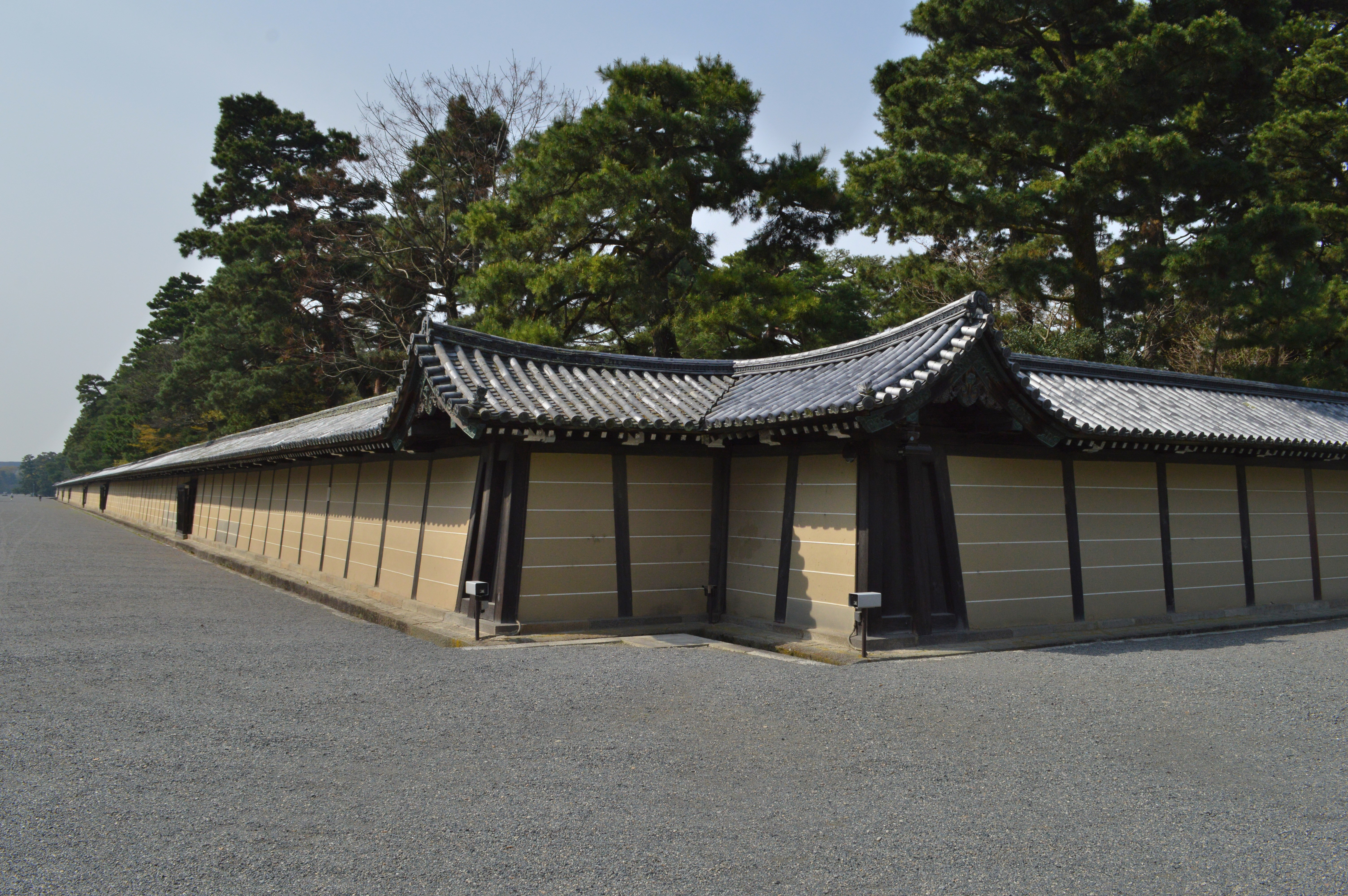
猿ヶ辻

「猿ヶ辻」は、北東の鬼門方位であり、凹んでいることから、「御所が鬼門を避けている」「除けている」と考えられ、それが後世まで鬼門を除ける手法とされてきた。現代でも人々は縁起を担いで鬼門とされる住宅の北東部分に魔除けとして柊や南天、万年青を植えたり、鬼門や裏鬼門（南西）から水回りや玄関を避けて家作りをするなど、鬼門を恐れた家相を重視する社会通念は根強く残っており、東京芸術大学、東京工業大学名誉教授 清家清の著書『現代の家相』において「家相の教え通りに凹ませている」と述べている。事実、京都のNPO法人が2015年に行った調査では、京都市内中心部だけでも、ビルや店舗、一般住宅など約1100か所に、四角く囲って玉砂利を敷いたり、柊や南天を植えたりした鬼門除けがあることが判明している。

### 紫宸殿
| 高御座（左）と御帳台（右） |  | 高御座（左）と御帳台（右） |
| 高御座（左）と御帳台（右） |  |                            |

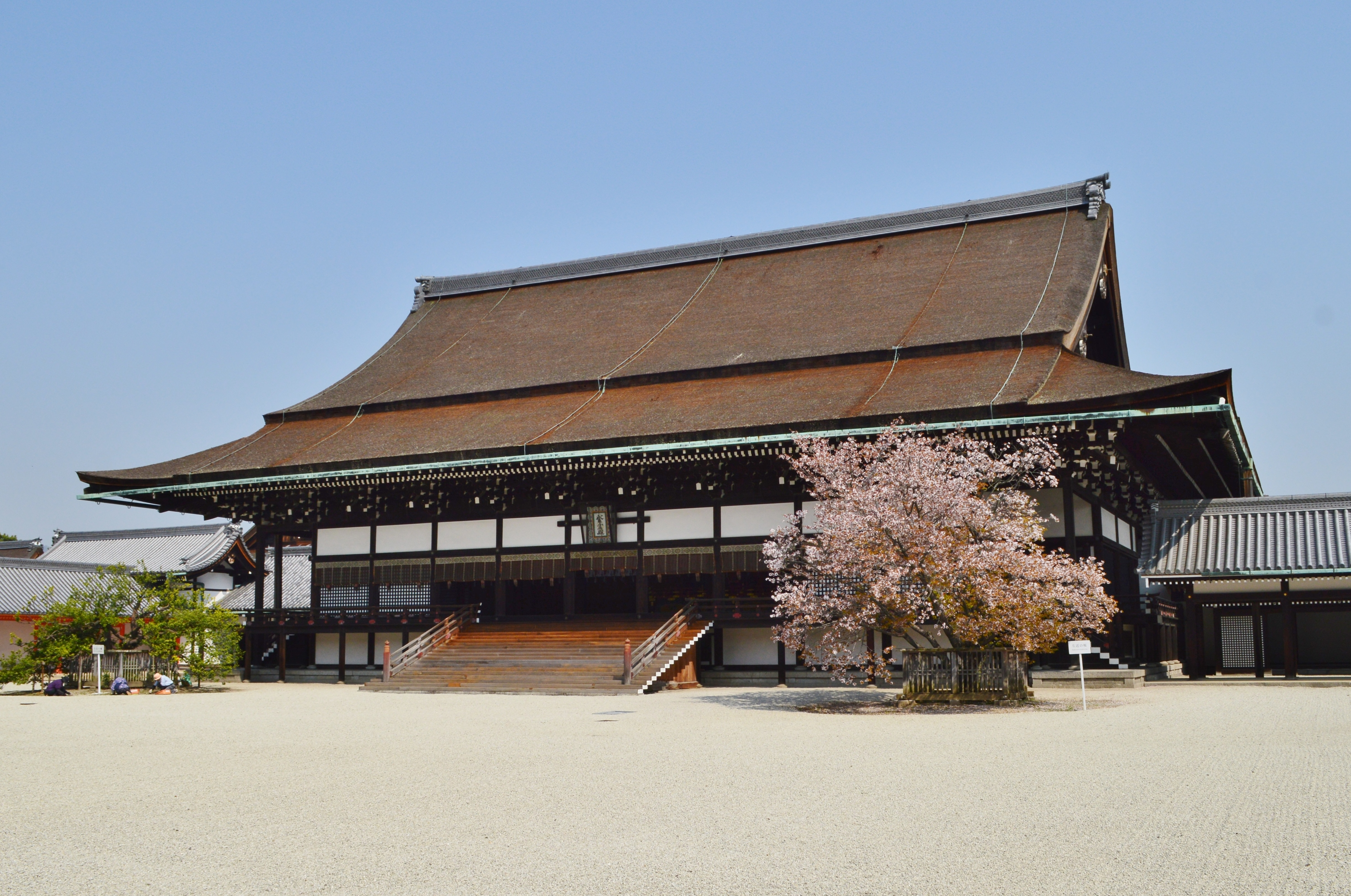
京都御所正殿の紫宸殿

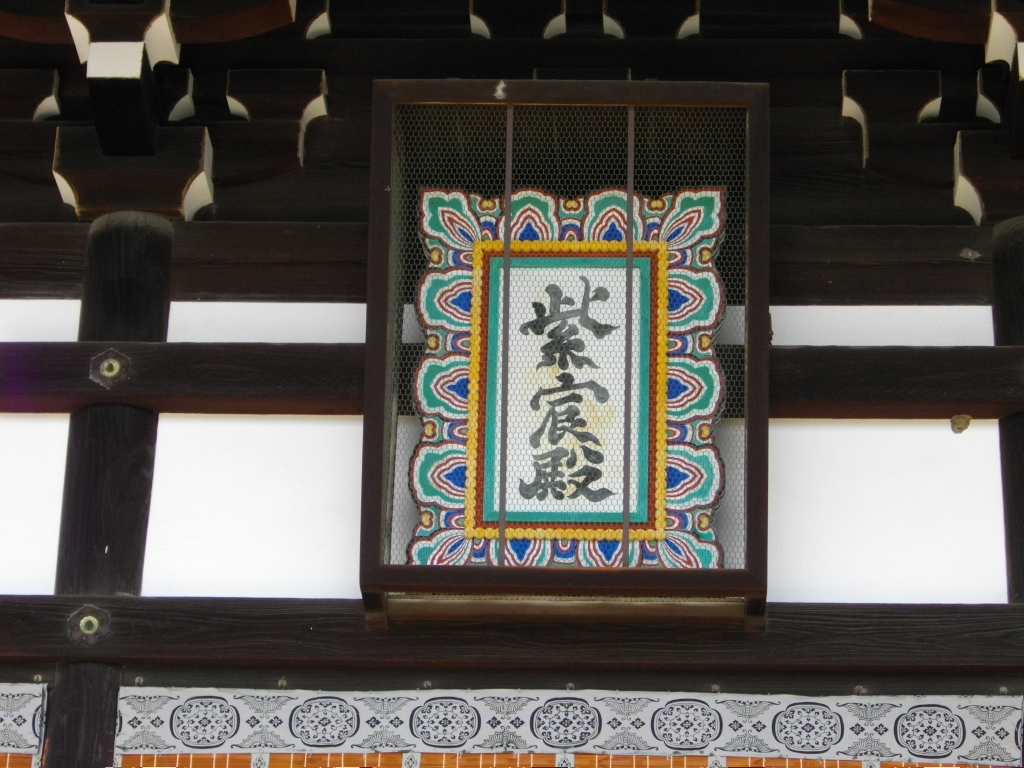
紫宸殿の扁額

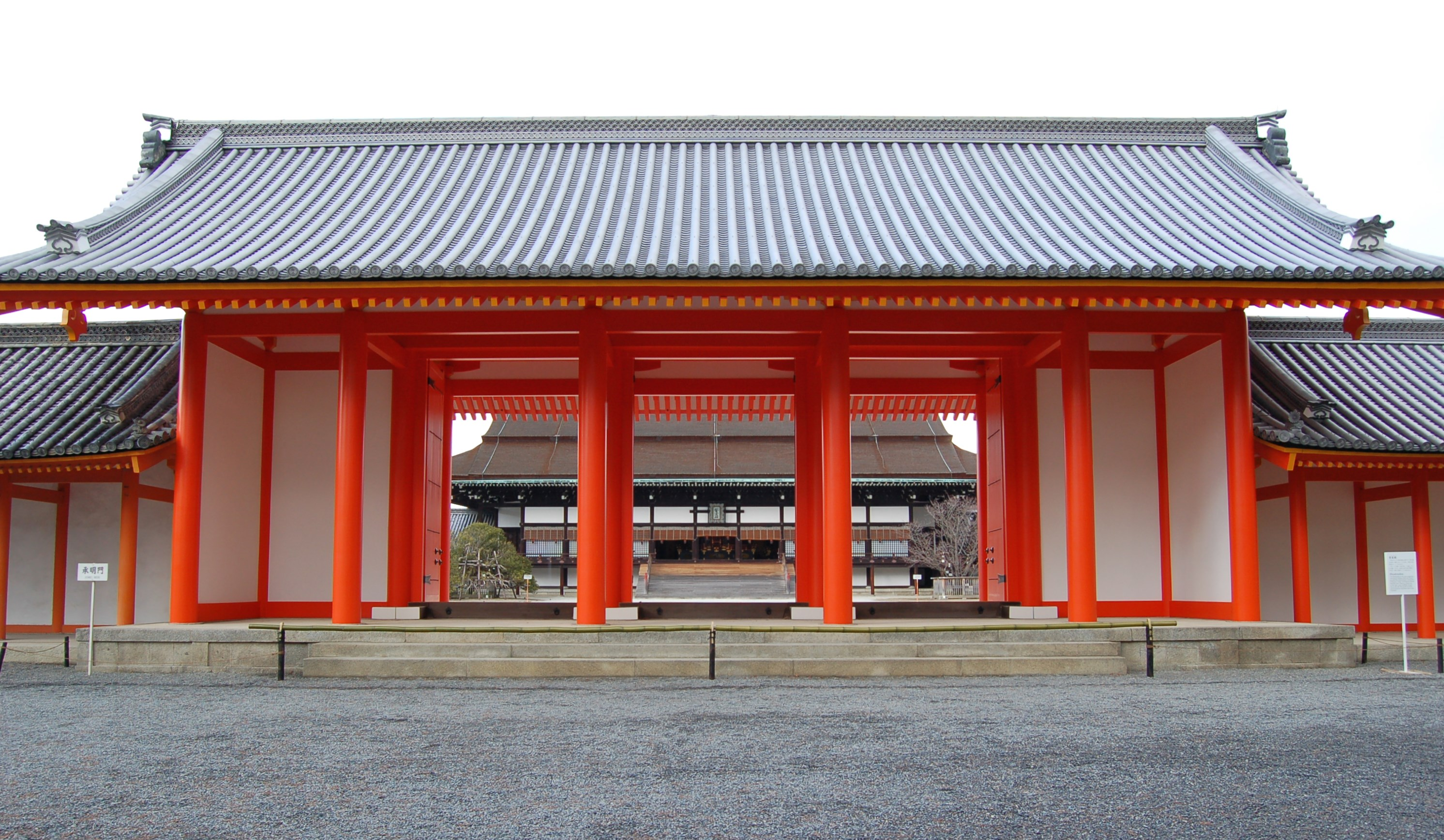
承明門

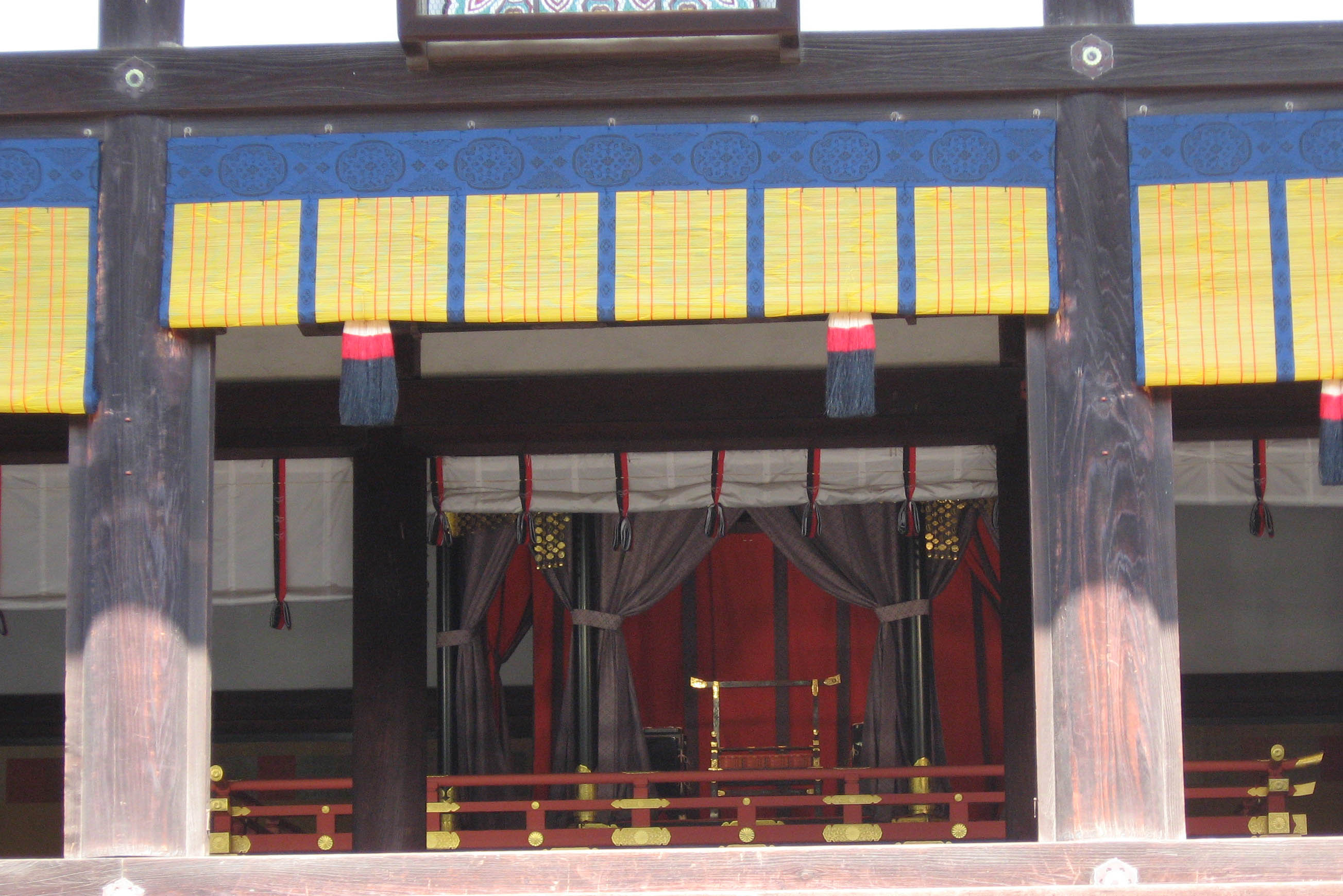
紫宸殿の高御座

御所敷地の南寄りに南面して建つ、かつての内裏の正殿である。天皇の即位、元服、立太子、節会など、最重要の公的儀式が執り行われた建物である。 1868年（明治元年）3月14日、「五箇条の御誓文」が京都御所の正殿である紫宸殿にて行われた。紫宸殿にしつらえられた祭壇の前で、当時は「五箇条の御誓文」という名称ではなく「天神地祇御誓祭」と称する儀式として執り行われた。御誓文の内容は、三条実美が神前で読み上げる形式で示された。なお、儀式の前には、天皇の書簡である御宸翰（億兆安撫国威宣揚の御宸翰）が披瀝され国民に下された。 

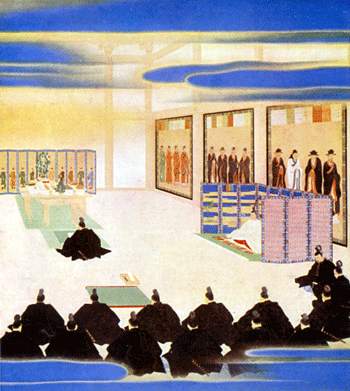
明治元年、京都御所紫宸殿にて五箇条の御誓文を公布されている様子。　聖徳記念絵画館蔵

建築は屋根は入母屋造、檜皮葺き。桁行（間口）9間、梁間（奥行）3間の身舎（もや、「母屋」とも書く）の東西南北に廂をめぐらし、その外に簀子縁（すのこえん）をめぐらす（ここで言う「間」は長さの単位ではなく、柱間の数を意味する。以下同じ）。平面規模は簀子縁を除いて、間口が33メートル余、奥行が23メートル弱である。梁間の3間は等間ではなく、奥（北）の1間のみ柱間がごく狭くなっている。簀子縁の周囲には高欄をめぐらし、建物正面には18段の階段を設ける。身舎内は間仕切りを設けず広い1室とし、柱は円柱、床は畳を敷かず拭板敷（ぬぐいいたじき）とし、天井板を張らない化粧屋根裏とする。正面の柱間装置は蔀（しとみ）とする。なお、京都御所の紫宸殿と清涼殿では、通常「蔀」と呼ばれる柱間装置のことを伝統的呼称で「御格子」（みこうし）と呼んでいる。
以上のように、この建物は江戸時代末期の再建でありながら、柱をすべて円柱とする点、柱間装置に蔀を用い、これを建物の内側へ跳ね上げる点、内部に畳を敷かず、板敷の広い室とする点など、復古的な建物で、様式は平安時代の寝殿造を基調としている。寝殿造は、奈良時代に伝来した中国・唐の建築様式を源流としつつ、淡泊な美を愛でる傾向の強い日本人の感性に合った、簡素な様式に変化を遂げたものである。紫宸殿や清涼殿は、内裏の中心的建物でありながら、華美な装飾や威圧的な構えがなく、柱などの部材は素木仕上げ、蔀（御格子）の桟は黒塗りである。ただし、長押、蔀、高欄などの要所に打たれた飾金具を朱漆塗とし、正面階段の木口を白塗として、簡素ななかにも色彩の変化を見せている。身舎内には、中央に天皇の座である高御座、その向かって右に皇后の座である御帳台（みちょうだい）がある。現在の高御座および御帳台は、大正4年（1915年）、大正天皇の即位大礼に際して造られたものである。紫宸殿の南正面は一面に白砂を敷き詰めた南庭で、建物正面左右には左近の桜と右近の橘がある。南庭は回廊で方形に囲まれ、回廊の南正面に承明門、東面に日華門、西面に月華門がある。これらの門以外に、回廊には4か所に掖門（えきもん）がある。承明門の東と西の掖門をそれぞれ長楽門、永安門、日華門の南と月華門の南にあるのをそれぞれ左掖門（さえきもん）、右掖門（うえきもん）という。また、宜陽殿（ぎようでん）は紫宸殿から東正面には古式に則って安政度造営時から再建されている。建物としての役割は天皇の累代の御物・宝物を保管しておく納殿として用いられた。 紫宸殿が檜皮葺で素木仕上げであるのに対し、回廊やそこに開かれた門は瓦葺で、軸部や扉を朱塗とする。承明門の南は御所の正門である建礼門である。

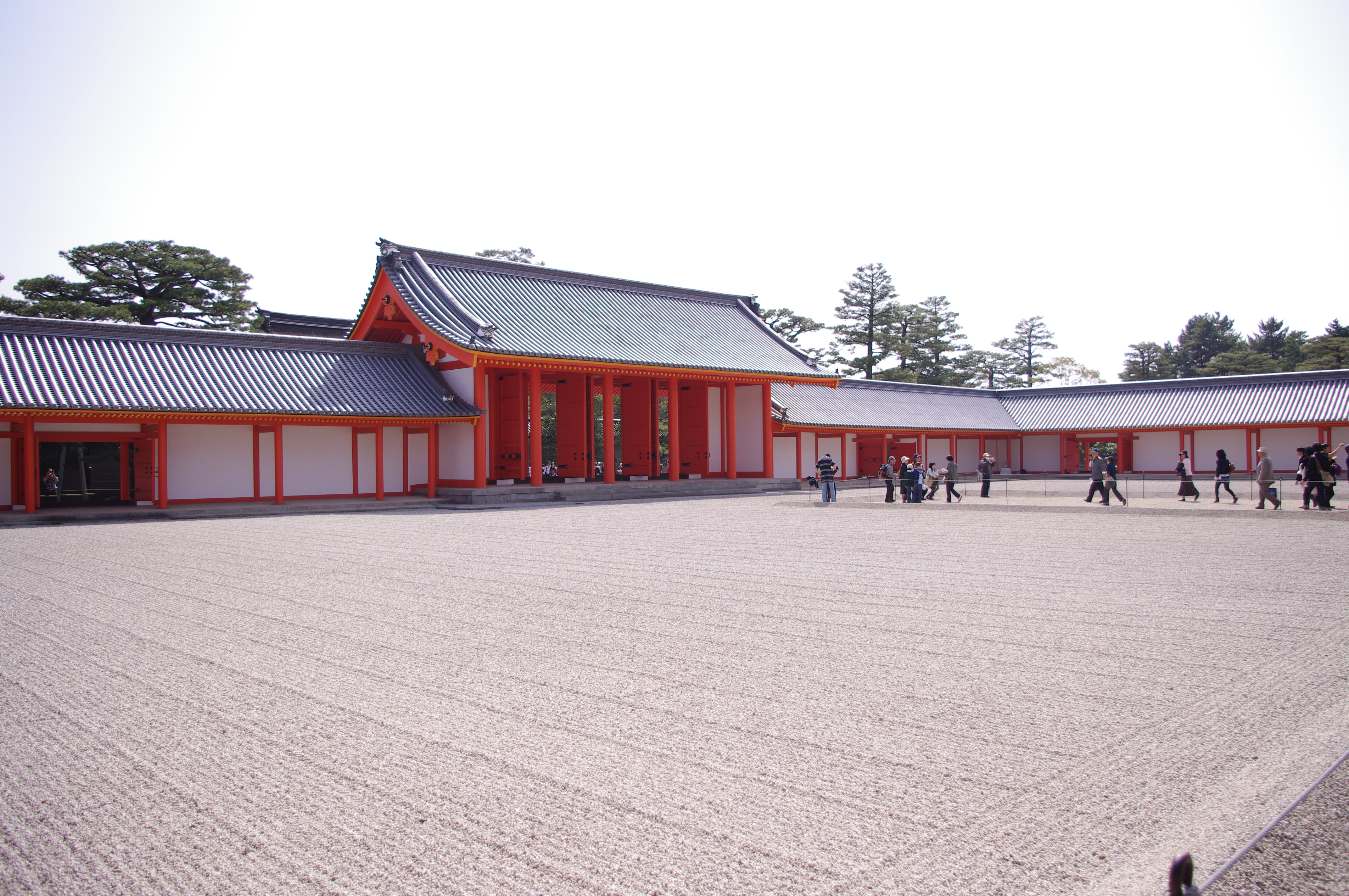
紫宸殿南庭から望む回廊や承明門

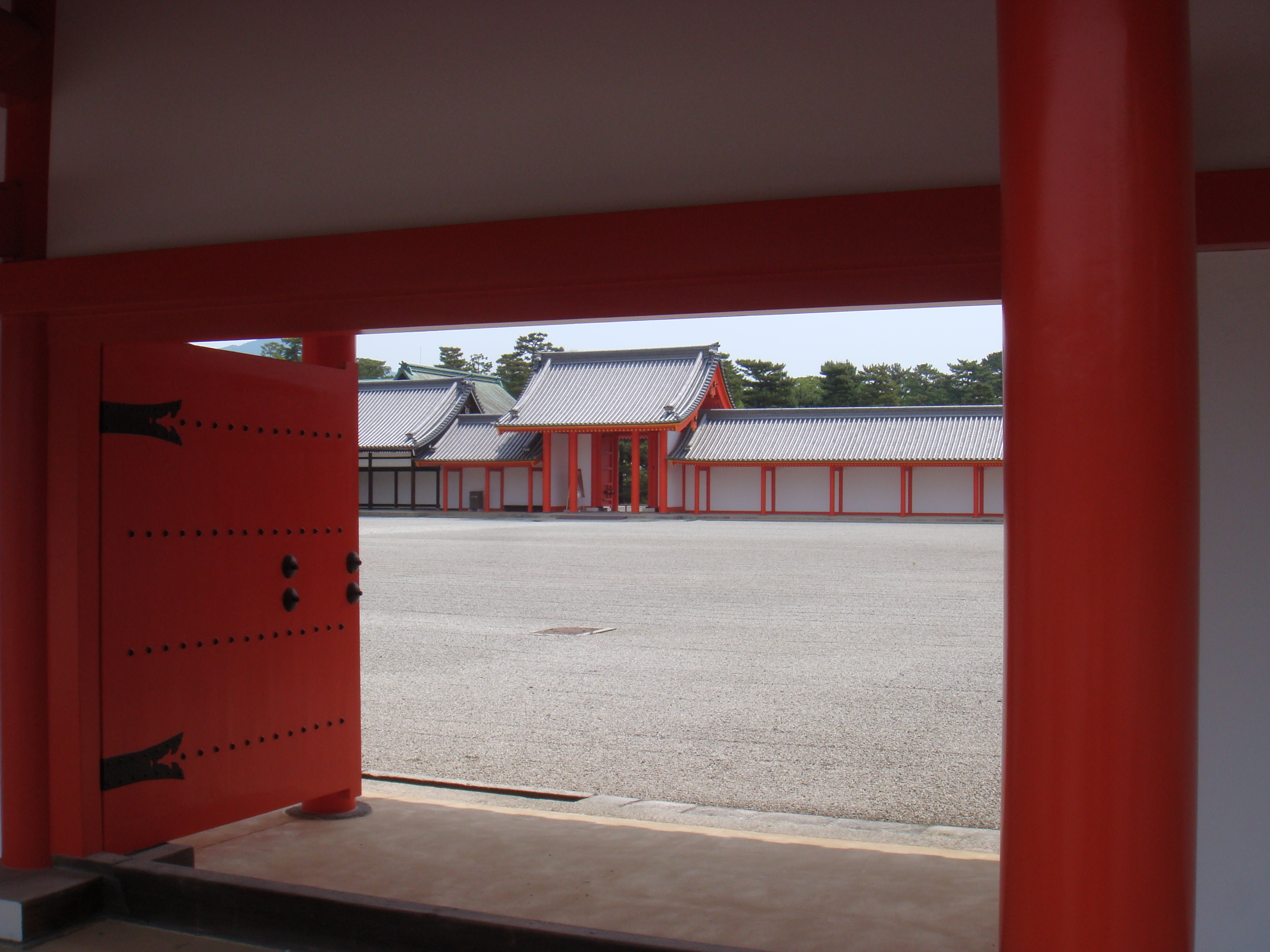
紫宸殿の回廊の扉から望む対面の回廊や日華門

京都御所の建物は近世を通じてたびたび焼失と再建を繰り返しているが、紫宸殿と清涼殿が平安時代風の復古的な様式で再建されたのは、寛政度造営の時であり、次の安政度造営でもそれが踏襲された。寛政度の造営の奉行（総責任者）を務めたのは老中松平定信である。当時の日本は幕府の財政難と作物の凶作に苦しんでおり、平安時代風の復古様式での再建には費用がかさむことなどから、定信は当初は反対の立場であったが、結局、紫宸殿と清涼殿に限って古い様式で再建することとした。寝殿造様式の再現には公家で故実家の裏松光世（裏松固禅）の意見を取り入れたというのが通説となっている。その結果、平面構成、建具、円柱、板敷の床などは平安時代のものが再現されているが、屋根構造までは再現できず、屋根の形や構造は江戸時代の大工の技法による近世風のものになっている。紫宸殿の屋根は大きく、勾配が急であり、上部の切妻部分と、下部の寄棟部分との間に段差を設けて葺いた錣葺（しころぶき）になっている。平安時代の寝殿造建物にはこのように大きく急勾配の屋根はなかった。また、紫宸殿の軒を支える複雑な組物は寺院建築に使われる様式で、寝殿造とは異なっている。柱の基部に用いられている礎盤も中世以降の禅宗様建築で用いられた形式である。しかしながら、現代のような建築史学の発達していなかった江戸時代に、文献調査のみから平安時代の様式を再現したことは高く評価されている。
紫宸殿の身舎部分には間仕切りがなく、身舎と東廂および南廂との境にも間仕切りはないが、西廂および北廂との境は壁で仕切られ、後者には著名な賢聖障子がある。賢聖障子とは、紫宸殿の高御座の背後、身舎と北廂との境の障壁のことで、中国の伝説時代から古代に至る忠臣功臣のなかから選ばれた32名の人物の肖像を描くことからこの名がある。これらの肖像は、天子の御座所を飾るにふさわしい画題と考えられたもので、平安時代初期から描き継がれている由緒ある画題である。身舎と北廂の境の柱間は9間であるが、うち中央の間は扉になっていて、獅子・狛犬・負文亀を描き、残り8つの柱間に各4人ずつ計32人の人物が立ち姿で描かれる。この障子絵は取り外し可能であったため、嘉永7年（1854年）の火災時には持ち出されて難をのがれ、安政度再建に際しては、上述の火災に焼け残った寛政度作成の障子絵が修理のうえ再用された。現存する賢聖障子の絵は、寛政度に住吉弘行が描いたものを住吉弘貫が修繕し、各絵の上部の色紙形の字は岡本保孝の筆になる。建物の正面中央に掲げられた「紫宸殿」の扁額も寛政度造営時のものを再用しており、文字は賢聖障子の色紙形と同じく岡本保孝の筆である。

### 清涼殿

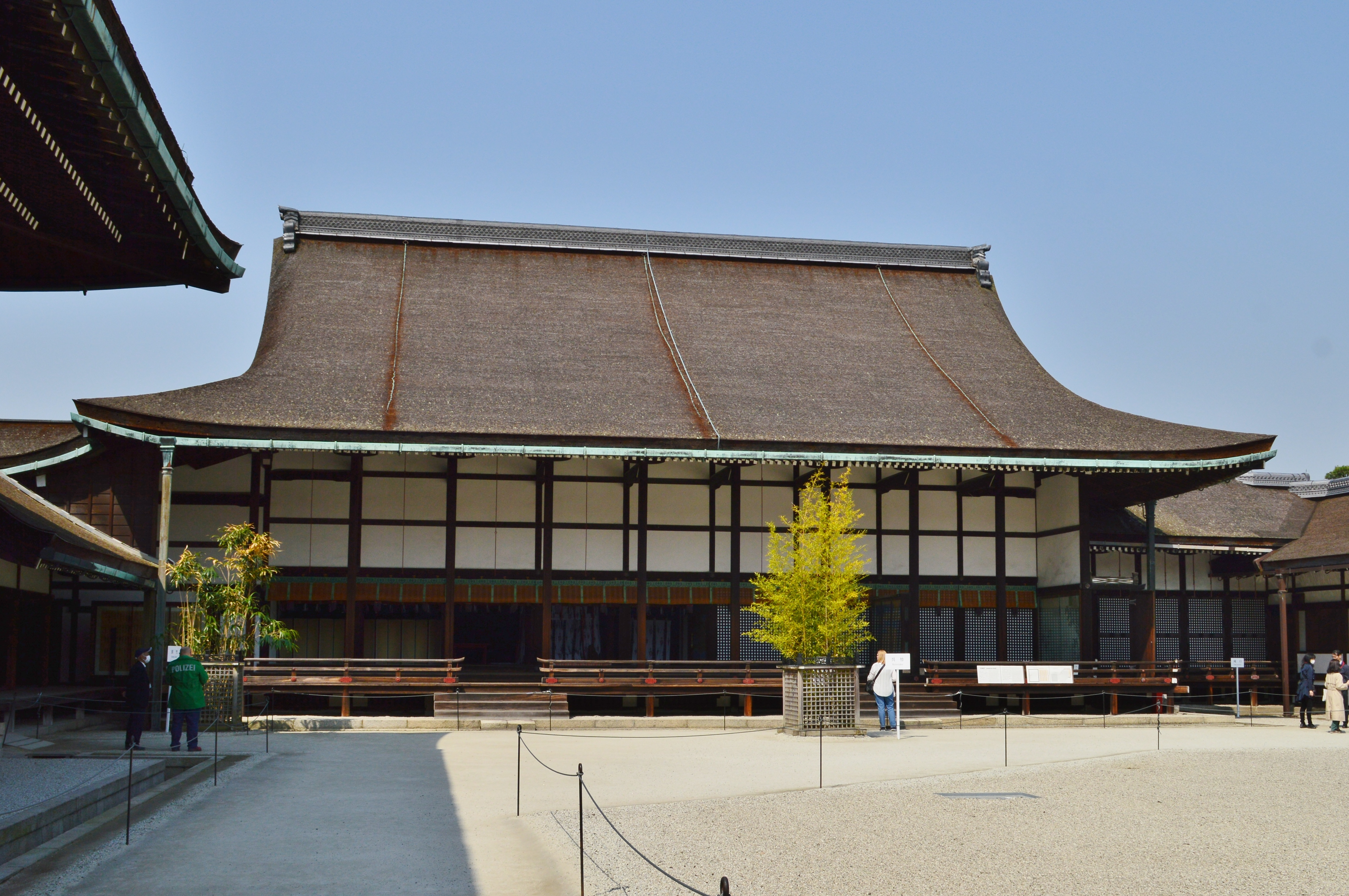
清涼殿

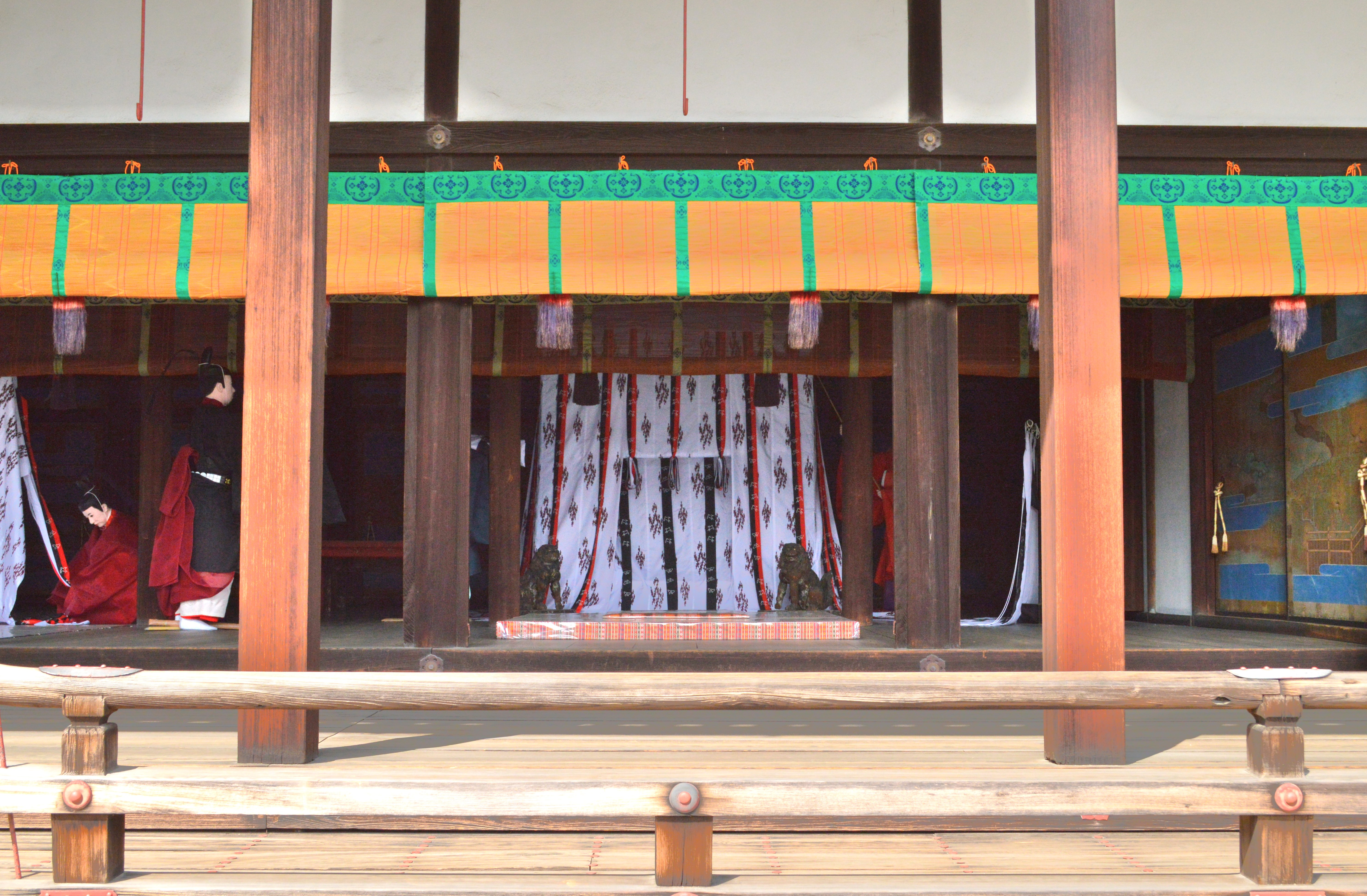
清涼殿の昼御座（手前）と御帳台（奥）

清涼殿は、紫宸殿の北西にあり、東を正面とした南北棟の建物である。平安時代の内裏においては清涼殿が天皇の居住の場であったが、天正期に御常御殿が造られてからは天皇の日常生活の場はそちらへ移り、清涼殿は天皇の執務と儀式の場となった。ここでは正月の四方拝などの行事が行われた。建物は入母屋造、檜皮葺で、紫宸殿と同様に寝殿造を基調とするが、ほとんど間仕切りのない紫宸殿とは異なり、本来居住の場であった清涼殿の内部は多くの部屋に仕切られている。構造的には身舎、廂、孫廂からなる。身舎は桁行（間口）9間、梁間2間と細長く、この東西南北にそれぞれ廂があり、東廂の外側（東）には床高を一段低くした孫廂（弘廂とも）がつき、さらに建物の外周には、南を除く三方に簀子縁をめぐらす。円柱を用い、床は板張り、天井は天井板を張らず化粧屋根裏とし、建具は蔀を用いるなど、復古的様式を用いる点は紫宸殿と共通している。
身舎の南寄り、柱間5間分と、その東側の廂部分を広い1室とする。ここは天皇が日常の公務を行った場所である。身舎の中央に天皇の休息の場であった「御帳台」があり、一対の獅子狛犬がその前を護っている。御帳台の手前、東廂の中央にあたる部分には「昼御座」（ひのおまし）がある。「昼御座」とは天皇の座であって、板敷の床の上に繧繝縁（うんげんべり）の厚畳（あつじょう）2枚を敷き並べ、その上に大和錦の茵（しとね）を置く。御帳台に向かって左（南）には「大床子」（だいしょうじ）と称する腰掛と、「台盤」と称する朱塗の食卓がある。これらは、ハレの行事の時の儀式的な食事の際に天皇が用いたものである。東廂の南端部には「石灰壇」（いしばいだん）と呼ばれる場所がある。ここだけは床が板張りではなく漆喰で塗り固められており、天皇はここで伊勢神宮などへの遥拝を行った。石灰壇の中に「塵壺」と称する円形の穴がある。これは文字どおり塵を捨てた場所ともいうが、冬期はここに火を起こして暖をとったという。身舎の北寄りには「夜御殿」（よんのおとど）と称する部屋がある。ここは、室名のとおり、本来の用途は天皇の寝室であったが、御常御殿に天皇の生活の場が移ってからは、形式的なものとなっている。室内には厚畳を2枚敷き並べた上にさらにもう1枚の厚畳を置く。厚畳の周囲には「大宋屏風」と称する六曲一双の屏風を立て回す。この屏風に描かれているのは打毬の杖を持った、騎馬または立ち姿の中国・宋の人物たちである。夜御殿の東には「二間」（ふたま）という小部屋がある。古くは、間口1間、奥行1間の柱間で囲まれた空間の広さを「間」といい、この部屋は間口2間、奥行1間であることから「二間」と称されている。二間の北側には「弘徽殿上御局」（こきでんのうえのみつぼね）、夜御殿の北側には東に「萩戸」（はぎのと）、西に「藤壺上御局」（ふじつぼのうえのみつぼね）という小部屋がある。西廂には南から北へ「鬼の間」、「台盤所」、「朝餉の間」（あさがれいのま）、「御手水の間」、「御湯殿」がある。

### 清涼殿 鬼の間
古来から日本に伝わる家相では、鬼門、北東を忌み嫌う言い伝えがある。一方、築地塀の「猿ヶ辻」は鬼門にあり、清涼殿内部には鬼の間が存在した。清涼殿の南西隅、すなわち御所の裏鬼門の位置にある。飛鳥部常則が康保元年（964年）に鬼を退治する白沢王像を描いたとされる。壁に描かれていた王は、一人で剣をあげて鬼を追う勇姿であり、それを白沢王といい、古代インド波羅奈国（はらなこく）の王であり、鬼を捕らえた剛勇の武将であるという説がある。順徳天皇が著した禁秘抄に絵の記述があるものの、現在の建物（鬼の間）に、白澤王の絵は描かれていない。なお、明治時代の『禁秘抄講義』3巻上（関根正直著）で引用されている江戸中期の随筆「夏山雑談」には、白沢王は李の将軍、「白澤王」としても記されている。1968年（昭和43年）、皇居東御苑が一般公開されたが、京都御所はGHQの管理下でありながら、1946年（昭和21年）11月に一般公開されている、しかし現在でも鬼の間は一般公開されていないと、小池は述べている。これについて、家相を研究する小池康寿は著書『日本人なら知っておきたい正しい家相の本』において、京都御所や天皇家が鬼の災い、神の祟り（自然災害、火災、疫病の蔓延）を恐れて築地塀を凹ませていたとするより、庶民に災厄が及ばぬように皇室が一手に凹み（猿ヶ辻）で受けとめ、御所内部の清涼殿の鬼の間に導いて鬼を切り倒すことで世の安泰を願っていた（宮中祭祀）と解釈した方が自然であると論じ、外から見た御所の塀の凹みのみに注目した庶民の単純な考えが鬼門除けの発想に繋がったと考えるのが理に適うとしている。
その対角線上の建物の北東隅の鬼門にあたる位置には部屋がなく、簀子縁の一部となっている。南廂は広い1室をなし、別名「殿上の間」と呼ばれる。ここは殿上人、すなわち清涼殿への昇殿を許された人々の控えの間であり、会議室としても用いられた。この部屋には「日給簡」（にっきゅうのふだ）という、縦長で頂部の尖った板が置かれている。ここに殿上人の氏名を記し、当番の殿上人の名前のところに、出勤の日と時間を記した紙を貼り付けていた。殿上の間と身舎の境の壁の高い位置には「櫛形窓」と称する半円形の小窓が開けられている。櫛形窓は柱を挟んで左右に分かれており、右半分は昼御座のある身舎に、左半分は鬼の間に、それぞれ面している。この窓には横桟が入り、身舎側からは殿上の間の様子が見えるが、殿上の間側からは身舎側を見ることができない。この窓は女官たちが昇殿した殿上人たちの品定めをするのに用いたとの所伝があるが、真偽のほどは不明である。清涼殿内の障壁画は大和絵系の土佐光清、土佐光文、土佐光武が担当している。

### その他の建物

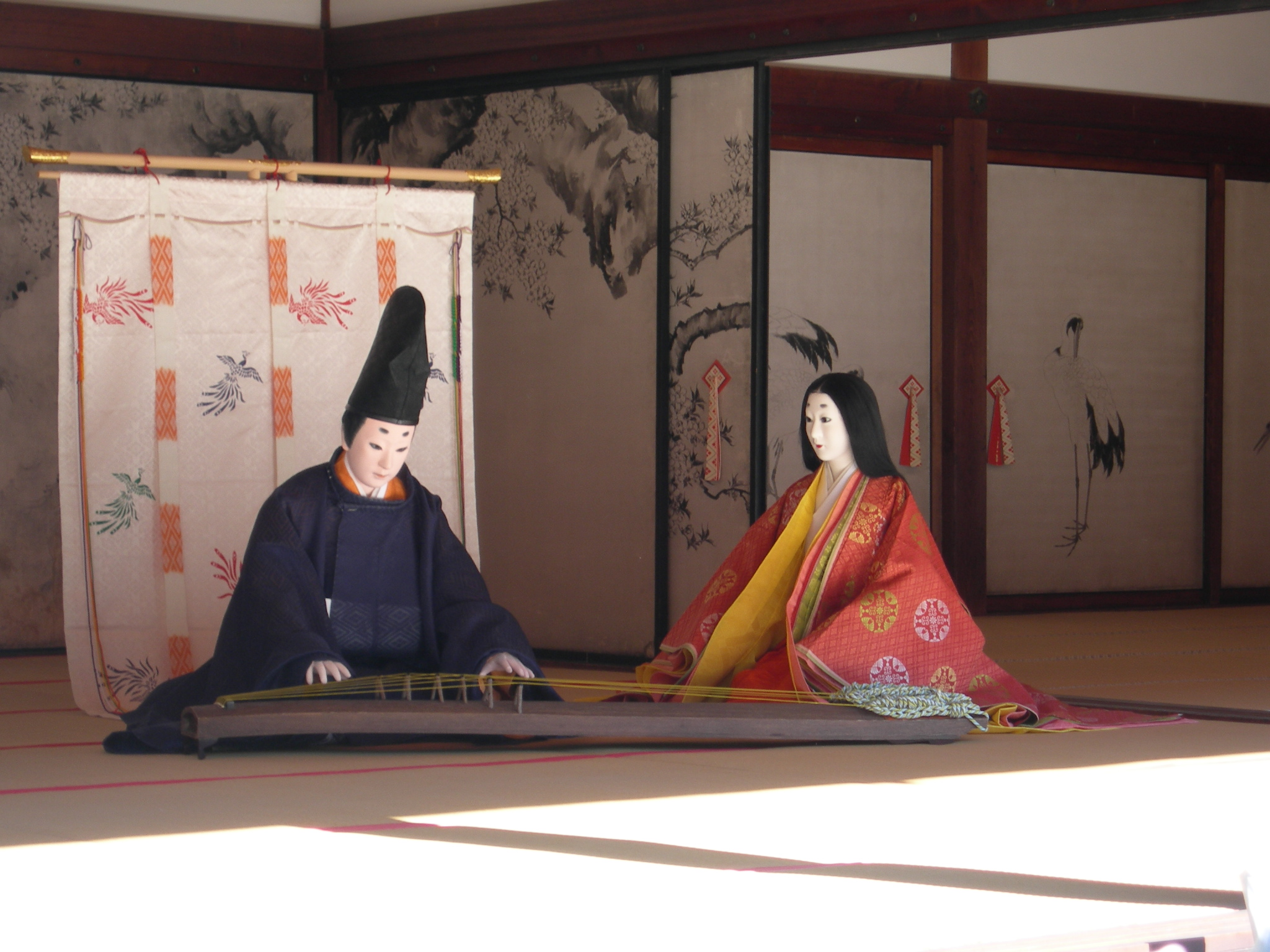
外から諸大夫の間を望む。二体の人形が琴のしらべをたしなみ御所生活を再現している。

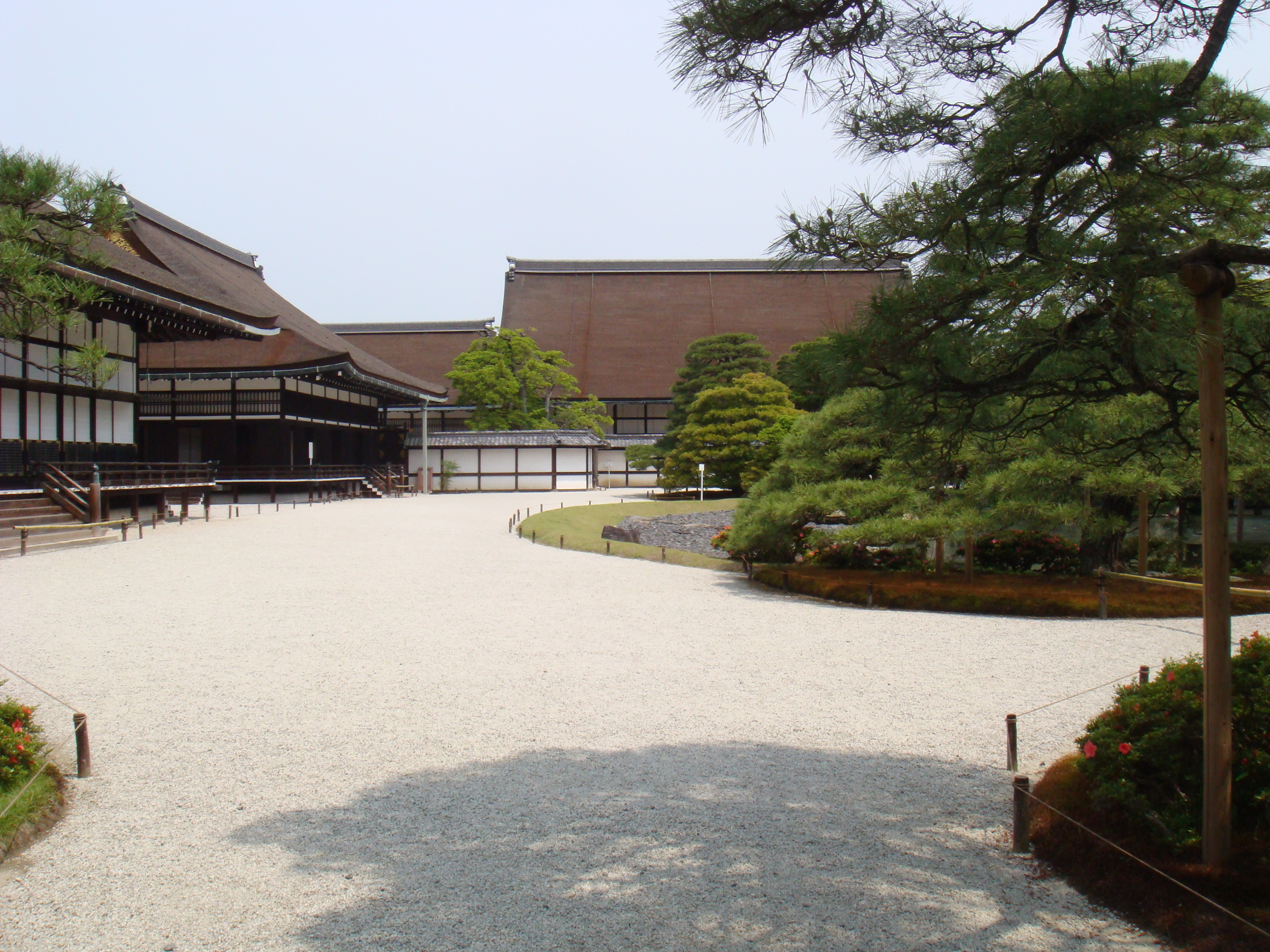
小御所と御学問所を望む

清涼殿の西にある書院造の建物は、主たる室の名をとって「諸大夫の間」と呼ばれている。東から西へ3室があり、それぞれ「公卿の間」、「殿上人の間」、「諸大夫の間」と称する。公卿の間は別名「虎の間」といい、参議以上の公家が使用した。殿上人の間は別名「鶴の間」といい、諸侯、所司代、高家らが使用した。諸大夫の間は別名「桜の間」といい、その名のとおり諸大夫が使用した。このように御所内では人物の身分により、使用する部屋が厳格に分かれていた。室名の鶴の間、虎の間、桜の間はそれぞれの部屋の障壁画の画題にちなむもので、いずれも水墨淡彩であり、虎図は岸岱、鶴図は狩野永岳、桜図は原在照の筆である。諸大夫の間の北には「御車寄」（みくるまよせ）、南には大正天皇の即位式の時に造られた「新御車寄」がある。

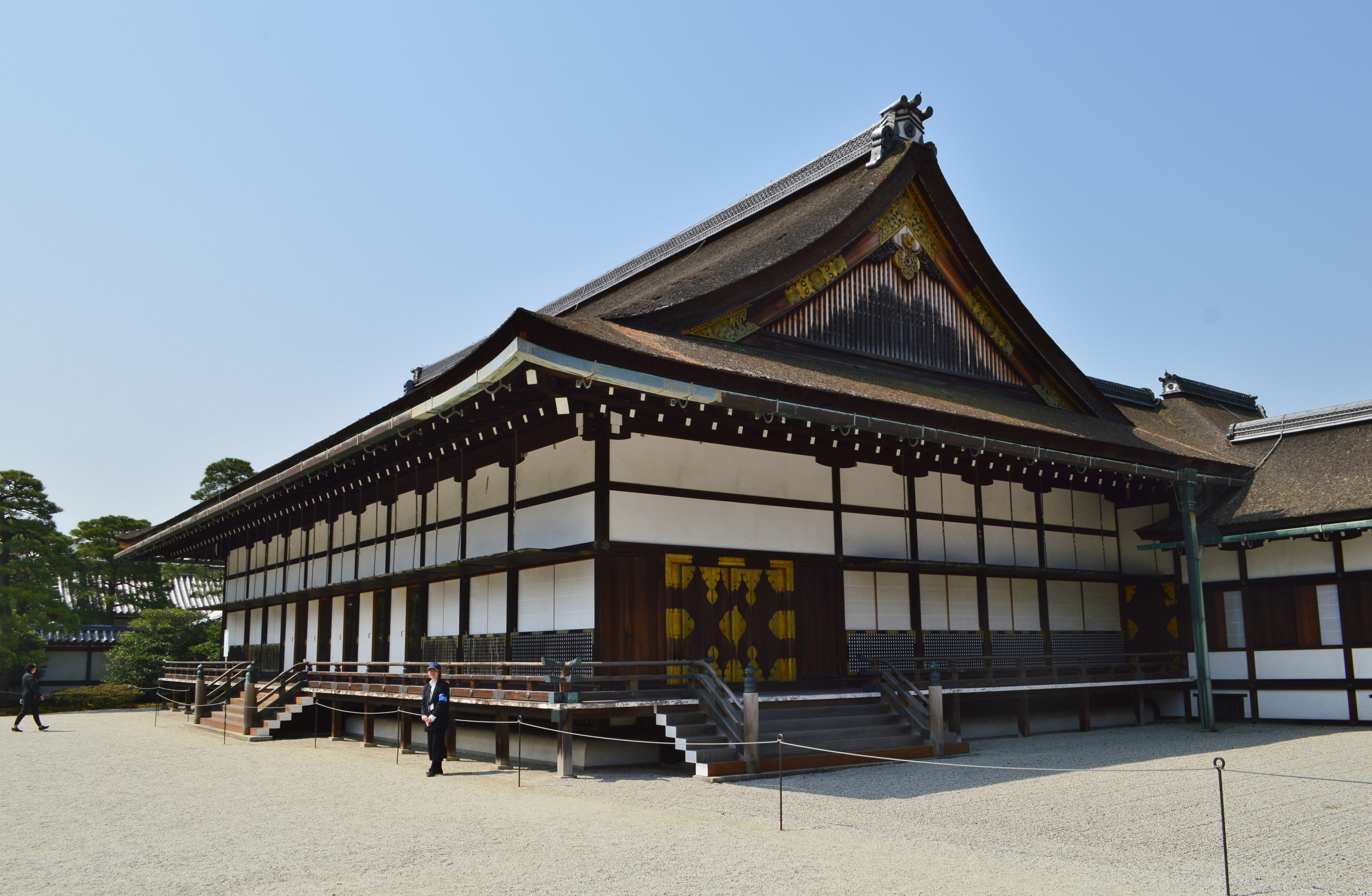
小御所

小御所は、清涼殿の東、紫宸殿の北東に位置する南北棟の建物である。屋根は入母屋造、檜皮葺。 はじまりは室町時代、将軍参内のとき、休息したり装束を改めたりするために設けられた所である。江戸時代になると、天皇が諸種の儀式や将軍・大名・幕府の使者、所司代、諸侯などを謁見及び皇太子の元服などの儀式に用いられた建物である。明治維新の慶応3年（1867年、新暦では1868年1月）に徳川慶喜の処置を決めるためのいわゆる「小御所会議」が開かれた場所としても知られる。ただし安政度造営の小御所は1954年（昭和29年）8月16日に全焼している。鴨川の河川敷で開催された花火大会で打ち上げられた花火の残火が檜皮葺の屋根に落下して引火したものだった。今日ある小御所はその4年後に焼失した安政度小御所を忠実に再現して再建されたものである。構造は、内部の身舎部分に3室を設け、東西南北にそれぞれ廂を設けている。身舎は畳敷きで格天井、廂は板敷きで化粧屋根裏となっている。建具には半蔀を用い、周囲に高欄をめぐらし、階段を設けており、外観は寝殿造風の要素が見て取れるが、内部は書院造風になっている。ただし床の間などの座敷飾りはない。身舎の3室は南から北へ「下段の間」「中段の間」「上段の間」となっており、天井はいずれも格天井だが、下段が格天井、中段が小組格天井、上段が最上級の折上小組格天井と、部屋の格に応じて形式に差をつけている。上段の間には厚畳2畳を敷いた上に茵を置いて天皇の玉座とし、その背後には大和絵の四季絵の屏風を立てている。これら3室の障壁画は伝統的な大和絵の手法で日本の四季の風景を描いたもので、上段の間には吉野の春、中段の間には富士の夏と龍田川の秋、下段の間には田上川の冬を描いている。安政度小御所の障壁画は、上段は狩野永岳、中段を鶴沢探真、下段を勝山琢文、東廂を原在照、南廂を梅戸在親がそれぞれ担当したものだったが、多くの障壁画が御殿とともに灰燼に帰してしまった。
ただ、火災の中から救出した襖絵11枚や杉戸絵6枚、当時別置されていた北廂を担当した冷泉 (岡田) 為恭が描いた襖絵6枚と上段の間を担当した狩野永岳が画いた上段の間北側襖絵6枚は現在も宮内庁京都事務所で保存されている。他の焼失した障壁画は菊池契月門下の日本画家30名によって残存した襖等や史実を基に考証を経ながら5年の歳月で復元されたものである。

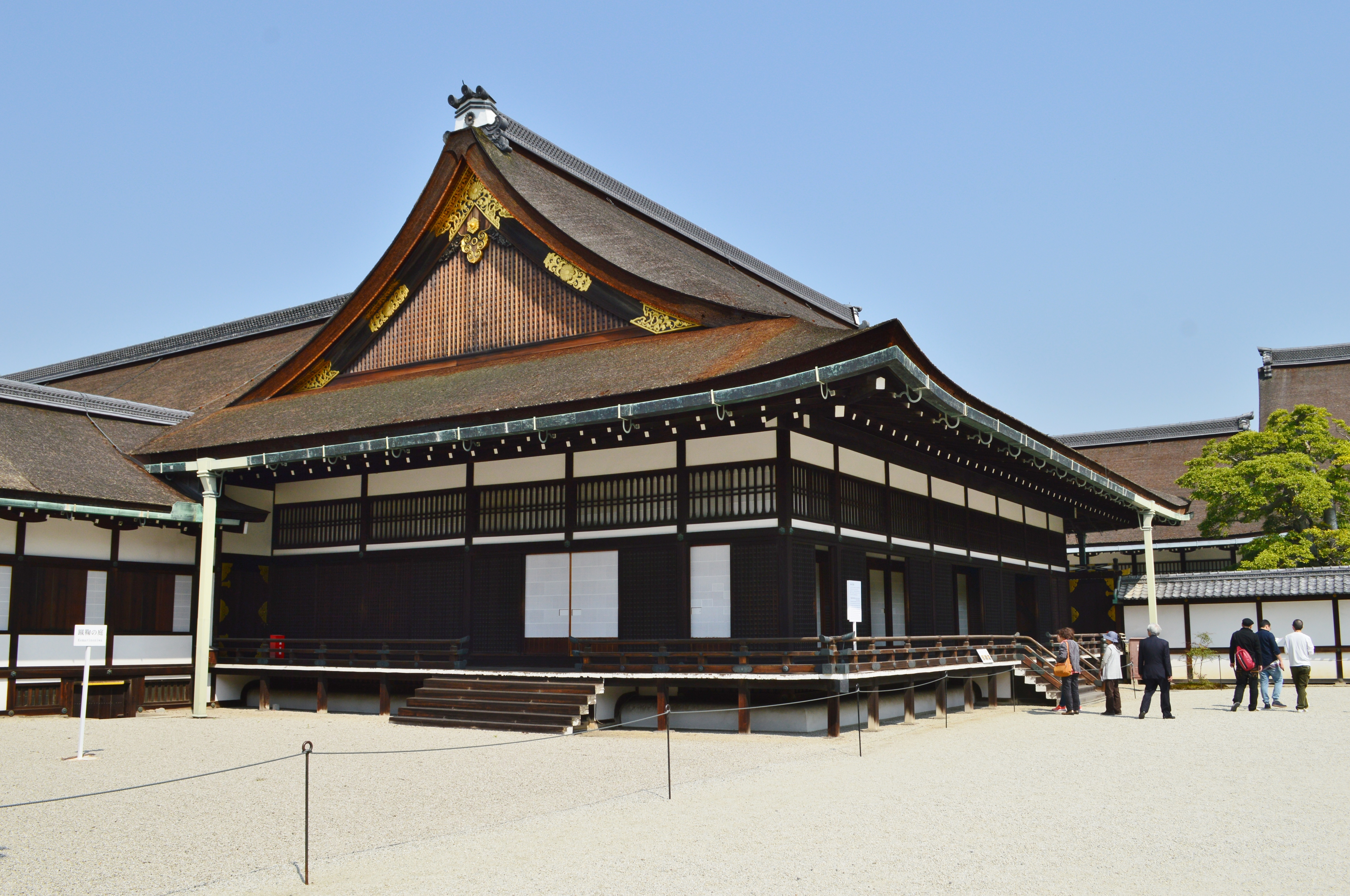
御学問所

御学問所は小御所の北に位置する南北棟の建物である。屋根は入母屋造、檜皮葺。小御所と異なり、平安復古調の建物ではなく、建具は舞良戸を用い、内部の主たる室には床、棚を設けるなど、内部外観ともに書院造の意匠とする。徳川家康による慶長度の造営時に初めて設けられた建物で、講書始などの行事が行われたほか、学問ばかりでなく遊興の場や天皇が公家らと対面する場としても用いられた。安政度造営の江戸末期頃になると御学問所は年中行事の場をはじめ、御常御殿の修理の際に仮常御殿としても用いられた他に対面の場として使用され、孝明天皇が徳川将軍である徳川家茂や徳川慶喜と対面を行った場になった。
 明治維新では、新政府の樹立を宣言した「王政復古の大号令」を、慶応3年12月9日（1868年1月3日）に天皇出御のうえ御学問所で発せられた。
内部は東西2列、各列3室の6室構成になる。東列は北から南へ「上段の間」、「中段の間」、「下段の間」とし、西列は北から南へ「菊の間」、「山吹の間」、「雁の間」とする。上段の間と菊の間には床と違棚を設ける。各室の障壁画は、狩野永岳、岸岱、原在照らの筆になる。東列の表向きの諸室には中国の故事を画題とした漢画が描かれ、内向きの部屋である西列の諸室には大和絵の草花や鳥が描かれている。
また、御学問所の廊下を挟んで西側には公卿の詰所であった「八景の間」という殿舎が存り「水鳥の間」(元御猶子の控えの間)、「八景の間」(関白控えの間)、「林和靖の間」(元議奏の控えの間)、「林和靖の北の間」(元大臣の控えの間)、「白張の間」(元近習堂上の控えの間)、「錦鶏の間」(御番御免の者の控えの間)、「落長押の間」の6室がある。

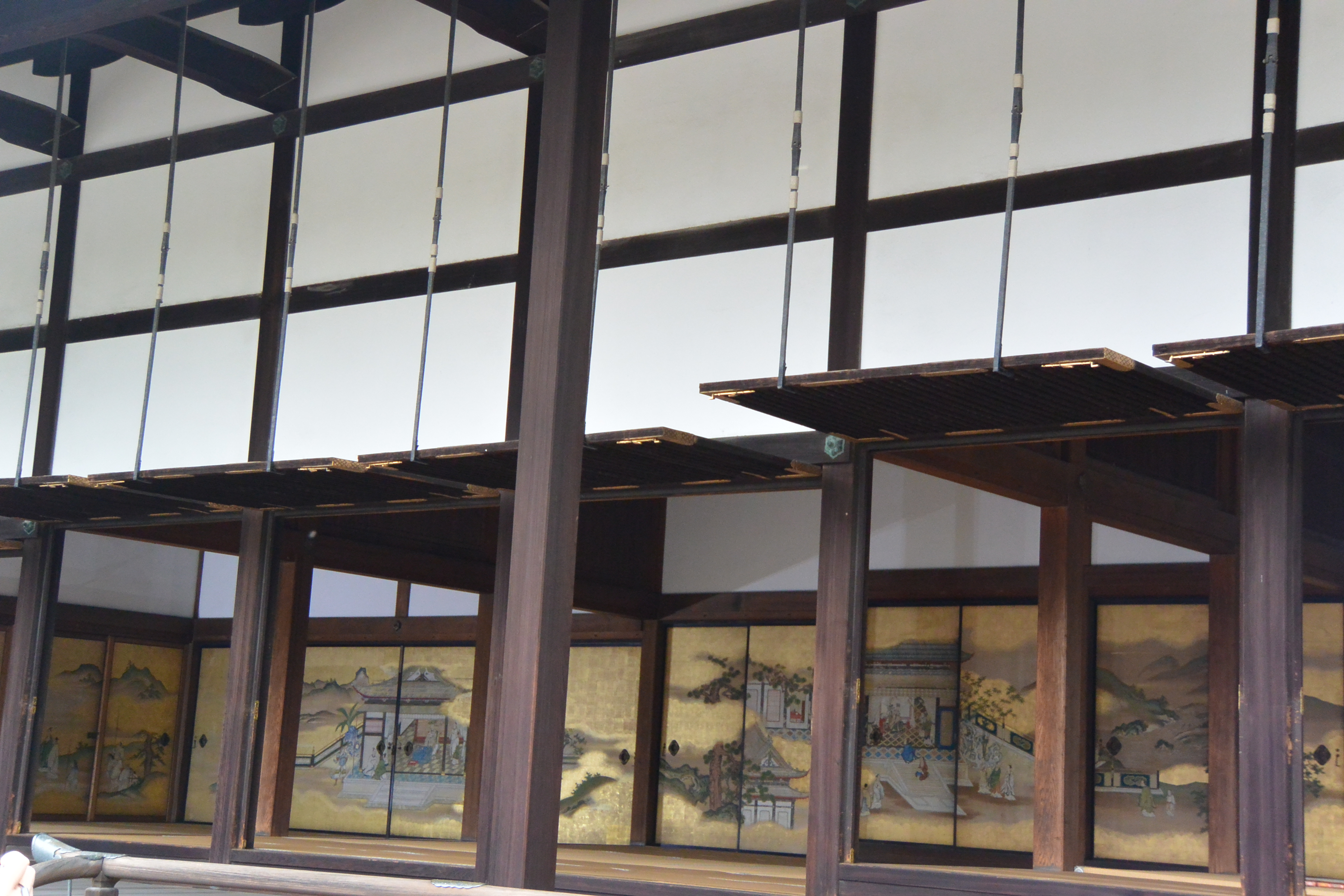
御常御殿の障壁画（座田重就「高宗夢賚良弼図」）

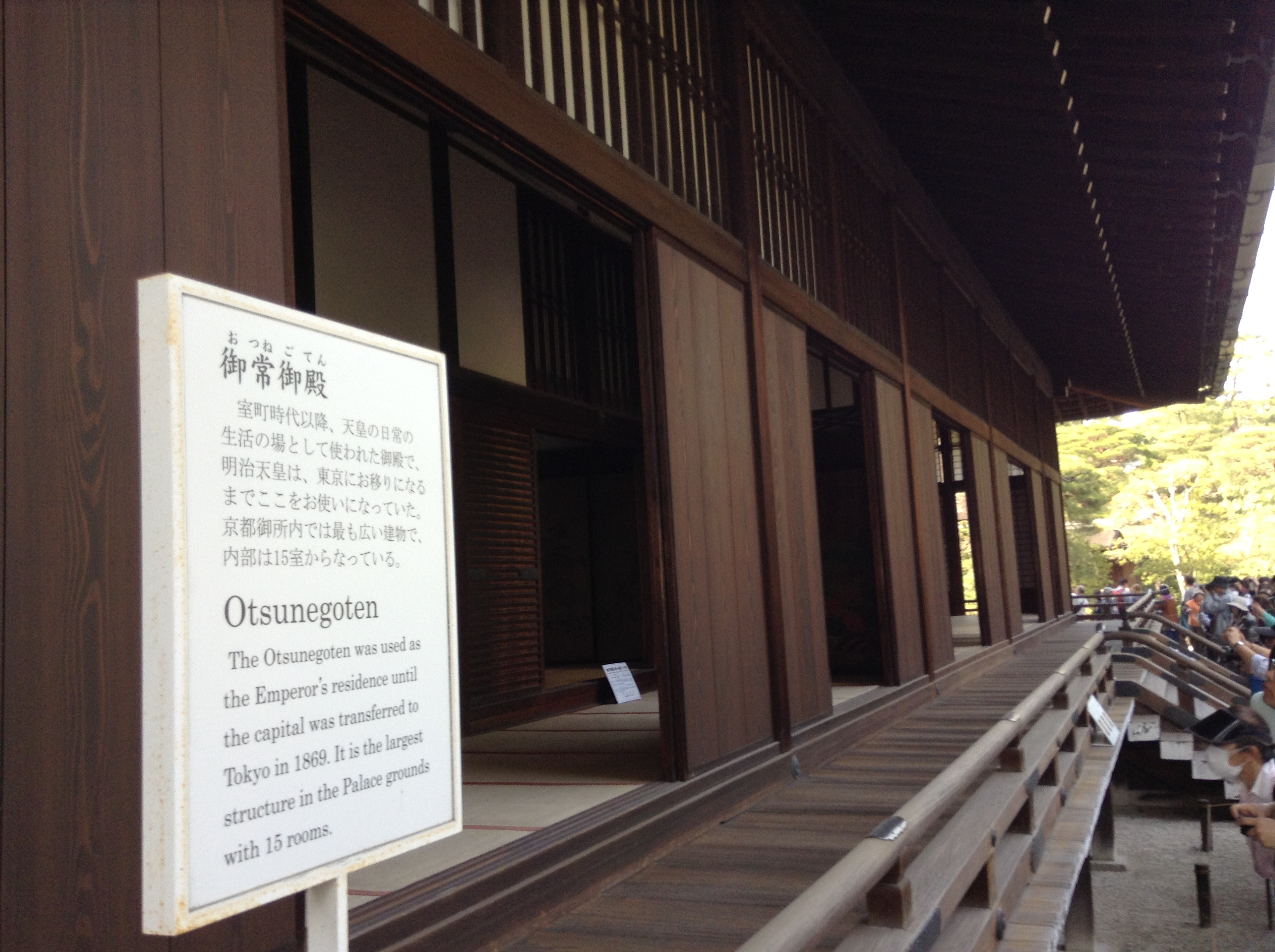
御常御殿の外観を案内板と共に望む

御常御殿は御学問所の北東に位置する東西棟の建物で、天皇の日常生活の場として用いられた。実際に当御殿では孝明天皇と明治天皇が東幸するまでの住まいとした。並びにここから先は明治維新期まで奥向きの御殿とされ男子は稚児と老侍以外は男子禁制とされお付きの女官や女御など女性や女子のみしか立ち入りを許されなかった。屋根は入母屋造、檜皮葺。紫宸殿とともに、御所内で最大の建物である。平安時代には清涼殿が天皇の居所にあてられていたが、天正18年（1590年）に御常御殿が独立して建てられてからは、幕末までこちらが天皇の居所となり、清涼殿は儀式の場となった。御常御殿は清涼殿のような復古調ではなく、書院造を基調とした建物であり、内部は前後3列に部屋を配し、計15室に分かれている。最前列には西から「下段の間」、「中段の間」、「上段の間」があり、これらは儀式などの行われた表向きの室である。下段の間、中段の間、上段の間の順に床高が一段ずつ高くなっているが、これら3室の境には柱2本ずつが立つのみで、間仕切りの壁や襖はない。上段の間の東、帳台構の奥には「剣璽の間」がある。ここはかつて清涼殿の夜御殿に置かれていた、三種の神器のうちの剣と勾玉が置かれていた部屋である。上段・中段・下段の間の障壁画は、中国の故事を題材としたもので、帝鑑図と呼ばれる、為政者への戒めとしての画題が選ばれており、濃彩の謹直な筆法で描かれている。画の筆者は上段が狩野永岳、中段が鶴沢探真、下段が座田重就（さいだしげなり）である。剣璽の間には土佐光清が花鳥図を描いている。剣璽の間の東裏には「御小座敷下の間」、「御小座敷上の間」があり、建物の東面から北面にかけて、「一の御間」、「二の御間」、「三の御間」、「次の間」が並ぶ。これらは内向きの部屋で、御小座敷は読書始などの内々の行事や対面に用いられ、一の御間、二の御間、三の御間、次の間は天皇の日常生活の場であった。御小座敷下の間の南、建物の南東端には、簀子縁に張り出す形で「落長押の間」がある。建物の西北部に位置する「申口の間」（南北の2室）は手前に女官の伺候した女嬬詰所という部屋がある。その申口の西端の部屋には「申口の間の板の間」と呼ばれた帝の護衛や幕府からの取次役として老侍（60歳以上の老人の武士）の控えた板敷きの広間がある。「向東侍(こうとうざむらい)」「男居(おとこずえ)」とも呼ばれた。 これらの諸室に囲まれた中央部には、外部に面していない「御寝の間」、「御清間」の2室がある。御常御殿は以上の15室で構成される（御寝の間の西にある「中仕切の間」を含めれば16室）。各室の床下には湿気を取るため炭が敷き詰められている。内向きの諸室の障壁画は、前述の狩野永岳、鶴沢探真のほか、土佐派、円山派などの絵師によるもので、日本の四季の風景や花鳥を題材としたものである。御常御殿の屋根は昭和8年（1933年）、同35年（1960年）、平成7年（1995年）～同10年（1998年）に葺き替えられた。御常御殿の使用は、昭和16年（1941年）の香淳皇后行啓が最後となっている。

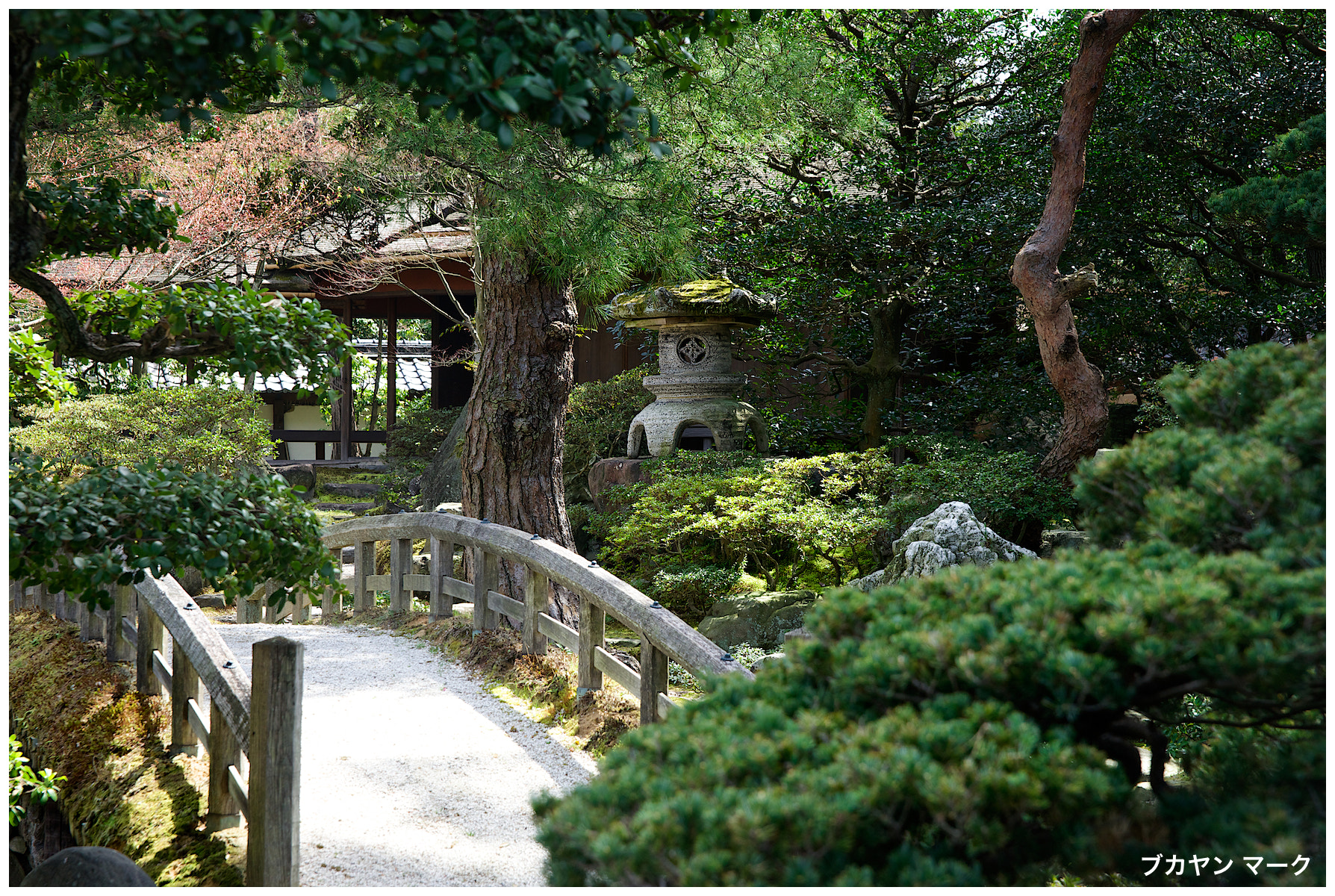
御内庭の遣水の対岸に佇む泉殿が中央に僅かに写る。

御常御殿の御池庭の南東部の小高い丘には「物見台：ものみだい」という天皇が御内庭から表向きの様子を伺うために設けられた塀の途中に開かれた小上がりの高見台がある。御内庭の南側の築山の上には「錦台：きんたい」という茶室がある。内部構造は縁側が廻る四畳半の北側には土間に面した三畳半の畳敷きと眺望に適した吹抜けの板敷の待合（四阿）等を備えた茶室である。
御常御殿に向かって西向きに建ち遣水の東対岸には「泉殿：いずみでん（地震殿とも）1830年(文政13年)京都大地震後造営、1855年内裏造営の際に修理 」という離れの建物がある。室内は8畳と4畳半の畳敷きと1畳半の上間等と厠と玄関部は1mの砂利敷きで構成された建物である。用途として地震発生時等に備えて屋根を軽く造り、他の建物から離れて建てた建物で、有事の際は緊急時の避難所とされている。

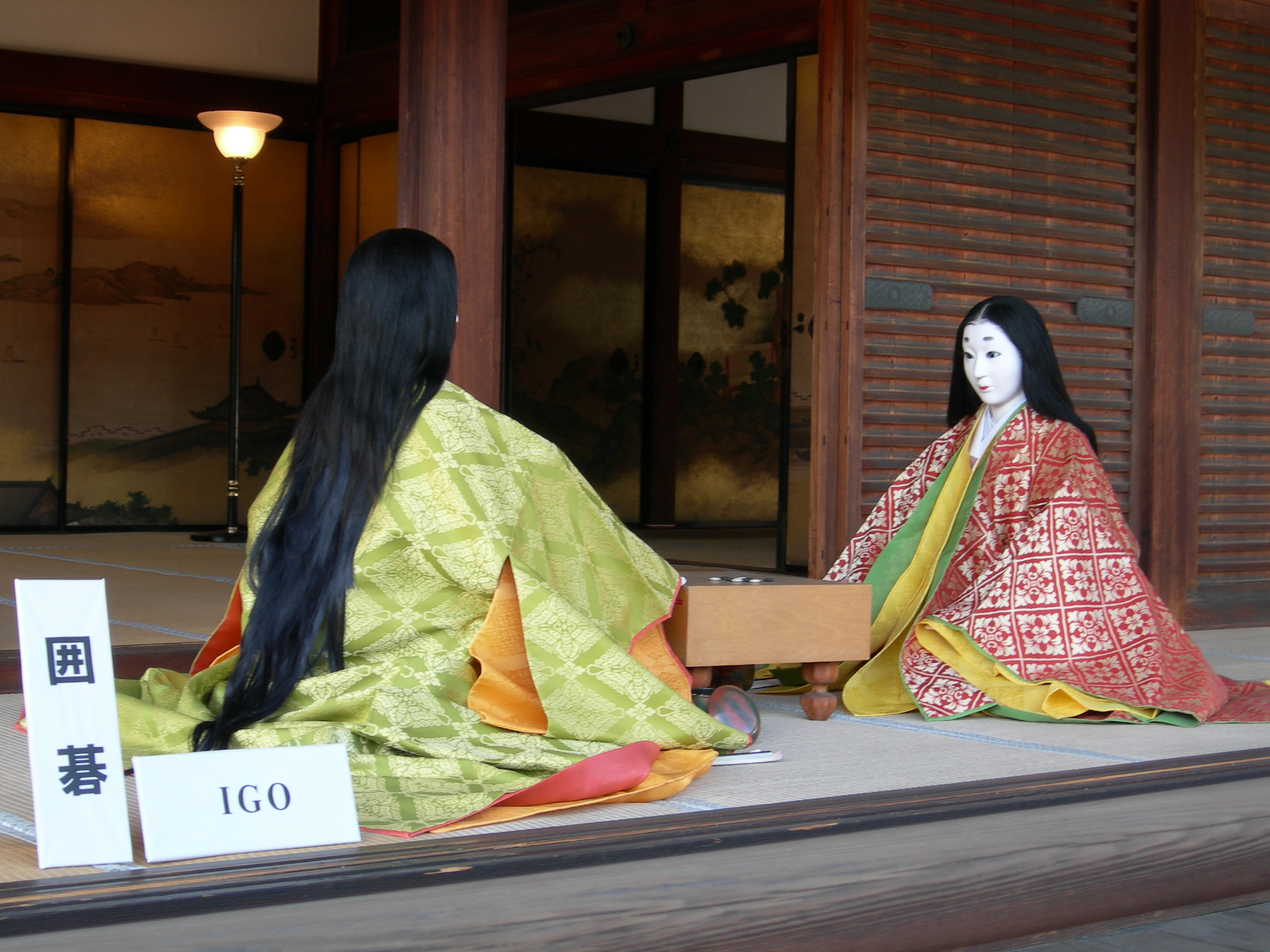
京都御所。外から御三間を望む。 囲碁をたしなむ姫君の人形。

御三間（おみま）は御常御殿の南西に接する東西棟の小さな建物で、上段、中段、下段の3室からなり、涅槃会、茅輪、七夕、盂蘭盆などの行事がここで行われた。

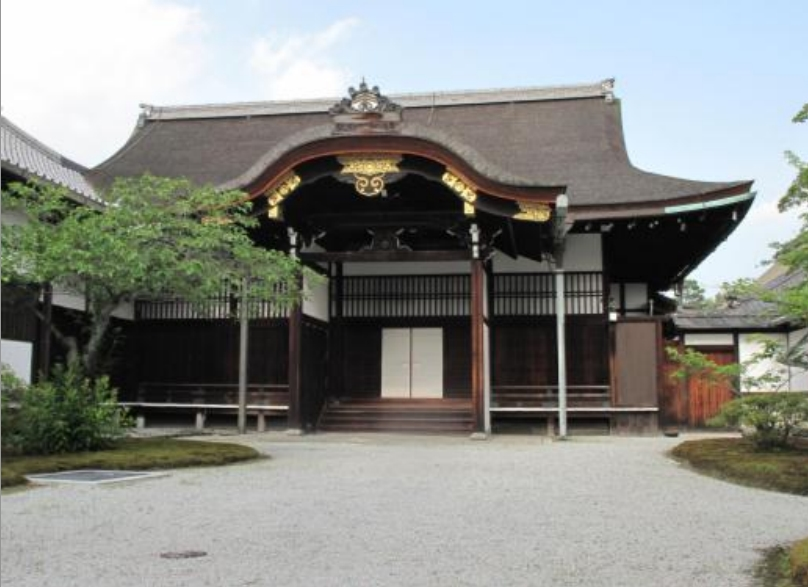
京都御所の参内殿（皇族及び摂家並び大臣用玄関）

御常御殿の北側には対屋廊下をへだてて順に「迎春」（孝明天皇の書斎用の御殿）、そこを二手に分かれて「御湯殿」（浴室等）と「御涼所」（避暑用の御殿）そこから吹抜廊下をへだてて御茶屋「聴雪」がある。御内庭には「錦台」（御茶屋）、物見台（御見物用の高見台）、泉殿（避難用離れ）等の建物がある。御常御殿の北西側には対屋廊下をへだてて「御花御殿」並びに「御新建」（皇太子御殿）や「参内殿」（皇族及び摂家並び大臣用の車寄及び控えの間）、「長橋局」（女官勾当内侍の居所）、「奏者所」（昇殿できない者の式台及び控えの間）など、いくつかの殿舎や比較的小規模な建物が現存する。

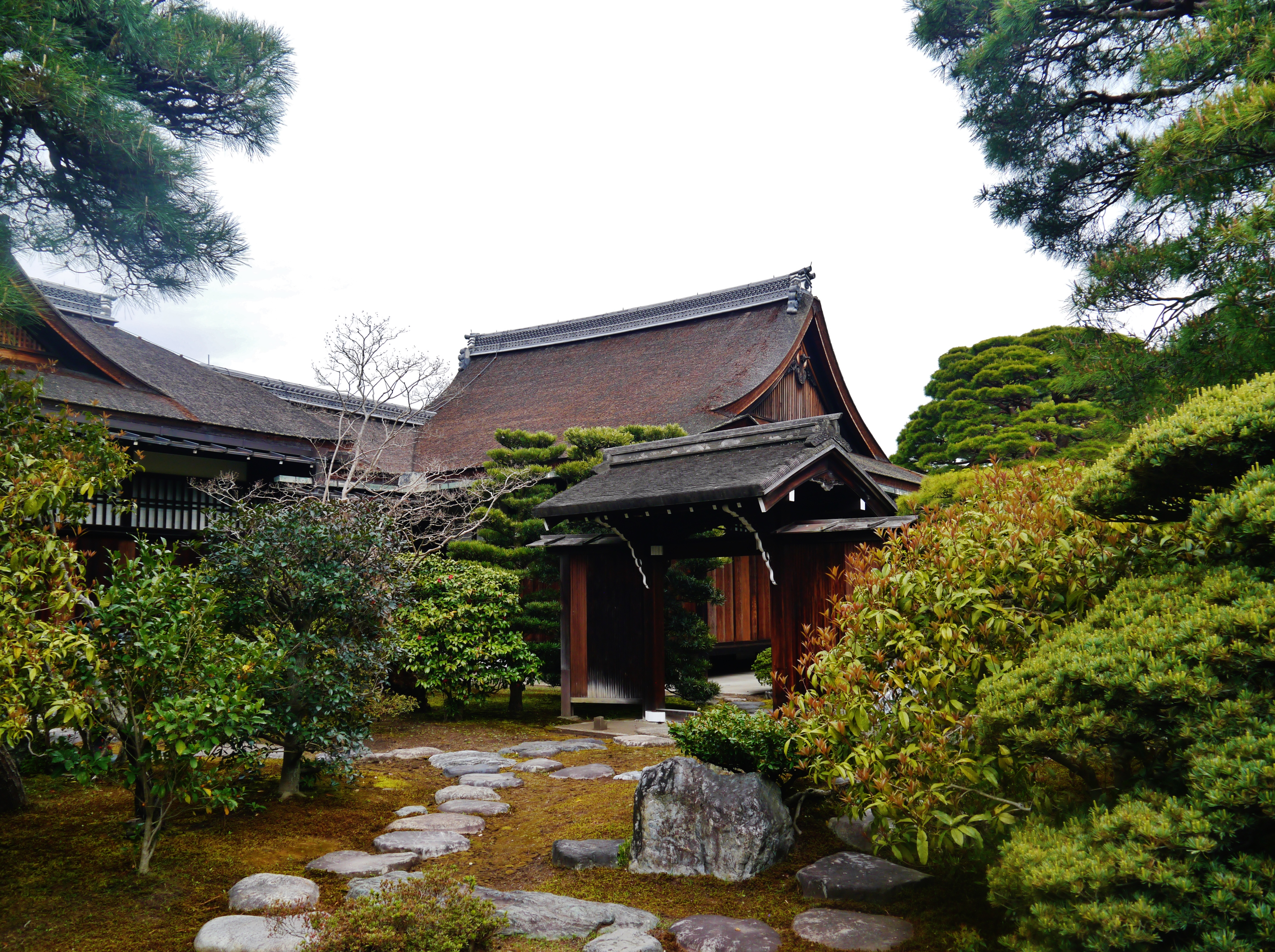
御常御殿の後方に位置する孝明天皇の書斎用御殿である「迎春」や「龍泉門」を挟み「御涼所」等を望む

迎春は孝明天皇が書見（勉強）の場として建てさせた、入母屋造、檜皮葺、南北棟の建物で、御常御殿の北に位置する。10畳の「南の間」と、変形5畳半の「北の間」からなる小規模で簡素な建物である。塩川文麟が襖絵を描いている。
御涼所は御内庭より龍泉門を通り京都御所の迎春の北に接続する入母屋造、檜皮葺、東西棟の建物で、京都の暑い夏を快適に過ごすことを主眼とした建物であり、窓を多く設けている。内部は北が9畳の「上の間」、南が7畳半の「次の間」で、上の間の西に4畳半の「裏上の間」がある。上の間には床（とこ）と違棚、裏上の間には床を設ける。上の間では床と棚に挟まれた壁の腰の位置に窓を設けるなど、通風に意を用いている。
聴雪は他の建物よりやや遅れて安政4年（1857年）に孝明天皇の好みで建てられたもので、寄棟造、杮葺の数寄屋造建築である。御涼所と聴雪の間は、「吹抜廊下」と称する、壁がなく吹きさらしの簡素な廊下でつないでいる。聴雪の内部は東から西へ「上の間」、「中の間」、「下の間」がある。中の間の床脇（とこわき）の地袋の戸に描かれた鸚鵡（おうむ）と果物籠の図は呉春の筆である。

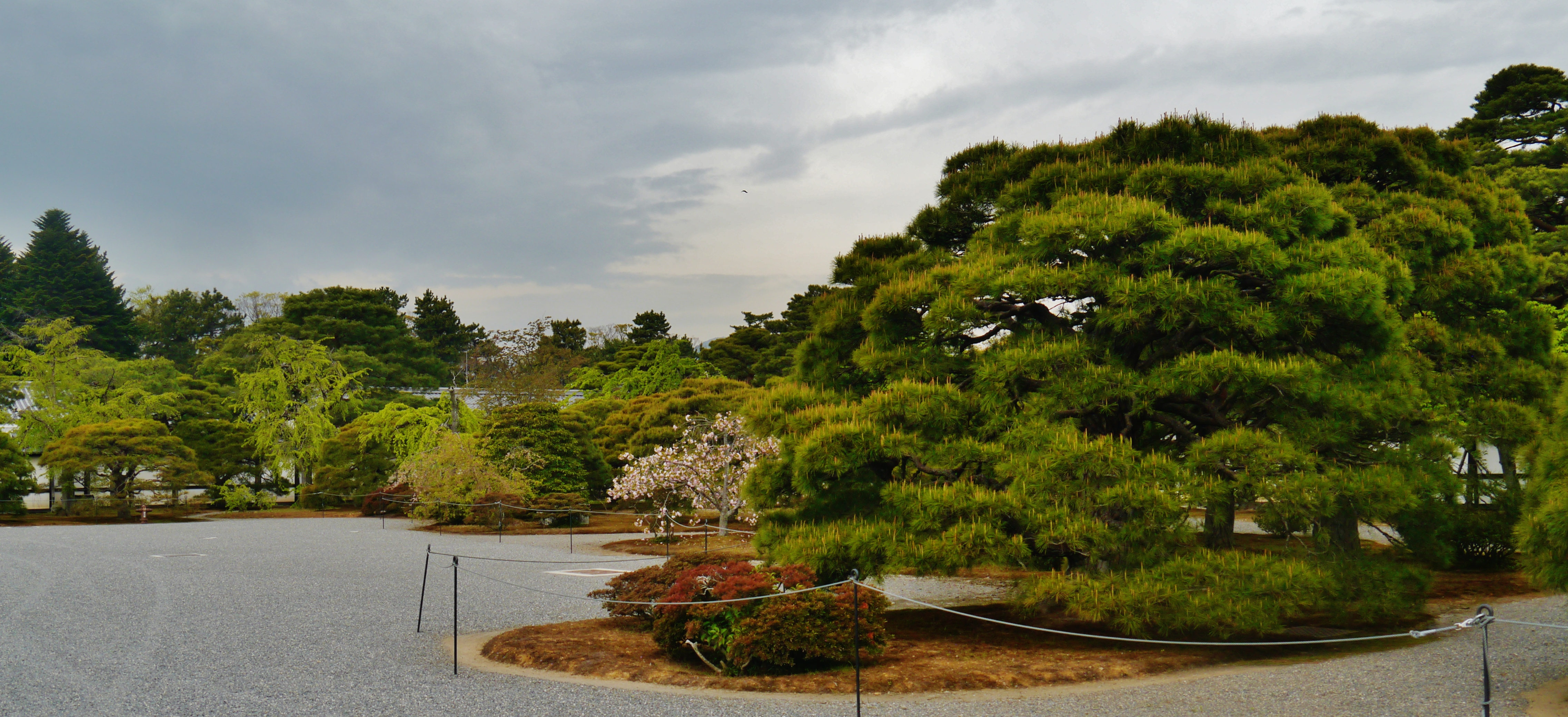
御常御殿申口のやや北西に御台所跡や対屋跡がある。この場には台所や女官の住まいがあったために生活用水に使用した井戸が多数点在する。

以上の建物群のさらに北、御所敷地の北端はかつての後宮などの所在地であり、すでに多くの建物が失われているが、南から御台所跡：おだいどころあと（調理や配膳並びに後片付けを行った建物）、武家玄関跡：ぶけげんかんあと（御所の護衛や管理をする武士が参殿する玄関や詰所等）、三仲間部屋跡：みなかまべやあと（三仲間が詰めた建物）対屋跡：たいのや（多数の女官が住んだ建物）、皇后御常御殿、地震殿、黒戸、若宮姫宮御殿、飛香舎（藤壺）、玄輝門、東山文庫、御馬見所などの後宮や内向きな御殿をはじめとした建物や跡に残る井戸等が残っている。

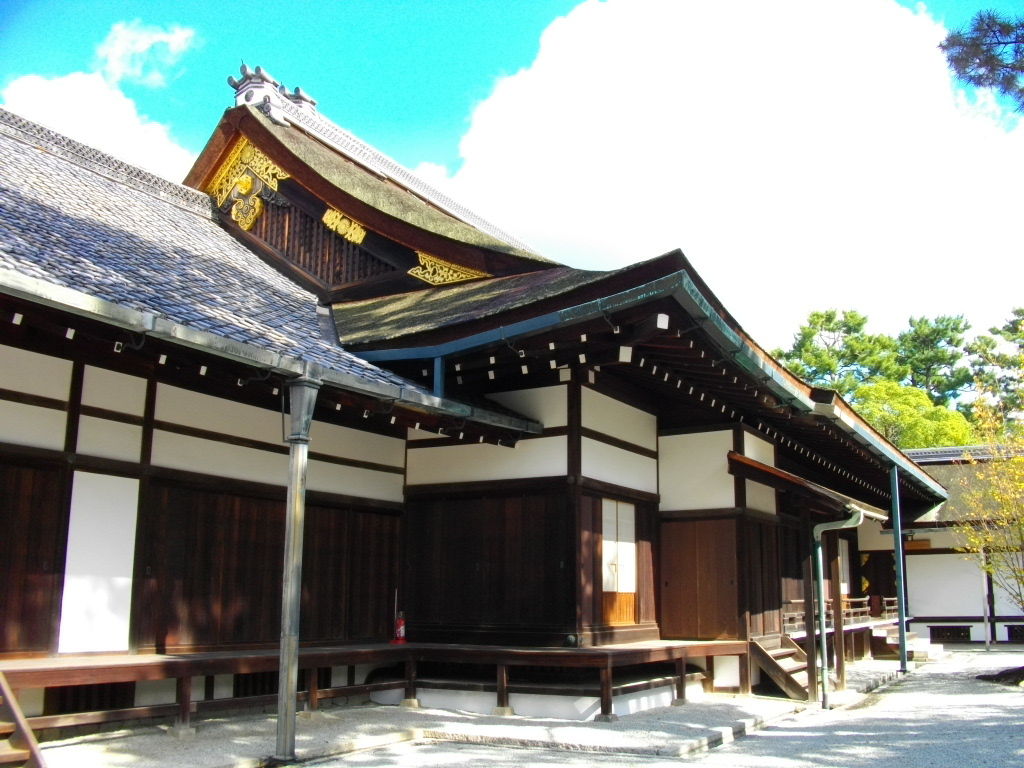
皇后御常御殿

皇后御常御殿（別名：女御御殿・准后御殿）は帝の皇后や女御の居所として用いられた。入母屋造、檜皮葺、東西棟の建物である。御常御殿と同様、建物内は細かく間仕切りされて13室に分かれ、部屋の用途と格に応じて障壁画の画題が選ばれている。建物の東面から南面にかけて鍵の手に並ぶ「御上段」、「御中段」、「御下段」の3室はもっとも格式の高い部屋であり、中国の有徳の女性にかかわる故事を題材にした「列女伝」の障壁画が描かれている。建物の北東には「御小座敷下の間」、「御小座敷上の間」があり、建物の中央部には外部に面していない「御寝の間」がある。御寝の間の北側から西側にかけて「御化粧の間」、「一の御間」、「二の御間」、「三の御間」、「次の御間」が並び、三の御間と次の御間の西側には南北2室の「申口の間」がある。
皇后御常御殿から渡廊下を北へ進むと、右手に「御黒戸」（仏間）があり、その先は坪庭の「藤壺」を隔てて西に若宮姫宮御殿、北に飛香舎がある。
皇后御常御殿に向かって西向きに建ち御内庭の北端にある「地震殿：じしんでん・1855年（安政度内裏造営時再建）」は天皇御常御殿と同様に「避難用離れ」である。実寸は御常御殿の「泉殿」より比較すると少々規模は小さいが概ね同様の内部構造と外観を備えた建築物がある。詳細な内部構造は6畳と3畳の畳敷きと1畳の上間等と厠及び玄関部として正面1mの砂利敷きである。こちらも有事の地震発生等に備えて屋根を軽く造り、他の建物から離れて建てた離れであり、有事は緊急時用の避難所とされている。

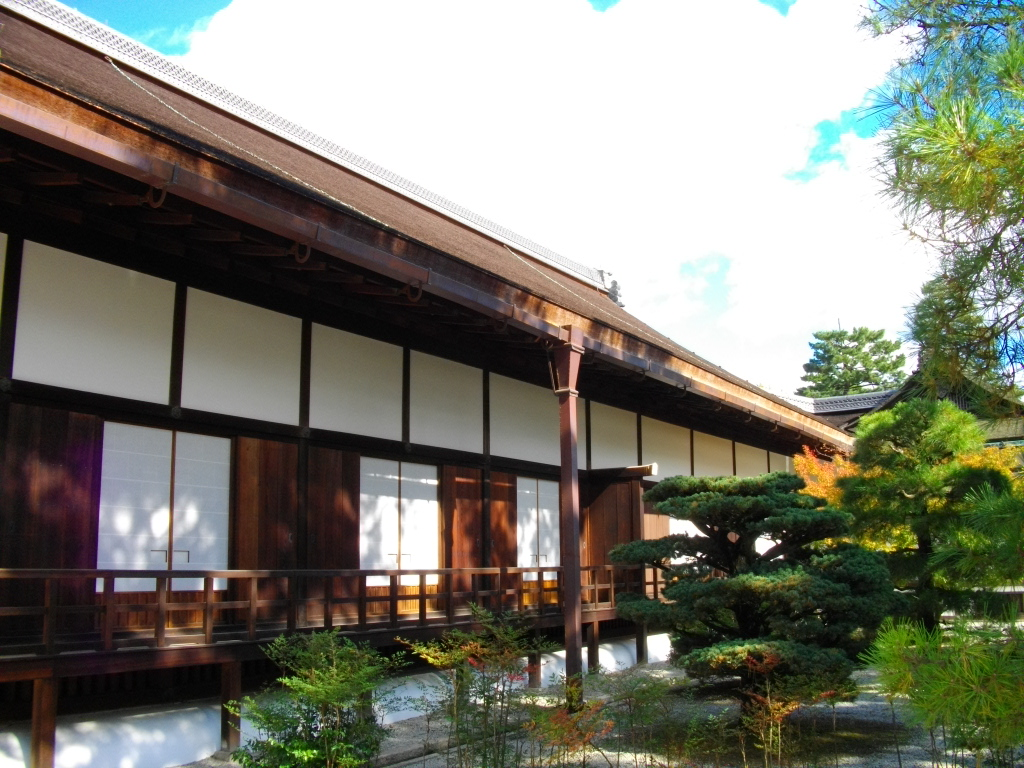
姫宮御殿（向かって左）・若宮御殿（向かって右）

若宮御殿・姫宮御殿は一つの建物で、東が若宮御殿、西が姫宮御殿である。両御殿とも、東に「御上段」、西に「次の間」があり、これらの手前は若宮御殿・姫宮御殿を通して一続きの「御縁座敷」となっている。

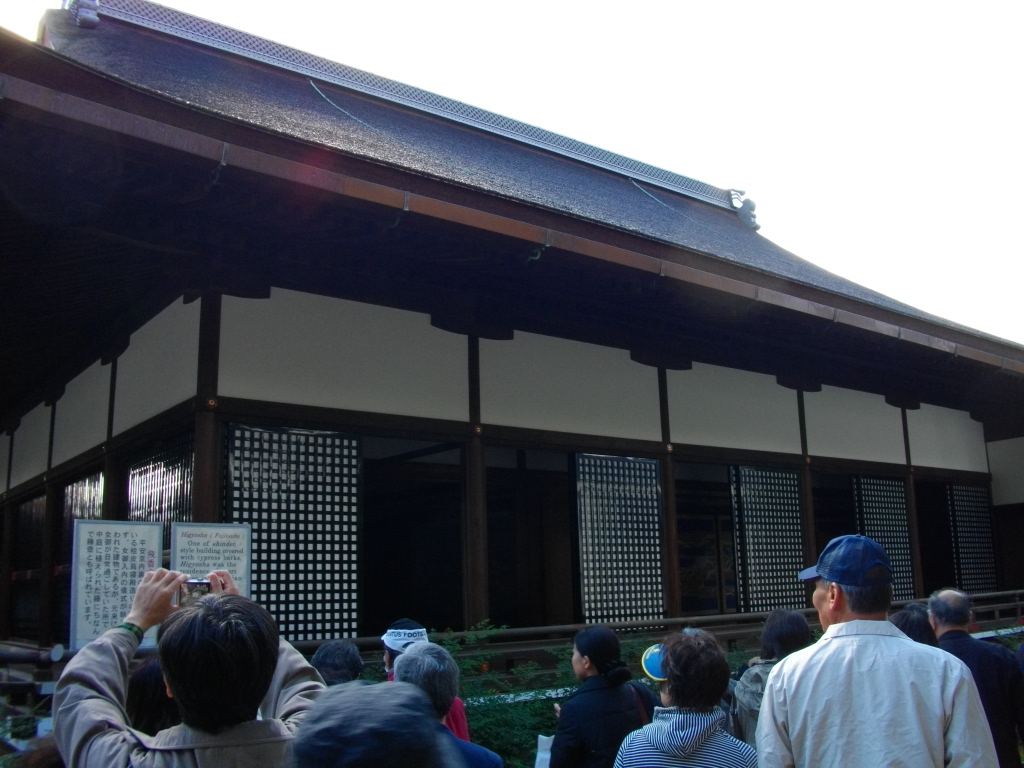
飛香舎

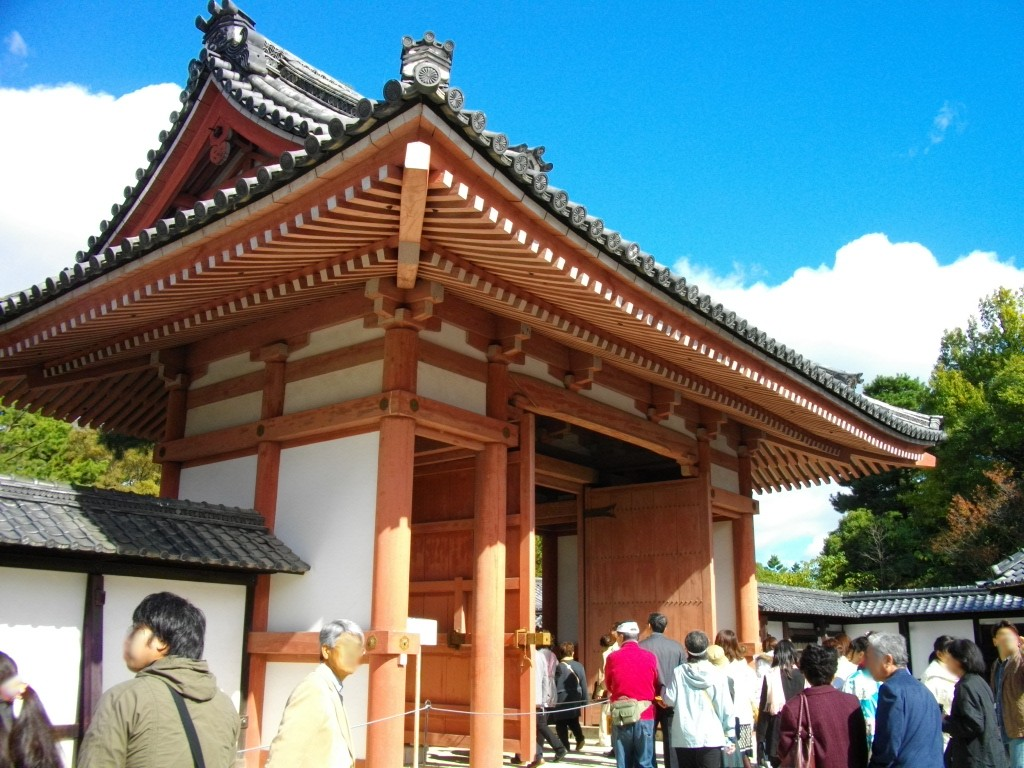
玄輝門

飛香舎（ひぎょうしゃ）は平安京の内裏に存在した五舎の一つで、女官の入内の儀式がここで行われた。五舎とは飛香舎（藤壺）、凝花舎（梅壺）、襲芳舎（雷鳴壺）、昭陽舎（梨壺）、淑景舎（桐壺）を指す。これらは長らく姿を消していたが、寛政度造営時に飛香舎のみが平安様式で復活し、安政度造営でもこれを踏襲したもので、現存する京都御所の建物の中では、もっともよく平安時代の様式を伝えている。建物は東西棟の入母屋造、檜皮葺で、内部は身舎の南・東・北に廂を設け、東廂の東にさらに孫廂がある。孫廂の手前には渡廊（わたろう）が接続する。身舎と南廂は仕切りのない1室とする。内部は円柱、板敷の床などに寝殿造の意匠がみられ、中央に御帳台を置く。飛香舎の北東には玄輝門があり、これも平安時代の内裏にあった門の名前を引き継ぐものである。ただし、平安時代には玄輝門の真北に内裏全体の北門である朔平門があったが、現在の京都御所では、スペースの関係で両門の位置関係がずれており、玄輝門は朔平門よりも東寄りに建てられている。

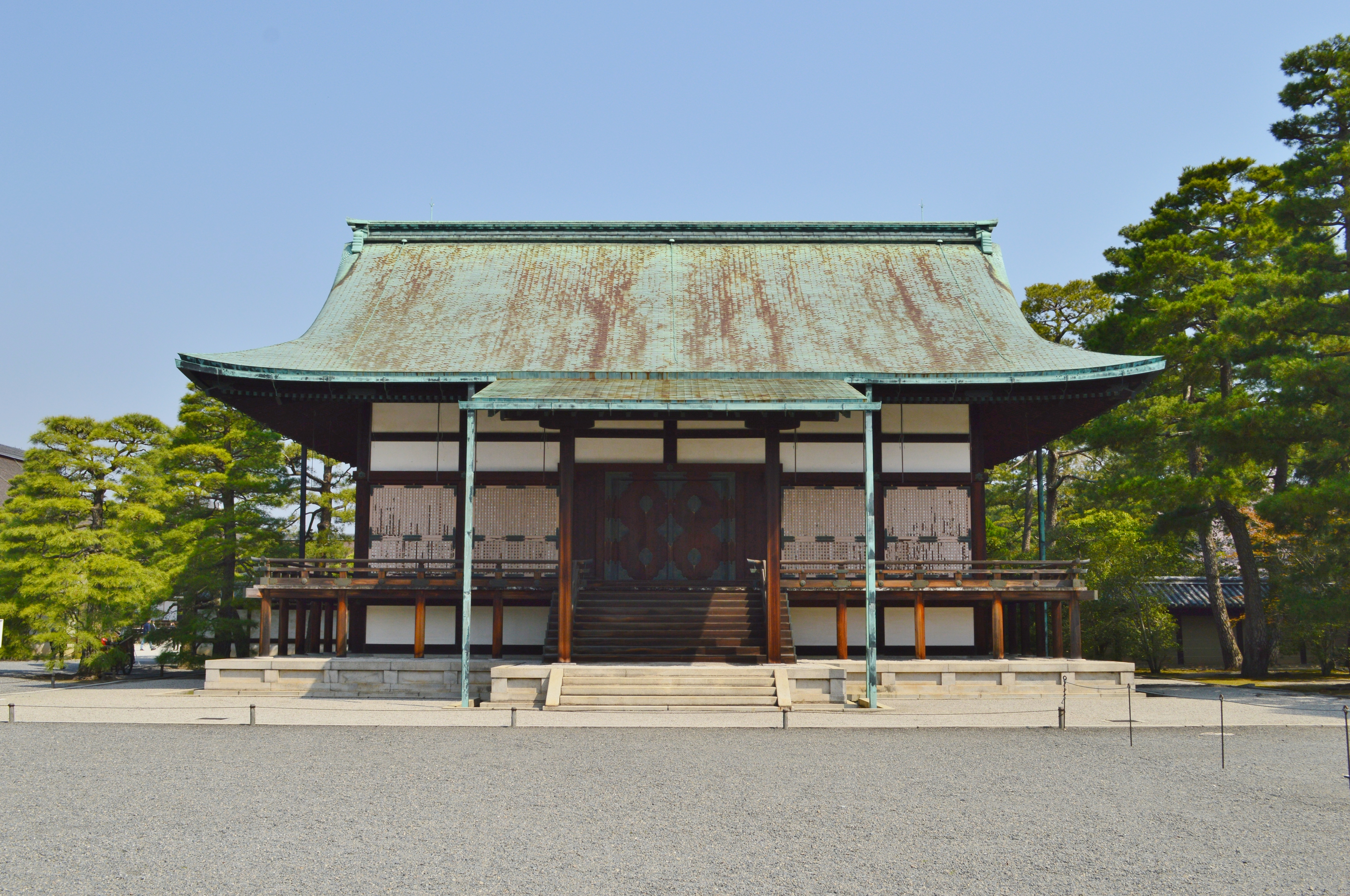
春興殿

春興殿（しゅんこうでん）は、平安京内裏十七殿の一。1915年（大正4年）大正天皇即位令の際にに造営された。現在も同名の殿舎があるが、平安時代の頃の春興殿とは、位置関係が異なり、安政年間に造営された内侍所（賢所）のあった場所に大正天皇の即位礼にあたり造営された。大正・昭和両天皇の即位礼では、東京から三種の神器を京都御所へ遷す必要があり、その際は賢所として使用された。昭和時代の即位式の時に春興殿の近くにあった御輿舎が幄舎を建てる場所にあったため解体された。東京の皇居と京都御所の間を、宮中三殿の賢所に祀られている神鏡を輸送するために賢所乗御車と呼ばれる特殊客車が製造されたが、これは「神」を輸送の対象とする世界的にも類例がないと思われる、極めて珍しい車両である。
併記して、現在の春興殿のある場所には奈良県橿原市にある橿原神宮には、京都御所安政度内裏造営の際に造営された賢所（内侍所）が移築され国の重要文化財として指定されて橿原神宮の本殿として現存している。
しかし、同じく安政2年（1855年）に建てられた京都御所神嘉殿を移築して拝殿としていたものを移築して橿原神宮の神楽殿としていたが、同殿の西15メートルの焼却炉の火の粉により1993年（平成5年）に全焼した。1996年（平成8年）に再建されている。

### 紫宸殿南庭と清涼殿東庭
| 右近の橘 |  | 左近の桜 |
| 右近の橘 |  | 左近の桜 |

京都御所では、建物が表向きの儀式用のものと、内向きの居住用のものに分かれているのと同様、庭園も儀式用の部分と内向きの部分ではその様相をまったく異にしている。
紫宸殿の南の庭は南庭と称し、一面に白砂を敷いただけの空間である。ここは単なる空地ではなく、紫宸殿の建物と一体となった、儀式のための空間であった。紫宸殿の前には「左近の桜」と「右近の橘」がある（「左」「右」は天皇から見てのそれであり、東が桜、西が橘である）。桜と橘はそれぞれ花木と果樹を代表するものである。ただし、左近の桜は平安遷都時には桜ではなく梅であった。これが桜に変わったのは仁明天皇の時である。『万葉集』の時代には、日本の花木の代表は梅であったが、平安時代になって人々の好みが変わって、桜が代表的な花とされるようになった。梅から桜への変更はそれを反映したものである。左近の桜は1855年（安政年間）、1930年（昭和5年）、1998年（平成10年）に植え替えられており、当代のものはオオシマザクラの特徴を一部持ったヤマザクラ系の桜である。右近の橘は安政6年（1859年）に植えられた記録が確認されている。
清涼殿の正面（東）の庭は東庭と称し、やはり一面に白砂を敷いただけの空間である。ただし、2か所に竹の植込みがある。建物の南端近く、広廂にほど近い場所に植えられているのが漢竹（からたけ）、それより北方、建物から数メートル離れたところに植えられているのが呉竹（くれたけ）である。漢竹はメダケであり、呉竹はハチクのこととされるが、現在植わっているのはホテイチクである。『枕草紙』には呉竹が、『徒然草』には漢竹と呉竹が登場する。漢竹と呉竹は、現状では広い庭の西寄りに偏った位置にあるが、平安時代の内裏では、清涼殿の東側には別の建物（仁寿殿）があり、東庭は今より狭かった。

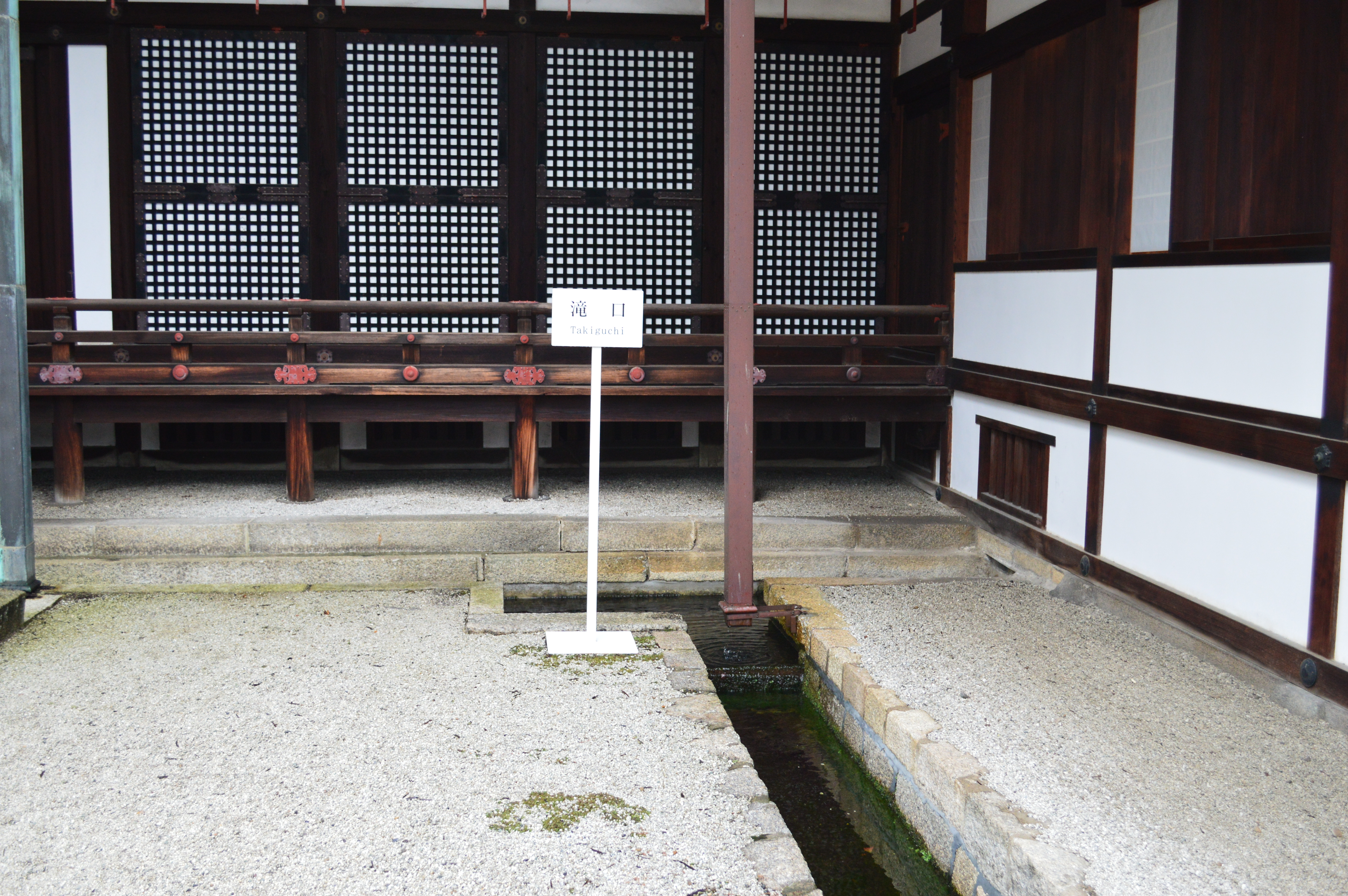
滝口

清涼殿の東側、弘廂に沿って南北に流れる石敷きの水流を「御溝水」（みかわみず）という。御溝水の北寄りには高さ20センチほどの落差がつくられており、これを「滝口」という。「滝口武者」という呼称はこれに由来する。

### 壺庭
複数の建物を渡廊で連結するのが寝殿造の特色の一つである。平安京の内裏には多くの建物が建ち並び、建物と渡廊で囲まれた小規模な庭（壺庭）が各所にあった。これらはそこに植えられている植物にちなんで、桐壺、梨壺、藤壺などと称され、これらの庭が面している建物も桐壺などの名称で呼ばれるようになった。現在の京都御所では、清涼殿西の「萩壺」と、飛香舎南の「藤壺」のみが残っている。

### 御池庭・御内庭

#### 御池庭
小御所や御常御殿付近の庭は、池と遣水を中心とした、自然の風趣を生かした日本庭園である。こうした池水中心の庭園が造られるようになったのは、御所の慶長度造営時に小堀遠州が参画してからのことであるが、現在のような庭の原型ができたのは延宝度の造営時である。小御所、御学問所の東側の庭は大きな池を中心としたもので、御池庭（おいけにわ）と呼ばれる。池は小御所側の西岸に玉石を敷き並べた洲浜を造る。池の中には3つの中島があり、木橋2基、石橋3基が架かる。

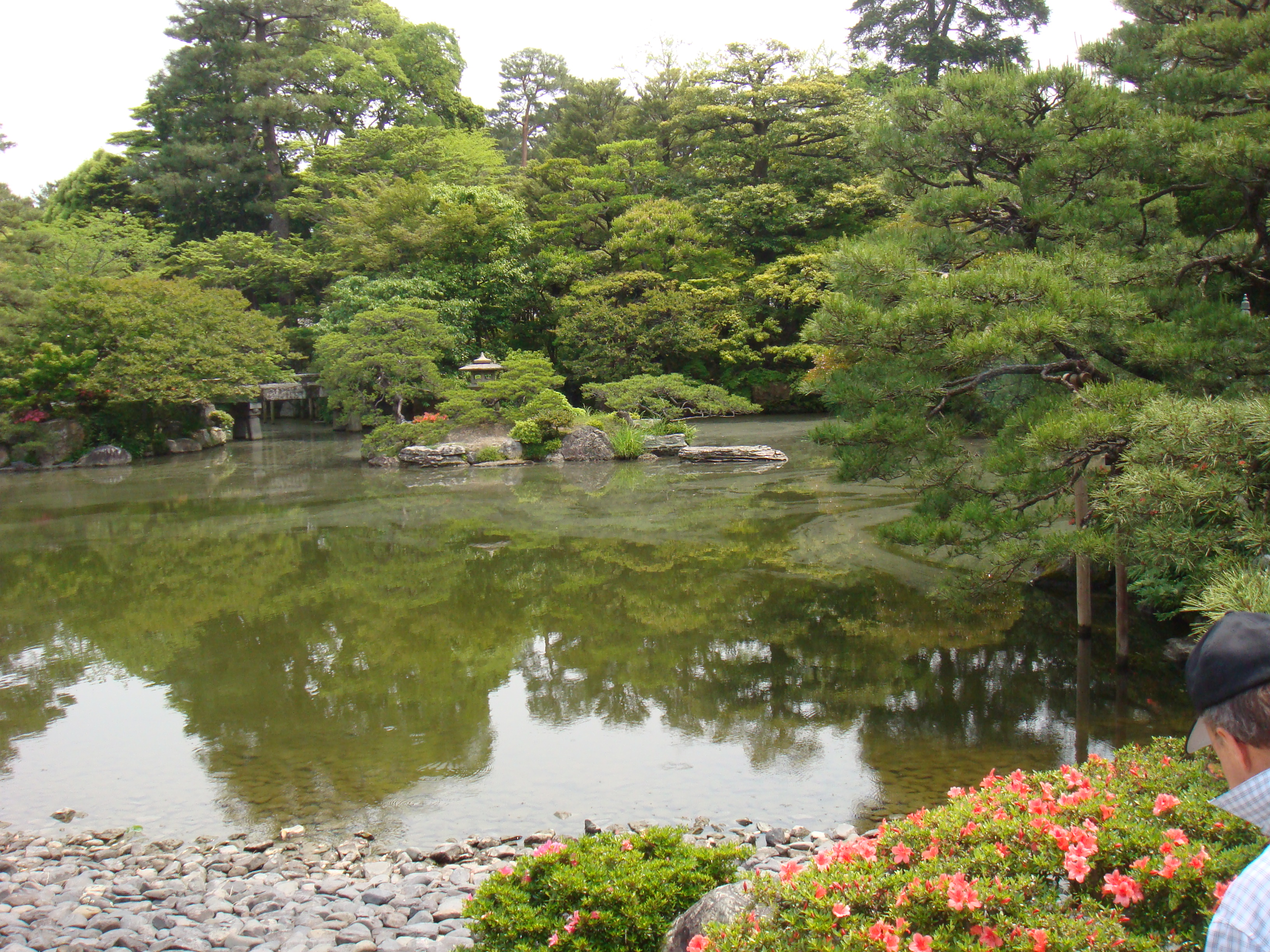
御池庭
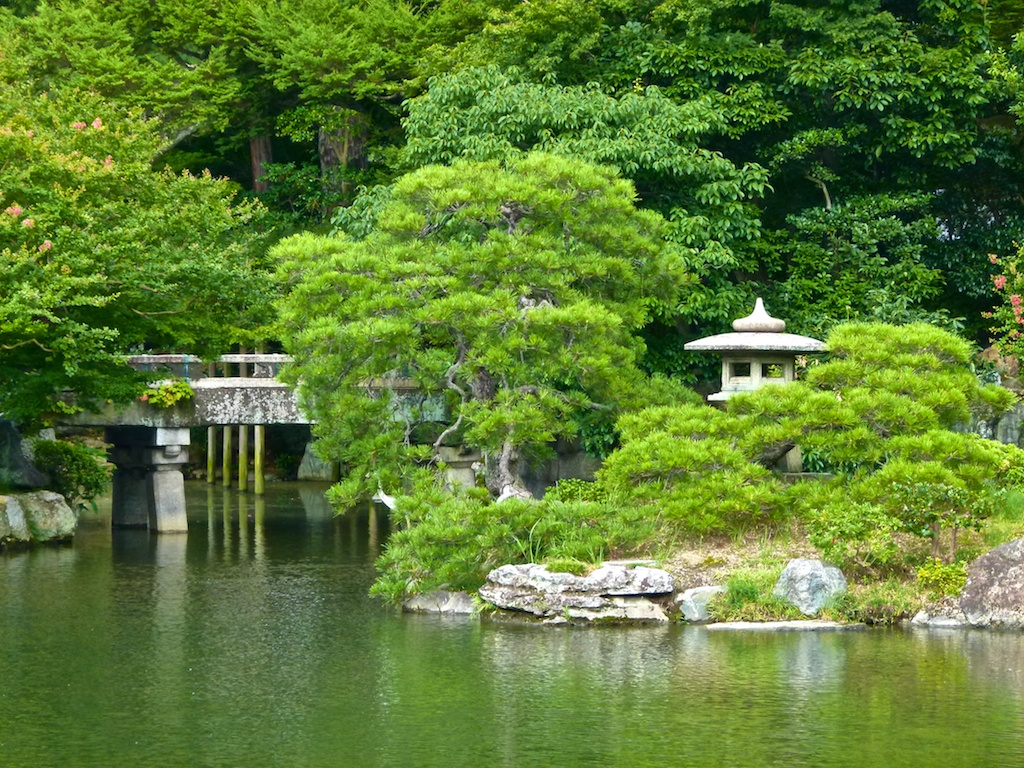
御池庭の石橋や灯籠
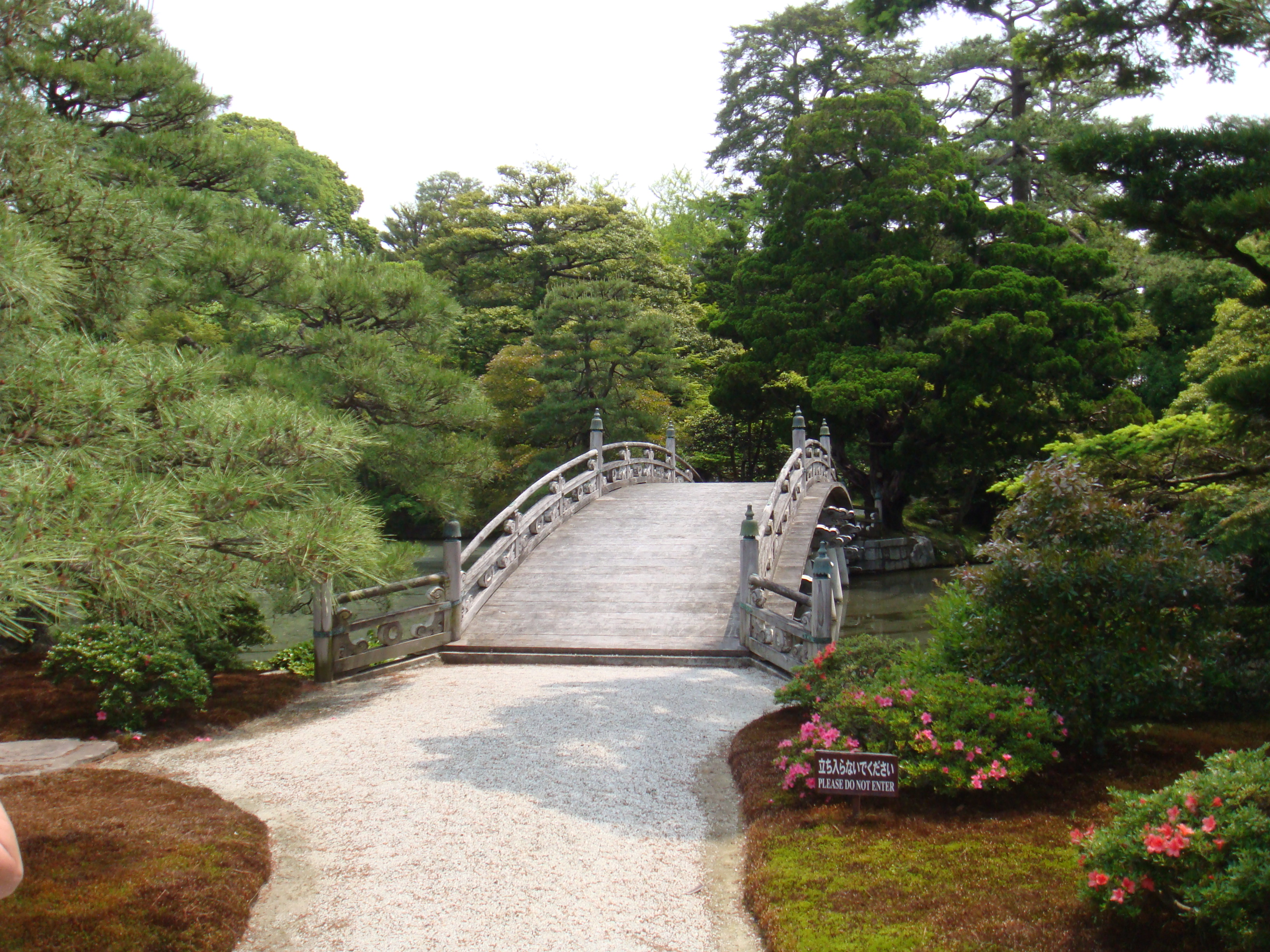
御池庭に架かる大きな木橋

#### 御内庭
御常御殿東側の遣水を中心とした庭は御内庭（ごないてい）と呼ばれる。遣水を渡った東側には4畳半3畳半の畳敷き等の茶室の「錦台」が建つ。御内庭より奥向きに接続して存在する御涼所東側の庭は「龍泉の庭」と呼ばれる。この付近では遣水は東西2つの流れに枝分かれし西側の流れは御涼所と聴雪を結ぶ吹抜廊下の下をくぐり一部は聴雪の縁下を通っている。東側の遣水は水流はそのまま曲折しながら御内庭へ流れ込んでいる。御内庭に架かる土橋を渡り遣水の東対岸には「泉殿」（地震殿とも）という建築物がある。これは地震発生に備えて屋根を軽く造り、他の建物から離れて建てた建物で、緊急時の避難所とされている。聴雪の北側にある枯山水庭園は「蝸牛の庭」と呼ばれるが、これは明治期の作庭である。
御内庭には献上品として、第15代徳川将軍の徳川慶喜からの灯籠や公卿で摂政の左大臣・二条斉敬からの槇や八瀬村からの石橋等が、時の帝である孝明天皇や明治天皇へ献上されている。

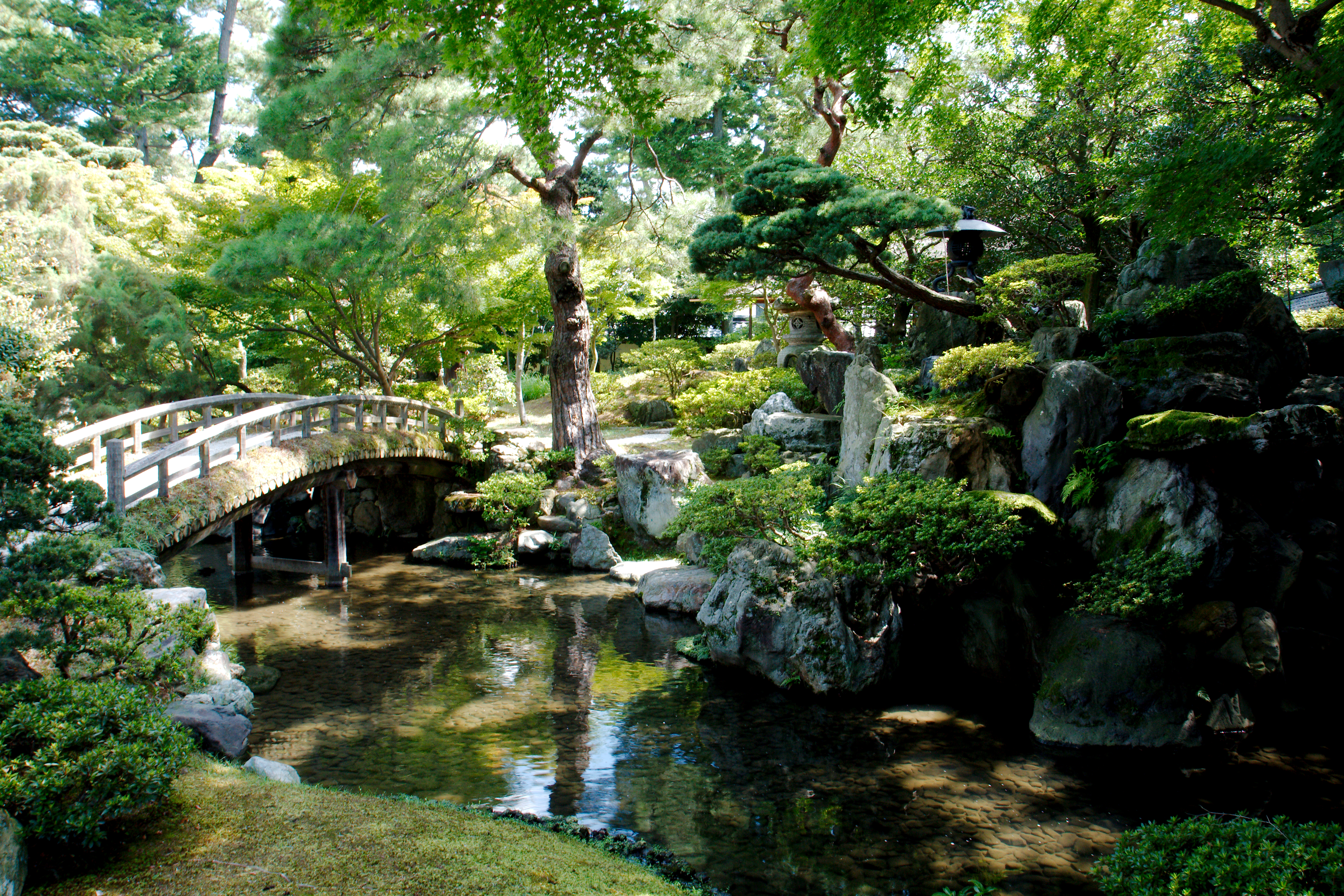
御内庭に架かる土橋
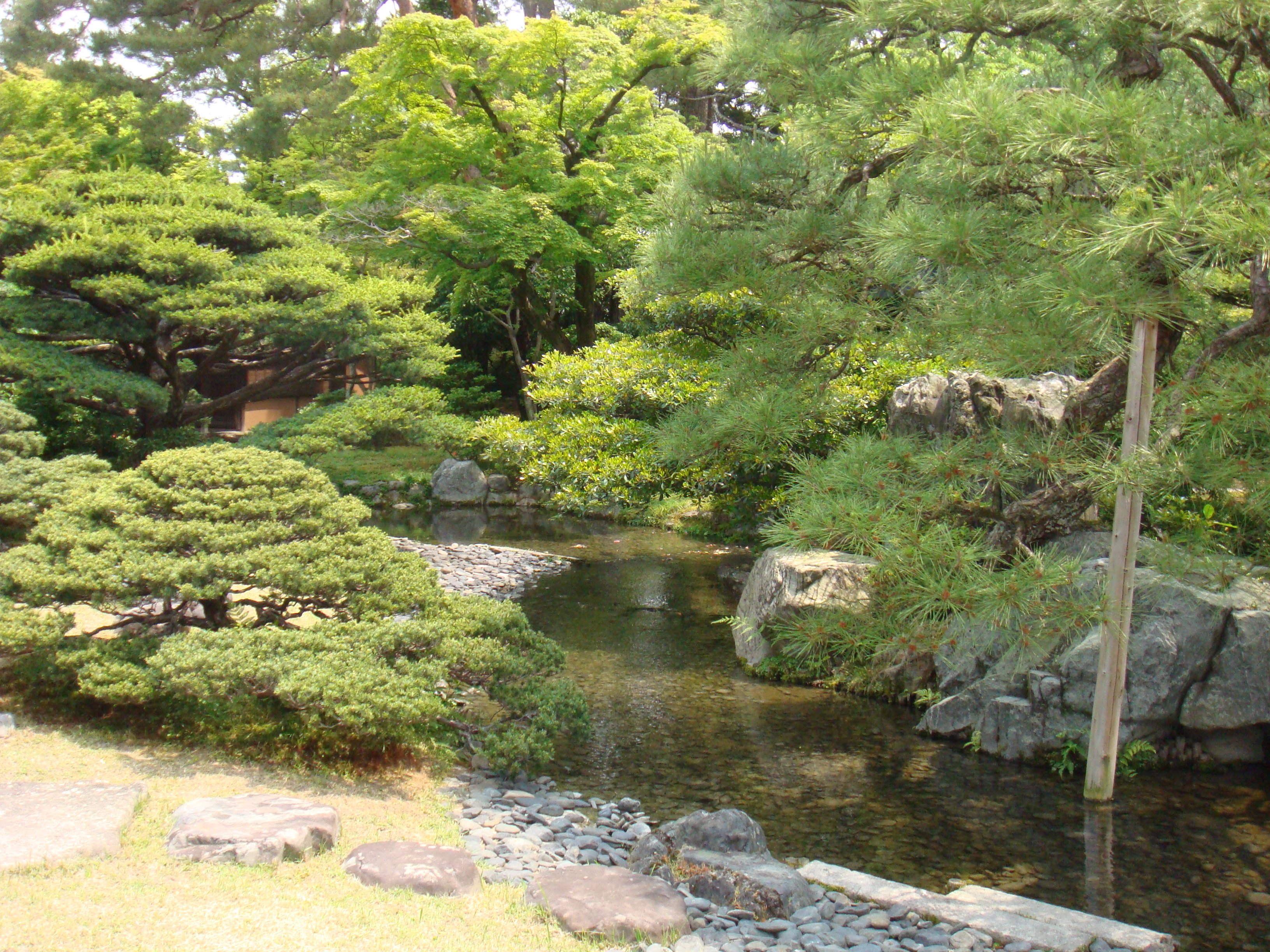
御内庭の遣水

### 障壁画
京都御所内の各建物の室内は、すでに述べたように、多くの障壁画で飾られている。これらは、各室の用途や格に応じて画題が選ばれている。紫宸殿の「賢聖障子」については前述した。清涼殿では、弘廂の北端に「荒海障子」、そのやや南に「昆明池障子」が立てられている。この2点はいずれも衝立で、南面には唐絵、北面には大和絵が描き分けられていた。「荒海障子」は『山海経』に描写された伝説の国の光景を描いたもので、障子の北面には大和絵で「宇治の網代」が描かれている。「昆明池障子」は南面に中国の昆明池の光景、北面には大和絵で「嵯峨野小鷹狩図」が描かれている。御常御殿などの住居用の建物では、儀式などが行われる表向きの諸室には中国の賢人功臣など、鑑戒的な主題の漢画が描かれ、日常生活や内々の対面に用いられた内向きの諸室には大和絵による風景や花鳥などが描かれている。現存する安政度造営時の障壁画の制作にあたっては、当時の日本画壇の主たる流派の画家たちが多数動員されている。安政度造営に参加している絵師は京都在住の者が多く、狩野派、土佐派以外の在野の絵師の多いことが目立つ。御所の障壁画制作は、延宝度造営までは狩野派が独占していたが、宝永度造営以降、大和絵系の絵師が参入するようになり、狩野派の独占体制は崩れていく。安政度造営では、御常御殿の上段・中段・下段など、表向きの諸室は主に狩野派の絵師が担当しているが、他の諸室は土佐派、円山四条派、岸派、原派などさまざまな流派の絵師が参入し、狩野派の相対的地位低下がうかがえる。これは、この時代には狩野派が障壁画制作全体を差配するのではなく、各派の絵師が修理職奉行と直接交渉できるようになったことも影響している。安政度障壁画制作に参加した絵師は、狩野派系では狩野永岳、鶴沢探真、座田重就、狩野派出身の冷泉為恭、土佐・住吉派では土佐光信、土佐光文、住吉弘貫、円山派では円山応立（円山応挙の曾孫）、円山応文、長沢芦鳳（長沢芦雪の孫弟子）、中島来章、駒井孝礼、四条派では松村景文系の横山華暉、横山華渓、八木奇峰、岡本豊彦系の塩川文麟などであった。その他の流派では岸派の岸連山、岸竹堂、岸誠、原派の原在照などがいる。御所の障壁画制作に参加することは、絵師にとっては自分の存在をアピールし、後世に名を残す絶好の機会であった。
主な殿舎の障壁画の画題と筆者は以下のとおりである。
御常御殿
- 上段 狩野永岳「堯任賢図治図」「桐竹鳳凰図」
- 中段 鶴澤探真「大禹戒酒防微図」
- 下段 座田重就「高宗夢賚良弼図」
- 剣璽の間 土佐光清「花鳥図」
- 御小座敷上の間 中島来章「芦辺鶴図」
- 御小座敷下の間 塩川文麟「四季耕作図」
- 落長押の間 国井応文「山水図」
- 一の御間 狩野永岳「桃柳図」
- 二の御間 鶴澤探真「花鳥図」
- 三の御間 円山応立「地網引図」
- 次の間 長沢芦鳳「宇治川の景図」
- 御清の間 吉田元鎮「住吉の景図」
- 御寝の間 土佐光文「竹に虎図」元は原在照「群鶏竹菊図」
- 中仕切りの間 岸竹堂「谷川に熊図」
- 申口の間（南） 岸連山「谷川に熊図」
- 申口の間（北） 中島華陽「常盤木に猿図」

（以下は杉戸絵）
- 原在照「安摩二舞図」「陵王納曽利図」
- 岡本亮彦「曲水図」「蹴鞠図」
- 中島来章「田辺の雁図」「池上の鶴図」
- 山田龍淵「武陵桃源図」「王質囲碁図」
- 梅戸在親「葡萄に栗鼠図」「秋草に猫図」
- 大口義卿「柳に鷺図」「檜に蝉図」
- 磯野華堂「松に鷹図」「牡丹に白鴎図」
- 森寛斎「陶淵明帰去来図」「赤壁図」
- 近藤梁渓「雪中小鳥図」

御三間
- 上段 住吉弘貫「大極殿朝賀図」
- 中段 駒井孝礼「賀茂祭群参図」
- 下段 岸誠「駒引図」
- 御献の間上の間 横山清暉「嵐山春景」
- 御献の間下の間 横山華渓「高雄秋景」

皇后御常御殿
- 上段 土佐光清「有虞二妃図」
- 中段 吉田元鎮「契母簡狄図」
- 下段 鶴澤探真「妃有莘女図」
- 御寝の間 岸岱「四季花鳥図」
- 御化粧の間 塩川文麟「新樹図」
- 御小座敷上の間 狩野永岳「富士三保浦図」
- 御小座敷下の間 円山応立「塩釜浦図」
- 一の御間 原在照「四季耕作図」
- 二の御間 中島華陽「四季耕作図」
- 三の御間 八木奇峯「雨中竹図」
- 次の間 長沢芦鳳「浜松図」
- 申口の間（北） 磯野「紅葉図」
- 申口の間（南） 島田雅房「桜図」

皇后御常御殿には、以下の円山応挙及び呉春の作品があるが、両名とも一世代前の絵師であり、これらの作品は、何らかの事情で他所から京都御所へ移されたものと推定される。
- 円山応挙「虹図」（御小座敷上の間違棚天袋）
- 円山応挙「鮎図」（御小座敷上の間違棚地袋）
- 呉春「海辺雪景図」（一の御間違棚小襖）

若宮姫宮御殿
- 若宮御殿上段 勝山琢眼「蹕輦受言図」
- 姫宮御殿上段 狩野蔵之進「周室三母図」

御学問所
- 上段の間 狩野永岳「十八学士登瀛洲図」
- 中段の間 岸岱「蘭亭図」
- 下段の間 原在照「岳陽楼図」
- 菊の間 岡本亮彦「菊図」
- 山吹の間 円山応立「山吹図」
- 雁の間 岸連山「芦に雁図」

小御所
- 上廂 冷泉為恭「清涼十月更衣」
- 上廂 冷泉為恭「鷹狩」

## 移築施設
御所からの移築とされる現存施設のうち、主なものは次の通り。
慶長内裏より前の建物

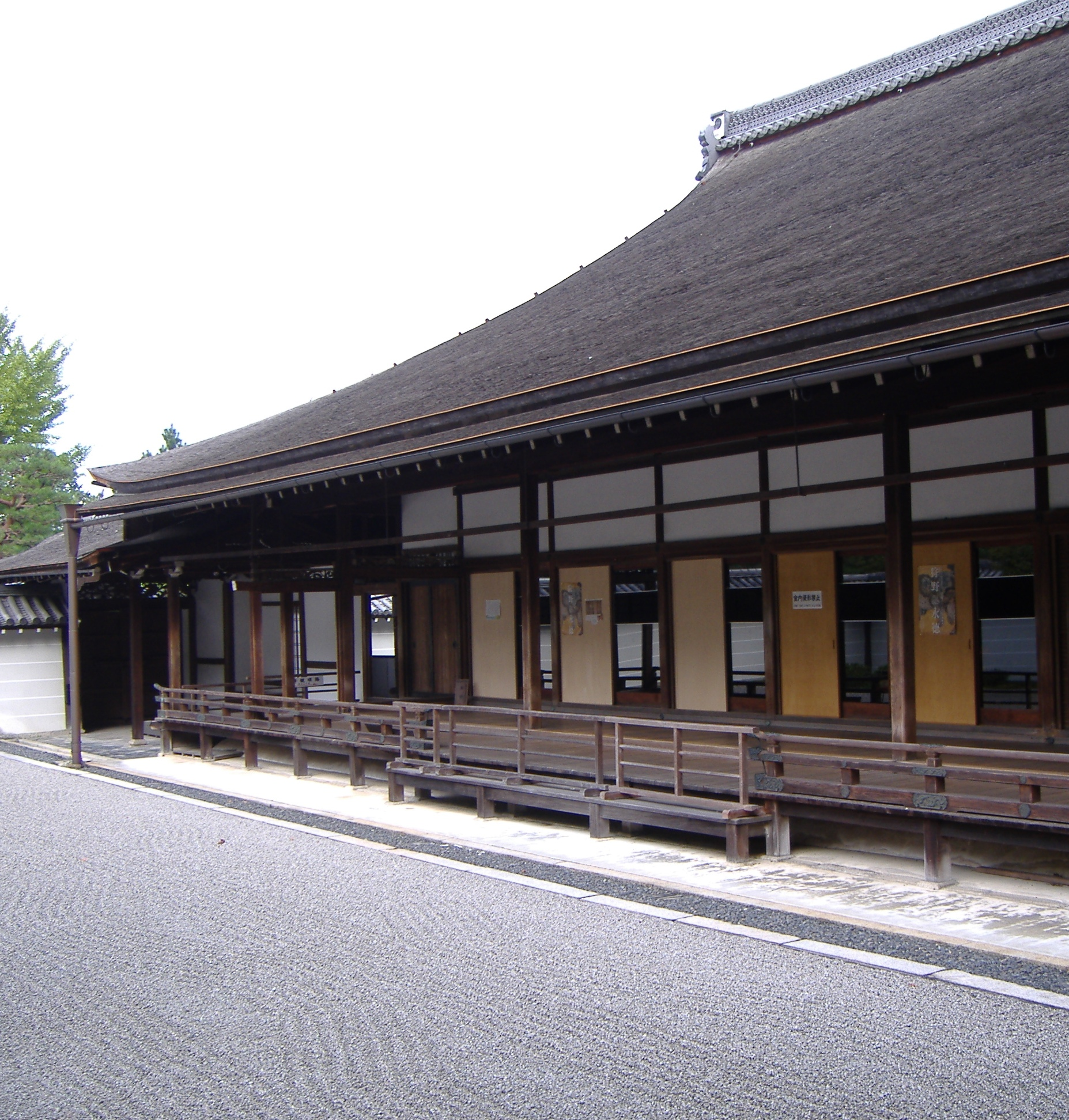
南禅寺方丈（国宝）

- 東福寺月下門（月華門）（京都市東山区） - 寺伝では元は月華門で、文永5年（1268年）の移築という（実際は寛元4年（1246年）頃に普門院総門として造営か[126]）。国の重要文化財[127][128]。
- 園城寺食堂（釈迦堂）（滋賀県大津市） - 寺伝では元は清涼殿。室町時代中期の造営。豊臣秀吉による園城寺堂宇破却後の移築という。国の重要文化財[129][130]。
- 高野神社楼門（滋賀県栗東市）-天文2年（1532年）に古門を拝領移築したという[131]。
- 南禅寺方丈（京都市左京区） - 元は御所の建物の1つ（寺伝では清涼殿、実際は女院御所の対面御殿か）。天正年間（1573-1591年）の造営。国宝[132][133]。

なお、慶長内裏の前の紫宸殿は慶長16年（1611年）に泉涌寺に移築されたが、天保12年（1841年）に焼失している。
慶長内裏の建物［慶長18年（1613年）前後に造営］
- 仁和寺（京都市右京区）

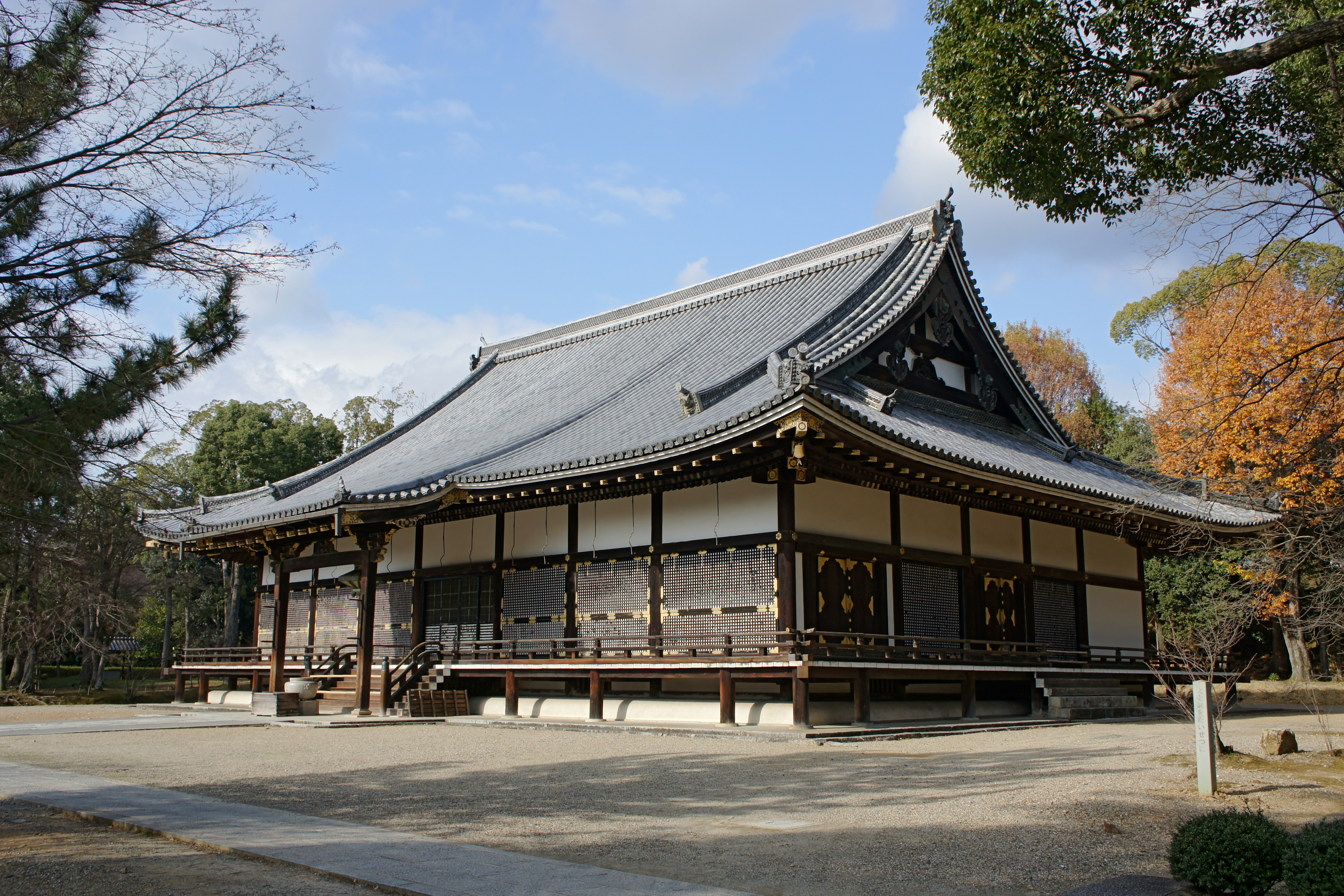
仁和寺金堂（国宝）慶長内裏の紫宸殿で、紫宸殿としては現存最古。

  - 金堂 - 元は紫宸殿。寛永期に移築。現存最古の紫宸殿。国宝[135][136]。
  - 御影堂 - 清涼殿の一部を使用。寛永期に移築・改装。国の重要文化財[137][136]。

なお、上2棟と同時期に常御殿が移築され仁和寺の宸殿となったが、明治期に焼失している[136]。
- 南禅寺勅使門 - 元は日ノ御門。寛永期に移築。国の重要文化財[138][139]。
- 大徳寺勅使門（京都市北区） - 元は御所の南門。国の重要文化財[140][141]。
- 泉涌寺大門（京都市東山区） - 元は御所の門。国の重要文化財[142]。

東福門院和子の女御御里御殿の建物［元和5年（1619年）前後に造営］
- 大覚寺宸殿（京都市右京区） - 元は女御御殿の宸殿。国の重要文化財[143][144]。
- 妙法院（京都市東山区）
  - 大書院 - 元は女御御殿の建物。国の重要文化財[145]。
  - 玄関 - 元は女御御殿の建物。国の重要文化財[146]。
- 林丘寺客殿（京都市左京区） - 元は女御御殿の奥御対面所等[147]。
- 平野神社南門（京都市北区） - 元は女御御殿の門か。社伝では慶安4年（1651年）に移築。京都府指定文化財[148]。
- 仁和寺本坊表門 - 元は西御台所門。国の重要文化財[149][148]。

江戸時代前期-後期頃の建物
- 氷室神社拝殿（京都市北区） - 元は小御所の釣殿。江戸時代初期頃の造営。寛永期に移築。京都府登録文化財[150]。
- 水無瀬神宮本殿（大阪府三島郡島本町） - 元は賢所（内侍所）。寛永期に移築[151]。
- 泉涌寺舎利殿 - 元は御所の建物の1つ。寛永期に移築・改装。京都府指定文化財[134]。
- 正明寺本堂（滋賀県蒲生郡日野町） - 寺伝では元は清涼殿。正保2年（1645年）の造営。国の重要文化財[152][153]。
- 毘沙門堂宸殿（京都市山科区） - 後西天皇の旧殿。寛文6年（1666年）の造営。京都市指定文化財[154]。
- 勧修寺（京都市山科区）
  - 本堂 - 元は霊元天皇の仮内侍所。寛文2年（1662年）の造営。寛文12年（1672年）に移築。京都市指定文化財[154]。
  - 書院 - 後西天皇（または明正天皇）の旧殿。江戸時代中期の造営。貞享3年（1686年）に移築。国の重要文化財[155]。
  - 宸殿 - 元は明正天皇の御対面所。延宝4年（1676年）の造営。元禄10年（1697年）に移築。京都市指定文化財[154]。
- 聖護院書院（京都市左京区） - 元は御所の書院。江戸時代中期の造営。延宝4年（1676年）に移築。国の重要文化財[156][157]。
- 北向山不動院本堂（京都市伏見区） - 東山天皇の旧殿。正徳2年（1712年）に移築。
- 泉涌寺御座所 - 元は御里御殿。寛政内裏の御里御殿の古材を使用。文化15年（1818年）に再建。明治期に移築。京都府指定文化財[134]。

安政内裏以後の建物［安政2年（1855年）前後から後に造営］
- 橿原神宮（奈良県橿原市）
  - 本殿 - 元は賢所（内侍所）。明治23年（1890年）に移築。国の重要文化財[158][159]。

なお、上1棟と同時期に神嘉殿が移築され橿原神宮の神楽殿（移築当初は橿原神宮拝殿）となり、国の重要文化財に指定されていたが、平成5年（1993年）の約西15メートルの焼却炉の火の粉が飛び火したことにより焼失した[160][107]。
- 泉涌寺海会堂 - 元は黒戸。明治期に移築。
- 摠見寺仮本堂（滋賀県近江八幡市）-信長公350回忌を記念に、宮内庁より下賜された建材を用いて昭和8年（1933年）に完成[161]。

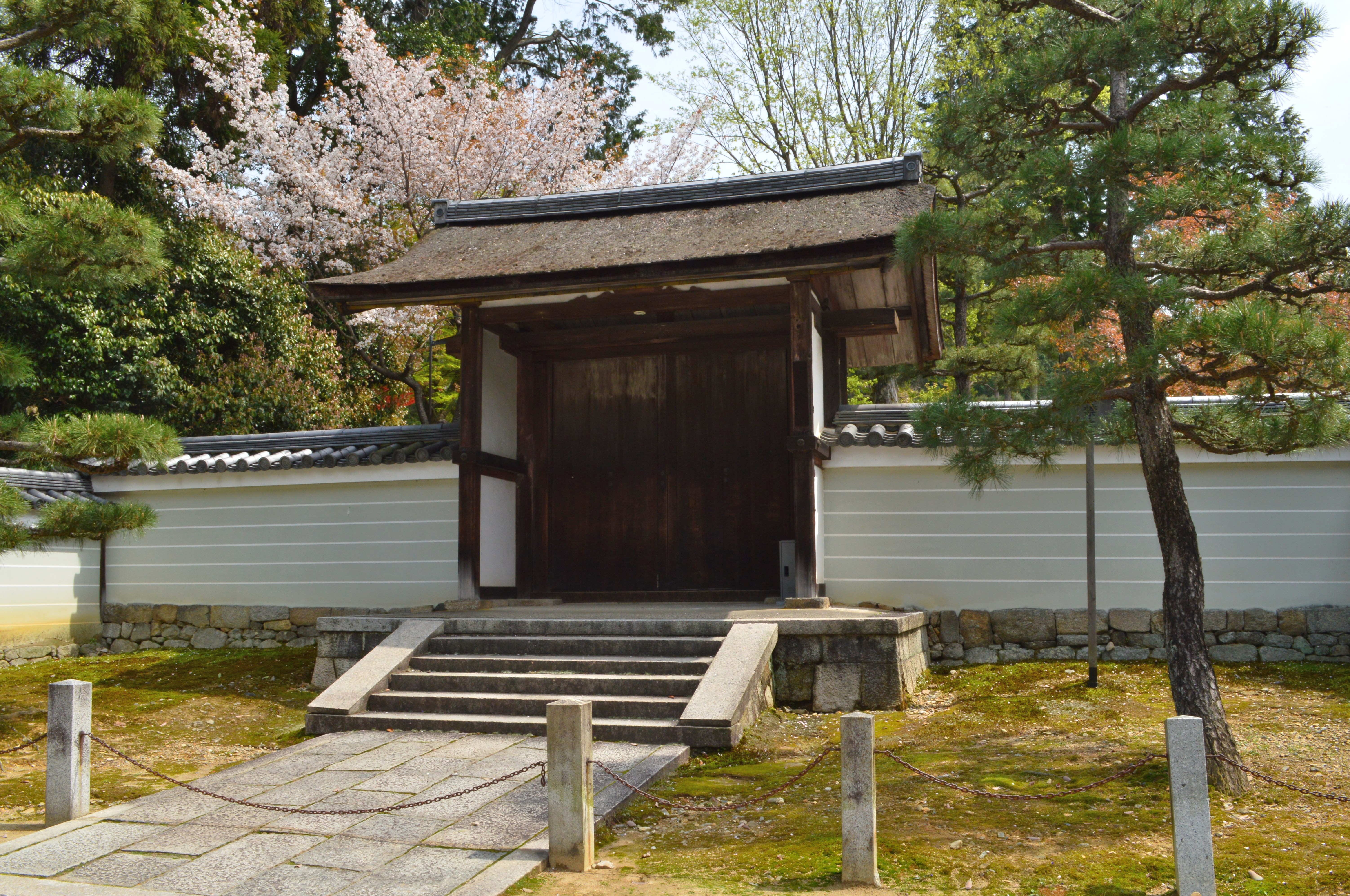
東福寺月下門（月華門）（重要文化財）
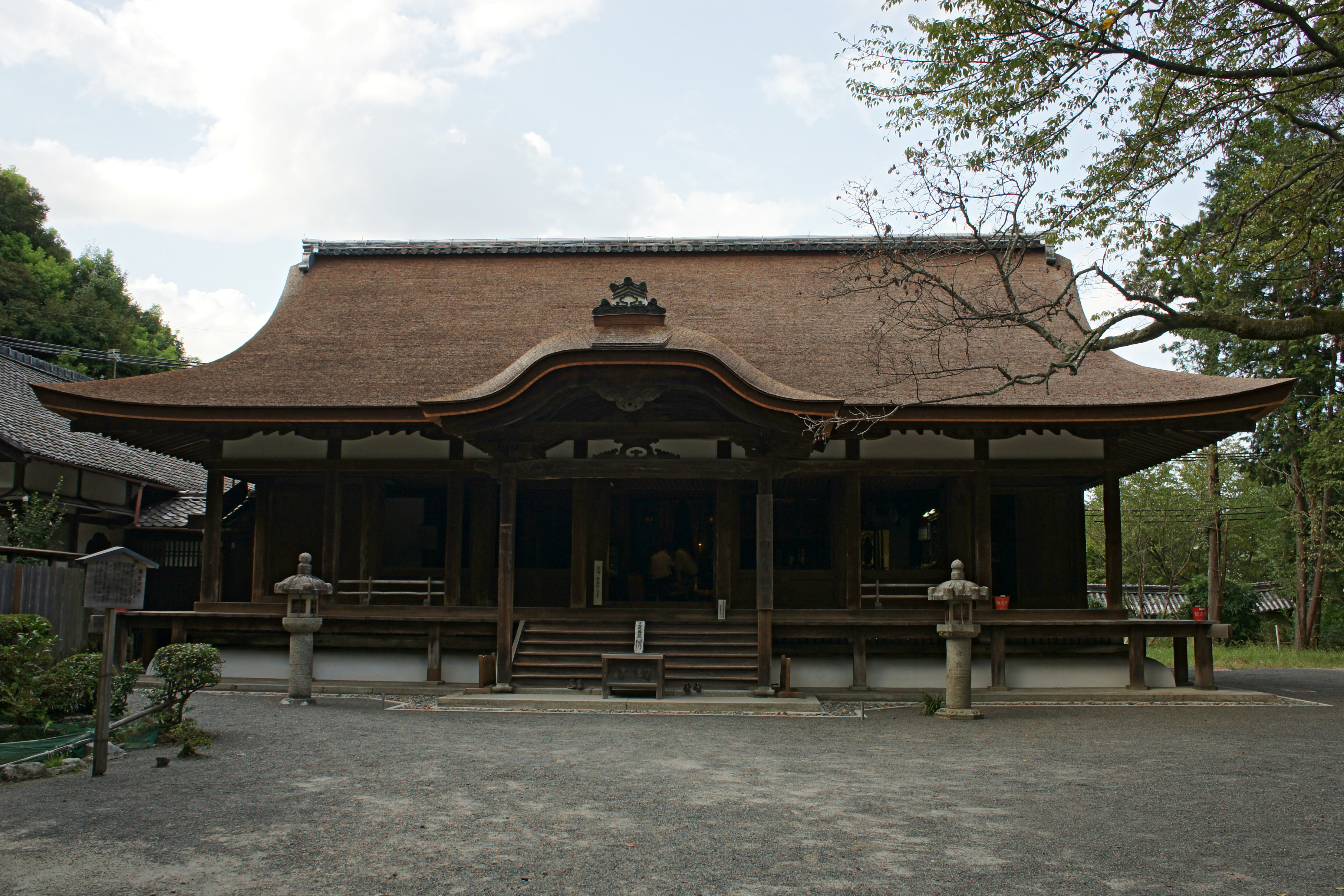
園城寺釈迦堂（重要文化財）
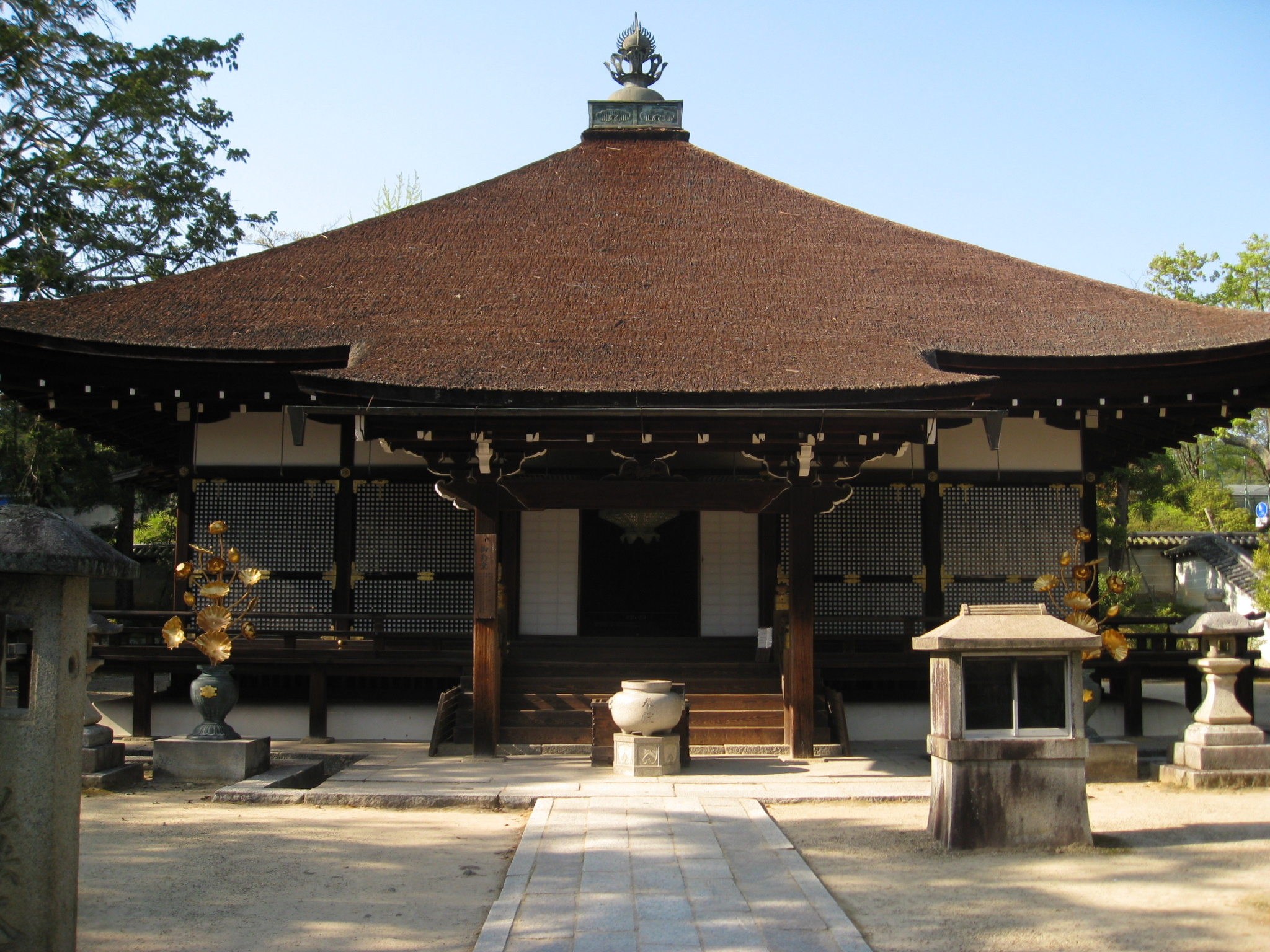
仁和寺御影堂（重要文化財）
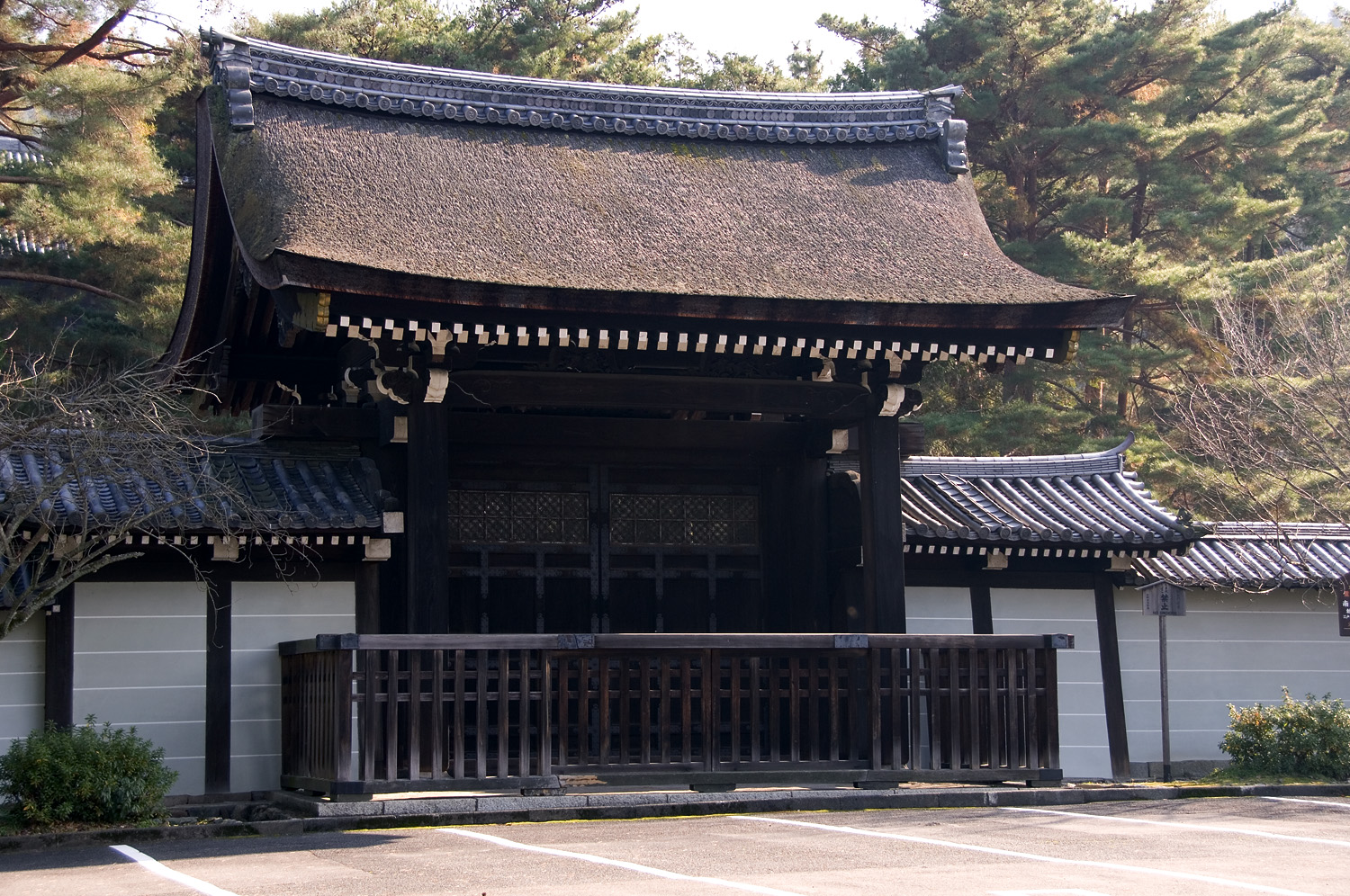
南禅寺勅使門（重要文化財）
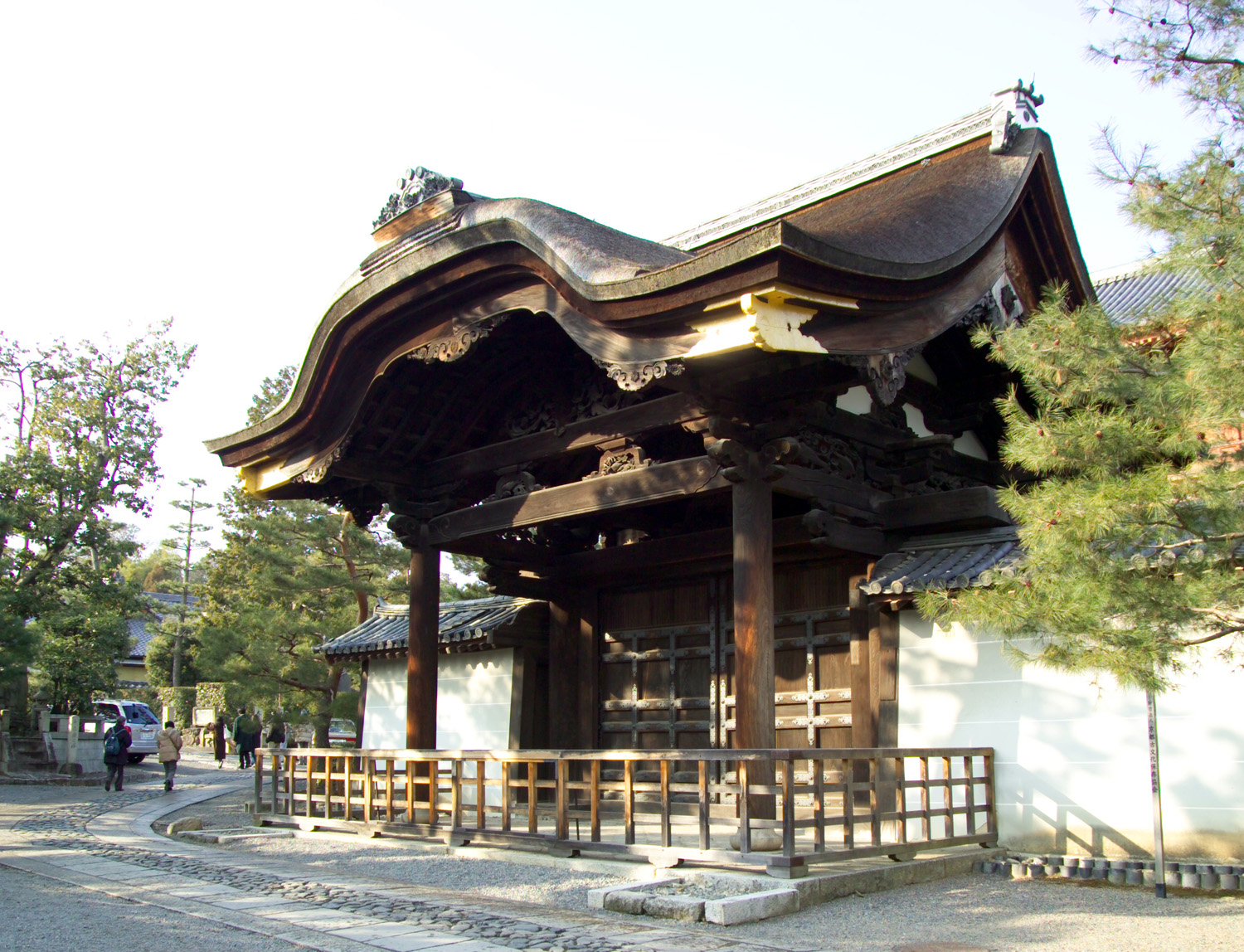
大徳寺勅使門（重要文化財）
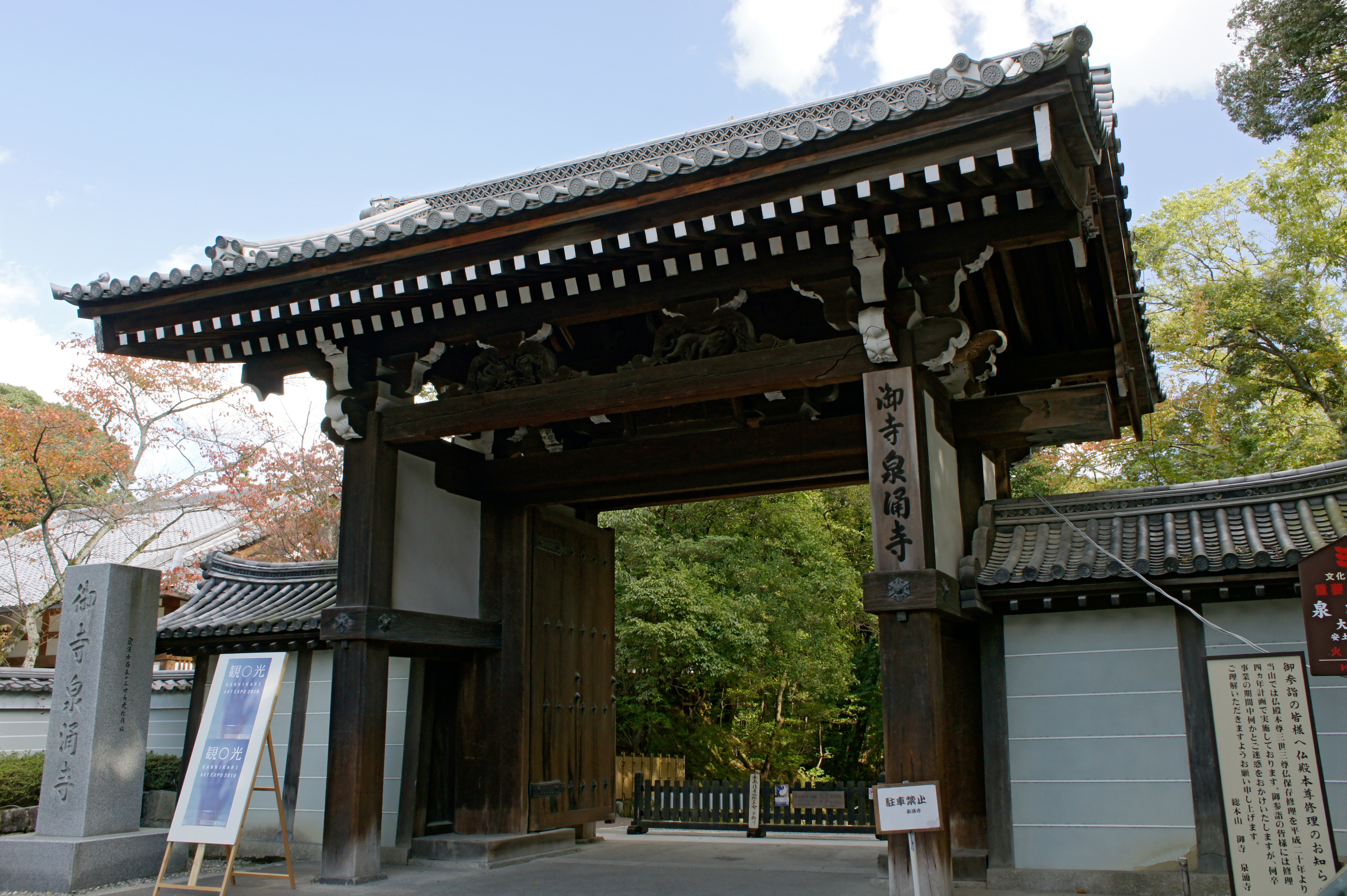
泉涌寺大門（重要文化財）
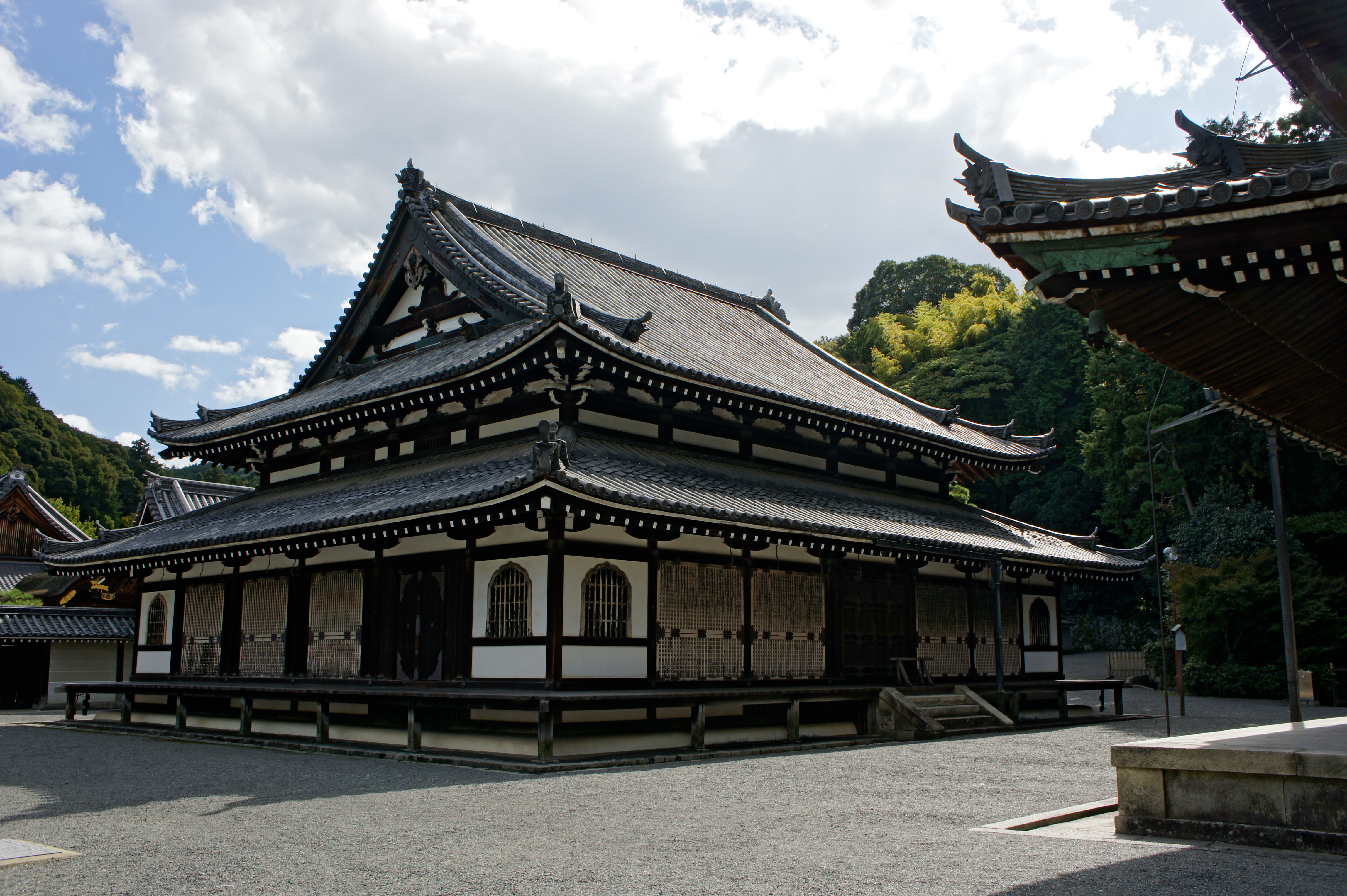
泉涌寺舎利殿（京都府指定文化財）
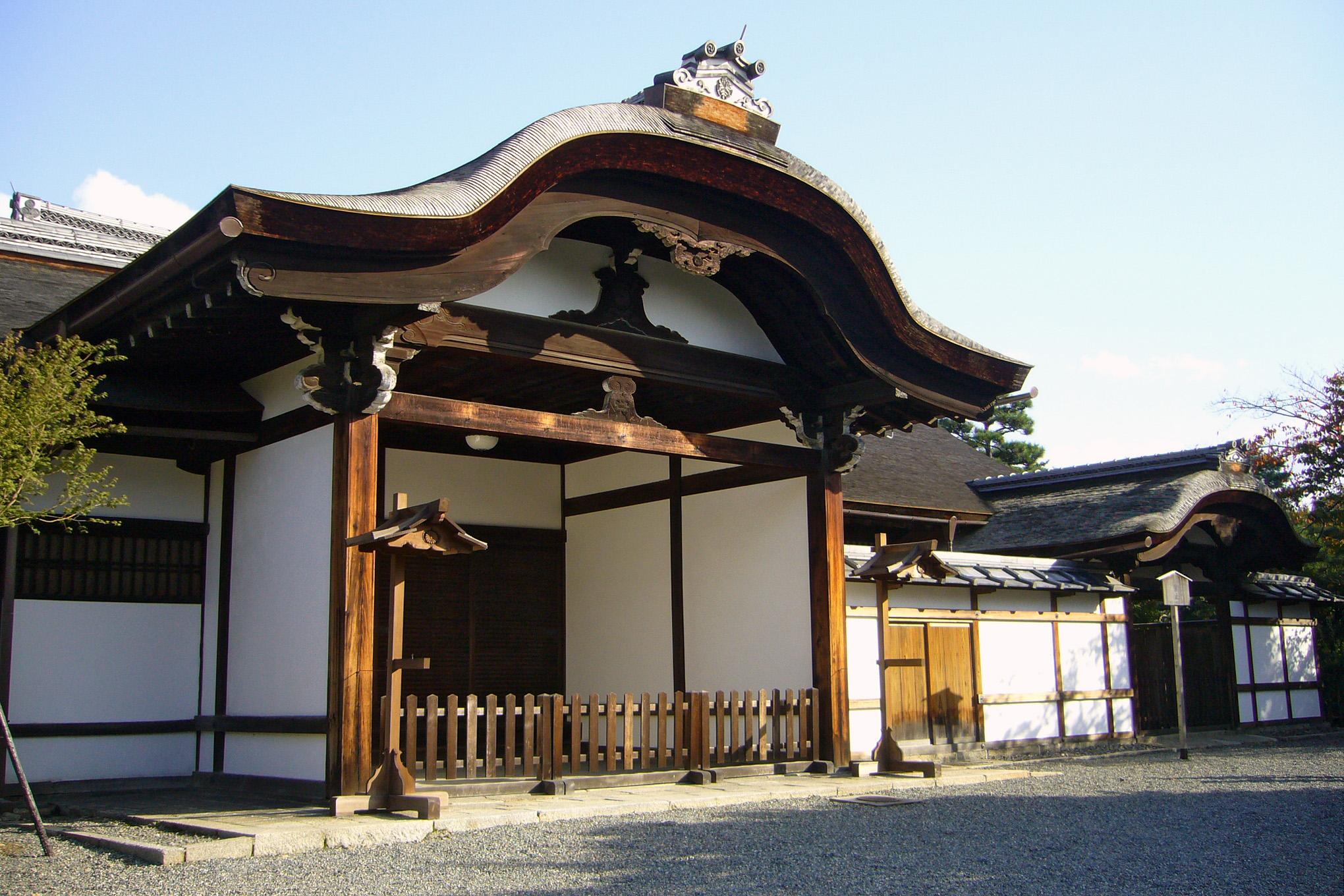
妙法院玄関（重要文化財）

## 即位の礼

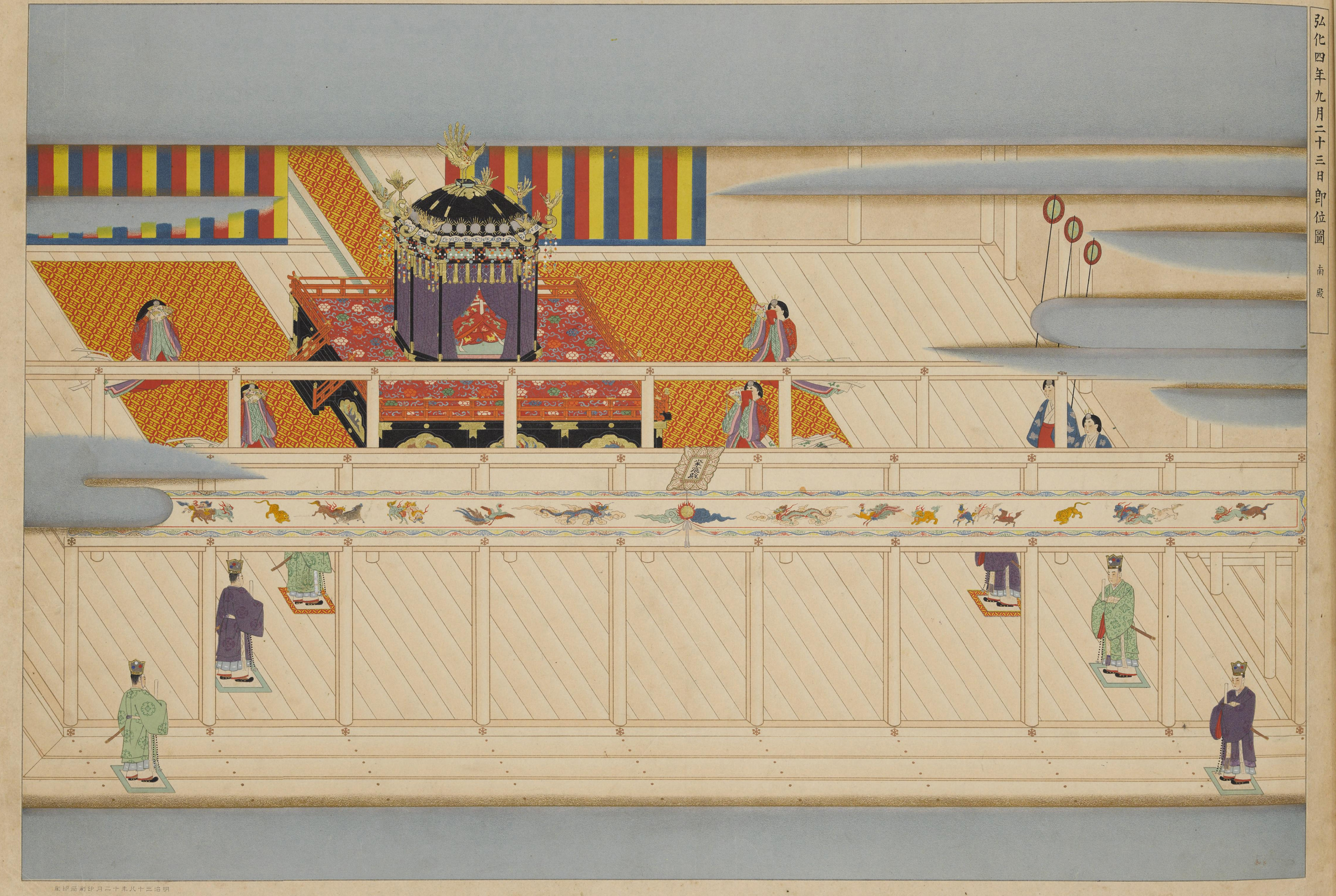
孝明天皇の即位の礼

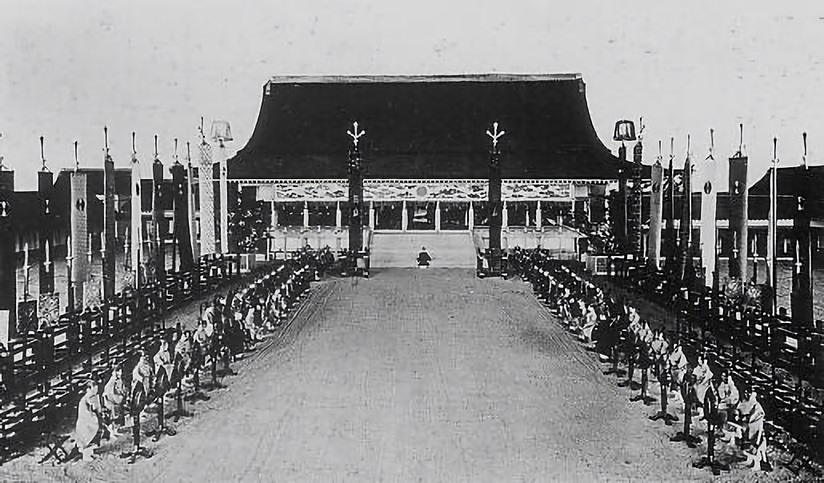
大正天皇の即位の礼

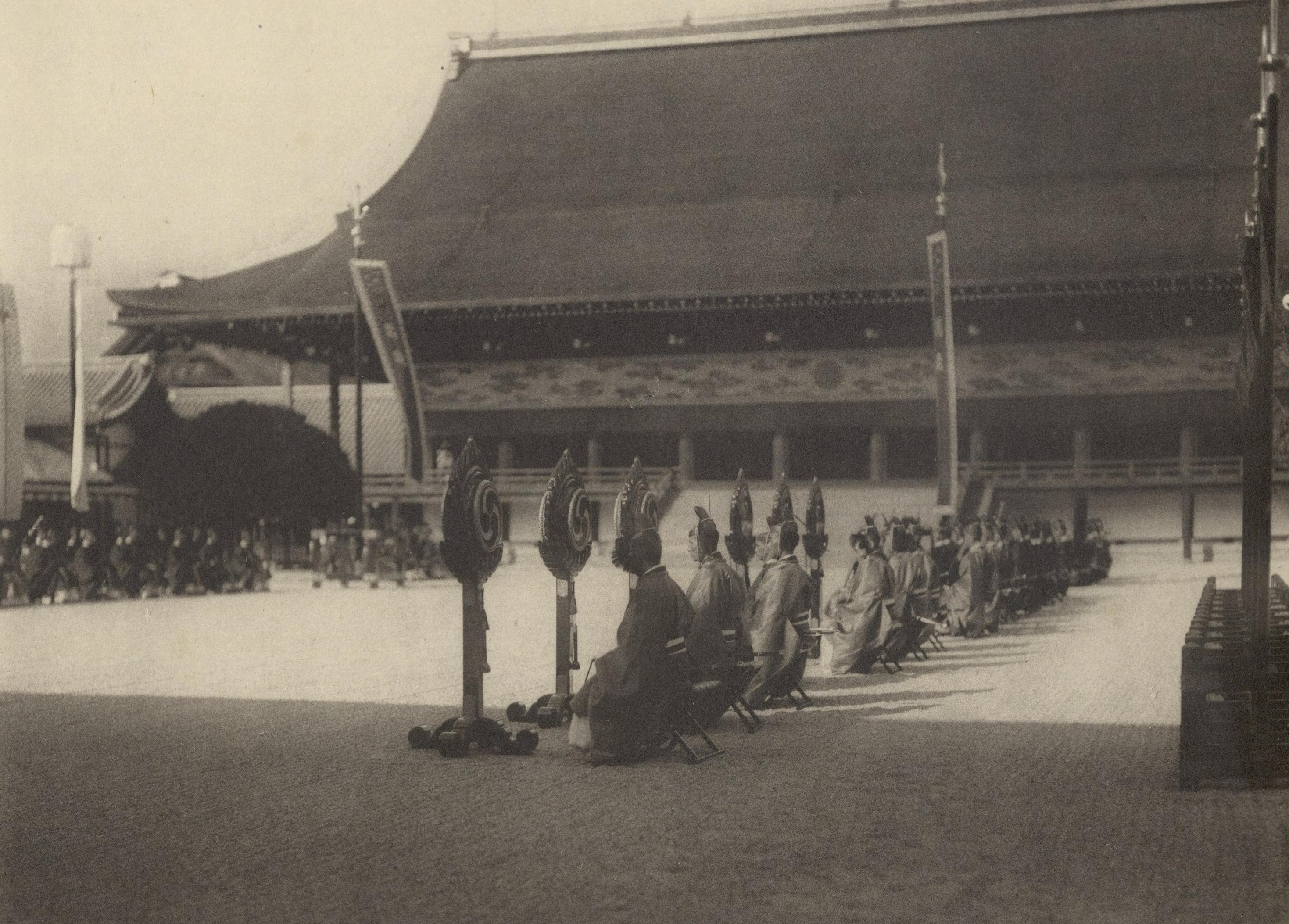
昭和天皇の即位の礼

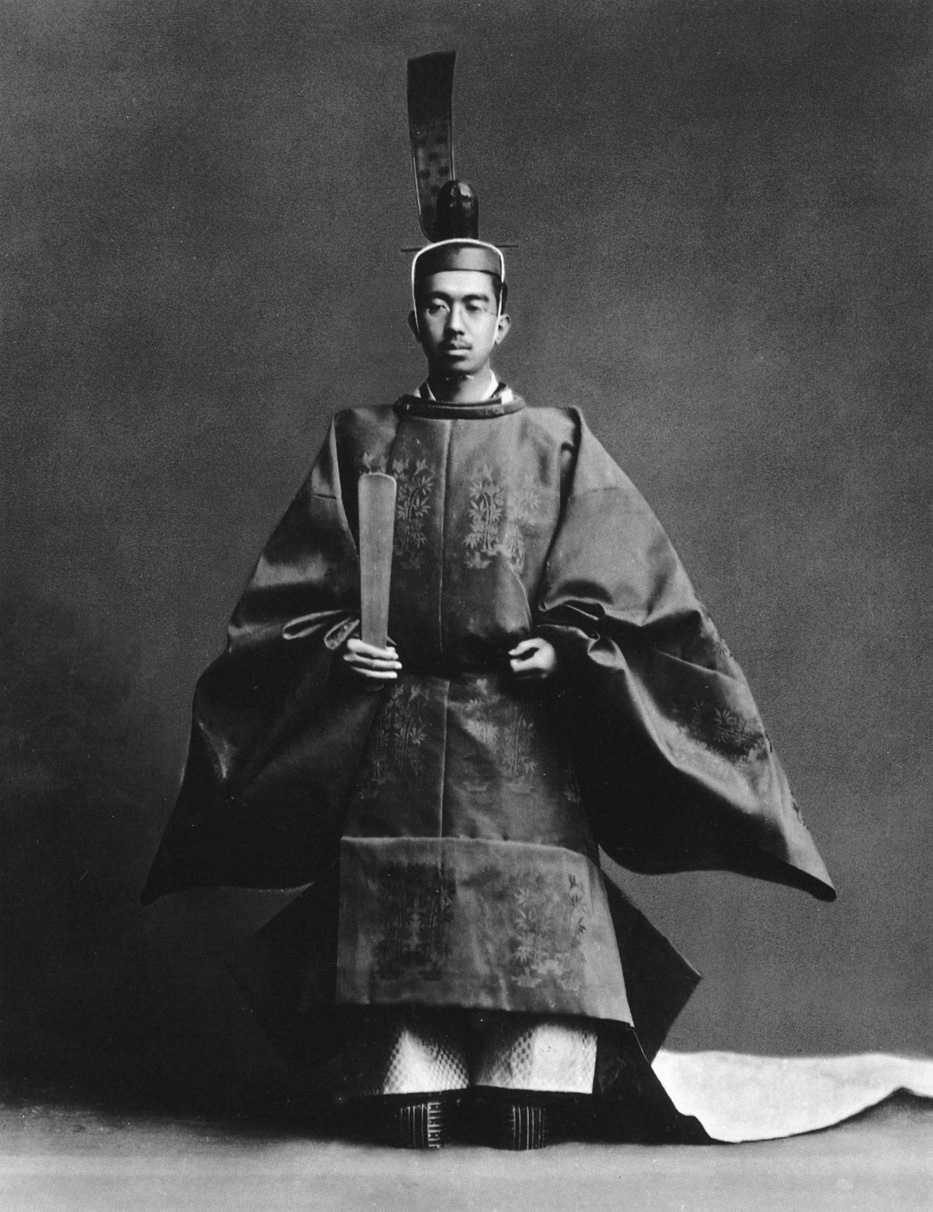
京都御所で即位礼に臨む昭和天皇

即位の礼は代々京都御所の紫宸殿で行われ、明治維新の際に天皇が東京へ移ってからも、1878年の明治天皇の「将来わが朝の大礼は京都にて挙行せん」という叡慮と勅令を承けて、1889年（明治22年）制定の旧皇室典範第11条により、即位の礼と大嘗祭は京都で執行すると定められ、大正天皇と昭和天皇も京都御所で即位に関わる一連の儀式を行った。
しかし、第二次世界大戦後に制定された現在の皇室典範では京都で行うというような場所の規定がなくなったことと、主には警備上の問題から1990年（平成2年）の第125代天皇明仁の即位にあたり、即位の礼が史上初めて東京に於いて執り行われ、2019年（令和元年）の第126代天皇徳仁の即位でも平成の例に倣って東京での開催となった。
即位の際に天皇が着座し、その即位が象徴的に示される天皇の正式な御座所である高御座並びに皇后の正式な御座所である御帳台は京都御所の紫宸殿に常設されているため、明仁以降の即位礼正殿の儀（「即位礼紫宸殿の儀」に相当）に際しては、高御座と御帳台を解体した上で皇居宮殿のある東京まで運ばれた。

## 京都御所と水環境
井戸側に関しては、1890年（明治23年）の京都府令により「井戸派砂又ハ小石ヲ厚サ一尺以上ノ小井ハ厚サ一寸以上ノ松ノ側壁ハ石煉瓦或ハ漆喰ヲ以テ充填　但地質堅致ニシテ汚水浸透ノ恐ナキモノハコノ限ニアラス」と規制されており、これは汚水が井戸に浸入することを防止するために、漆喰や石煉瓦で側壁を補強せよという布令である。汚水の混入が伝染病の原因となることは、強く認識されていた。明治31年から明治32年の京都市地下水位推定図と京都市の技師谷井鋼三郎が調査した明治23年から明治29年の井戸水の水質調査によると、京都御所は深さ7m程度の浅井戸を持ち、良水の割合が80%から100%であった。

## 参観
2016年7月25日までは予約不要の春秋の特別公開と、事前の予約が必要な一般公開の２つの参観がおこなわれてきたが、参観希望者の利便性をより高めるため、2016年7月26日から予約不要の通年一般公開に再編された。
なお、月曜日（祝日の場合は翌日）、年末年始（12月28日から1月4日）、行事等の実施のため支障のある日は休みとなる。
公開時間は、4月から8月は9時から17時まで（入場は16時20分まで）・9月及び3月は9時から16時30分まで（入場は15時50分まで）・10から2月は9時から16時まで（入場は15時20分まで）となっている。
入場門は清所門（せいしょもん）で反時計回りに京都御所を見学し、清所門から退出する。入場時に手荷物の内容検査が皇宮護衛官により行われる。なお、以前は春秋の特別公開の期間だけは紫宸殿のすぐ前まで行けたが、現在は紫宸殿南庭の南東隅に入って遠望する形に変更されている。
また、宮内庁所有の建築物のために原則御殿を外から参観するだけで建物への立入は禁止である。一定以上、御殿に近づくとブザーが鳴り皇宮護衛官が駆けつける様式となっている。

### 交通アクセス
通年一般公開は清所門が出入口となる。
- 京都市営地下鉄烏丸線今出川駅下車。または、京都市営バス烏丸今出川バス停下車（停まるのは５９系統，２０１系統，２０３系統）。南へ向かい、乾御門を通って清所門まで徒歩8分。
- 京都市営バス烏丸一条バス停下車。少し南の中立売御門を通って清所門まで徒歩4分。ただし、烏丸一条バス停は1時間に1本しか運行されない51系統だけが停車する。
- 京都駅より京都市営バス04号系統・17号系統・205号系統のいずれかに乗車、「府立医大病院前」バス停下車、清和院御門まで徒歩5分